# FC Red Bull Salzburg
Der FC Red Bull Salzburg (bis 2005 SV Wüstenrot Salzburg, ursprünglich SV Austria Salzburg), kurz Red Bull Salzburg, RB Salzburg oder RBS, und bei UEFA-Wettbewerben als FC Salzburg geführt, ist ein Fußballverein, der in Wals-Siezenheim im Land Salzburg ansässig ist. Der Klub spielt in der Fußball-Bundesliga, der höchsten österreichischen Spielklasse, und trägt seine Heimspiele in der Red Bull Arena in Wals-Siezenheim aus. Der Verein ist 17-maliger österreichischer Meister, gewann neunmal den ÖFB-Cup und erreichte 1994 das Finale des UEFA-Cups. Die U19-Mannschaft der Salzburger gewann 2017 in der UEFA Youth League.
Gegründet als SV Austria Salzburg, wurde die Salzburg Sport AG 2005 von der Red Bull GmbH zu 100 Prozent übernommen und in FC Red Bull Salzburg umbenannt.
Da sich der Spielbetrieb und die Lizenz weiterhin beim Verein befanden, wurde in der Vereinssatzung das alleinige Bestellungs- und Abberufungsrecht des Vorstandes durch die Salzburg Sport AG verankert. Ab 2015 wurde der Einfluss von Red Bull reduziert. Red Bull verzichtete auf das Bestellungs- und Abberufungsrecht und bleibt dem Verein nunmehr als Sponsor erhalten, um sicherzustellen, dass der FC Red Bull Salzburg und RB Leipzig gleichzeitig an Wettbewerben der UEFA teilnehmen dürfen. Im Sommer 2016 wurde der Spielbetrieb und die Lizenzierung in die FC Red Bull Salzburg GmbH ausgegliedert, deren einziger Gesellschafter der Verein ist.
Der Verein hat als offizielles Gründungsdatum den 1. Juni 1950 und die ZVR-Zahl 909741108. Die Statuten des Vereines sind nicht ohne weiteres einsehbar und über die Mitgliedschaft, geschätzt 100, ist wenig bekannt; noch weniger, wie man Mitglied wird.

## Geschichte

### Gründung und Aufstieg in die A-Liga
Der Verein wurde am 13. September 1933 unter dem Namen SV Austria Salzburg, durch eine Fusion des Arbeitervereins FC Rapid Salzburg aus Lehen (spielte in Grün-Weiß) und des bürgerlichen Vereins FC Hertha Salzburg (spielte in Blau-Weiß) gegründet. Hintergrund war die Bildung der neuen Liga Oberösterreich-Salzburg, an der nebst dem Salzburger AK 1914 sonst kein zweiter konkurrenzfähiger Salzburger Klub hätte teilnehmen können. Die Liga Oberösterreich-Salzburg hatte nur zwei Saisonen Bestand, ehe sie wieder in die beiden Landesligen zerfiel.
Erst während des Zweiten Weltkrieges konnte der Klub Anschluss an den SAK 1914 finden, als Landesmeister 1941 spielte der Klub sogar um den Aufstieg in die höchste österreichische Liga. Drei Niederlagen in drei Relegationsspielen mit einem Torverhältnis von 2:15 zeigten aber, dass die Salzburger Austria hierfür noch nicht gewappnet war. Am Höhepunkt des Krieges bildete der Verein mit seinen Konkurrenten SAK 1914 und 1. Salzburger SK 1919 die Fußballgemeinschaft Salzburg; ab der Saison 1945/46 spielte der Klub wieder als SV Austria Salzburg in der obersten Salzburger Liga.
Die Salzburger Austria konnte sich nach Kriegsende zunächst in der Salzburger Landesliga halten und sich 1949 als einer von fünf Salzburger Klubs für die Tauernliga qualifizieren. In der höchsten Amateur-Spielklasse konnten sich die Violetten 1952/53 erfolgreich durchsetzen und damit gegen Arlbergmeister Innsbrucker AC um den Titel des österreichischen Westmeisters antreten. 5:0 und 9:0 lauteten die Ergebnisse, die dem Klub nicht nur den ersten größeren Titel einbrachten, sondern auch die Relegation zur A-Liga ermöglichten. Mit 6:0 und 1:3 gegen den Kapfenberger SV konnte die Austria diese Hürde nehmen und war damit erstmals erstklassig und im Profi-Fußball vertreten.

### Etablierung und erste Vizemeisterschaft
Zwei Jahre gelang es dem SV Austria Salzburg erfolgreich die Klasse zu halten, ehe 1956/57 der Abstieg in die Tauernliga erfolgte. Doch bereits 1958 sicherte sich der Verein erneut die Tauernmeisterschaft sowie anschließend die Westmeisterschaft. In der Relegation kam allerdings das Aus gegen die WSV Donawitz. Die Violetten hatten als Westmeister 1959 erneut die Chance in der Relegation. Dieses Mal wurde der FC Stadlau knapp aber doch mit einem Gesamtscore von 4:3 geschlagen. Um den Klassenerhalt in der A-Liga zu halten, konnte Erich Probst engagiert werden. Der Stürmer war mit sechs Toren zweitbester Schütze der Weltmeisterschaft 1954 gewesen. 14 Ligatore in nur 20 Spielen sicherten den Klassenerhalt. Für Probst bedeutete dies sogar eine erneute Einberufung in die Nationalmannschaft, wodurch er zum ersten internationalen Austrianer wurde.
Um sich aber tatsächlich in der Erstklassigkeit etablieren zu können, sollte es noch ein Jahrzehnt für die Mozartstädter dauern. Bereits 1960/61 mussten sie den Gang in die neue Regionalliga West antreten, konnte aber 1961/62 den umgehenden Wiederaufstieg in die A-Liga schaffen – ohne ein einziges Spiel zu verlieren. 1962/63 folgte jedoch der Wiederabstieg auf dem Fuße, 1964/65 meldete sich der SV Austria Salzburg aber erneut als Regionalligameister zurück. Mit nur 12 Punkten 1965/66 umgehend retourniert, ließ der Klub nicht locker und stand nach der Saison 1966/67 abermals in der höchsten österreichischen Liga, die nun (ab 1965/66) den neuen Namen Nationalliga trug. In das (erneute) Meisterjahr fiel im November 1966 der Rücktritt des Präsidenten Karl Sachs nach 17-jähriger Amtsführung.

Diese Zeit des Ab- und Aufstiegs brachte dem Klub zudem unweigerlich den Spitznamen „Aufzugmannschaft“ ein, dennoch hatte es mit Adi Macek ein Austrianer in dieser Epoche geschafft, sich ins Nationalteam zu spielen.
Durch Verpflichtung von Routiniers Horst Hirnschrodt sowie dank Karl Kodat gelang zunächst der erhoffte Klassenerhalt 1968 nach zuvor vier missglückten Versuchen in Serien, doch wie sich bald herausstellen sollte, waren solche Sorgen bald vergessen. Nur zwei Jahre später war die Salzburger Austria Herbstmeister und griff nach der österreichischen Meisterschaft. Der Gewinn des Wiener Stadthallenturniers sowie das Erreichen des Mitropacupfinales im selben Jahr unterstrichen die Leistung der damaligen Mannschaft. Zwei Runden vor Schluss war die Salzburger Austria punktegleich mit dem FC Wacker Innsbruck in der Tabelle voran, ein 2:2-Unentschieden bei der WSG Swarovski Wattens bedeutete aber letztlich nur den Vizemeister-Titel. Neben Hirnschrodt und Kodat waren vor allem Adi Antrich, Karl Ritter, Franz Weidinger, Adi Blutsch und die Deutschen Heinz Libuda und Peter Grosser Stützen der Vizemeistermannschaft.

### Triumphe im Cup, Niederlagen in der Meisterschaft

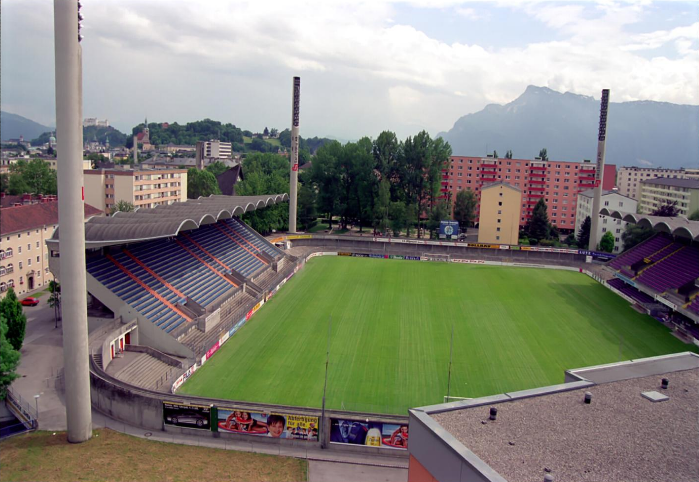
Das Lehener Stadion, links die Stehplatz- und rechts die Sitzplatztribüne

Die Saison 1971/72 barg zwei Premieren für die Mozartstädter: Sie durften erstmals das neue Lehener Stadion bespielen, was einen starken Zuschaueranstieg auf 8.700 brachte; andererseits stand das erstmalige Auftreten im UEFA-Pokal als Vizemeister auf dem Programm. Gegen UTA Arad musste man sich jedoch knapp mit 4:5 geschlagen geben. Große finanzielle Probleme und mehrere rasche Trainerwechsel brachten es aber mit sich, dass der Klub erst als Tabellenvierter 1976 eine neue Chance im UEFA-Pokal bekam. Musste er sich bis dahin wieder mit Tabellenplätzen im hinteren Mittelfeld begnügen, konnte der Verein, der zwangsläufig auf junge Talente wie Franz Bacher, Hannes Winklbauer und Gerald Haider setzen musste, im ÖFB-Cup punkten. Höhepunkt war das ÖFB-Cupfinale 1974, in dem man auf die Wiener Austria traf. Für das Rückspiel in Lehen nahmen die Violetten ein gutes 1:2 aus Wien mit, vor ausverkauftem Haus schien dank der Führung durch Alfred Hala der erste nationale Titel greifbar nah, ehe Herbert Prohaska sechs Minuten vor Schluss mit dem 1:1 seine Mannen zum Sieger kürte.
Die Saison 1976/77 begann mit guten Auftritten im UEFA-Pokal: Über Türkeis Adanaspor kam der Klub problemlos in die zweite Runde, wo es nach einem 2:1-Heimsieg über Roter Stern Belgrad jedoch nach einem 0:1 in Belgrad zum Ausscheiden kam. Die Spielzeit nahm in weiterer Folge einen rabenschwarzen Verlauf, mit nur 23 Punkten war man klarer Letzter und Absteiger in die 2. Division. Dort ließ man der Konkurrenz allerdings wenig Chance und schaffte mit einem Vorsprung von 10 Punkten den Wiederaufstieg. In der Meisterschaft eher in der zweiten Tabellenhälfte wiederzufinden, musste man 1980/81 gar bis zur letzten Runde zittern, wo die Mozartstädter dank eines 2:0-Sieg über den punktgleichen SC Eisenstadt in der 1. Division verblieben. Erneut nicht so ganz ins Bild passen mochten da wiederum die Auftritte im ÖFB-Cup: 1978 als Zweitligist erst im Elfmeterschießen des Halbfinales gestoppt, standen die Violetten sowohl 1980 als auch 1981 im Endspiel. In beiden Finals folgten aber nach 1:0-Heimsiegen über die Wiener Austria beziehungsweise den GAK 0:2-Auswärtsniederlagen.

### Beinahe-Niedergang und Wiederanschluss an die nationale Spitze
1983 konnte zwar das 50-jährige Vereinsjubiläum begangen werden, die Zukunft für den Klub sah aber wenig vielversprechend aus. 1984/85 folgte mit nur 18 Punkten der Abstieg in die 2. Division; es kam zu einer Wachablöse im Salzburger Fußball, da gleichzeitig der SAK 1914 in die 1. Division aufstieg. In der 2. Division konnte sich der Klub nur schwer behaupten, das Zuschauerinteresse sank drastisch; letztlich entschied sich die Vereinsführung, sich dem SAK 1914 anzuschließen, was dieser jedoch ablehnte. Ein Sensationscoup brachte die Salzburger Austria wieder zurück in die 1. Division: Hans Krankl wurde reaktiviert und lief nun im violetten Dress auf; nicht einmal zwei Minuten Spielzeit brauchte er für sein erstes Meisterschaftstor. Salzburg wurde von einem Fußballboom erfasst, das Lehener Stadion war nun in der 2. Division meist überfüllt, sechs Monate später stand der Wiederaufstieg fest.
Der Salzburger Austria gelang es im Folgenden, Routiniers wie Heribert Weber und Gerry Willfurth für das „Projekt Klassenerhalt“ zu binden. Gemeinsam mit Srecko Kurbaša, Christian Fürstaller, Wolfgang Feiersinger und Franz Aigner wurde das Ziel mit Platz sechs problemlos erreicht. 1990/91 sorgte ein junger deutscher Spieler in Salzburg für Furore: Oliver Bierhoff schoss 23 Meisterschaftstore, der Klub kletterte auf Platz fünf. In den Saisonen 1991/92 und 1992/93 wurde die Mannschaft mit erfahrenen Bundesligaspielern wie Christian Keglevits, Andreas Reisinger und Heimo Pfeifenberger weiter verstärkt. Der Klub spielte nun um den österreichischen Meistertitel mit: 1992 wurde er punktegleich hinter der Wiener Austria Zweiter. In der allerletzten Runde war es zum direkten Aufeinandertreffen gekommen, in dem die Wiener vor 40.000 Zuschauern knapp mit 2:1 die Oberhand behielten. Ebenso knapp wurde es 1993, als der Klub abermals punktegleich hinter der Wiener Austria Vizemeister wurde.

### Die goldenen Austria-Jahre
| Saison  | Platz | Tore  | Punkte | Zuschauer-Ø | ÖFB-Cup      |
| ------- | ----- | ----- | ------ | ----------- | ------------ |
| 1993/94 | 1     | 56:18 | 51/21  | 10.250      | Achtelfinale |
| 1994/95 | 1     | 48:24 | 47/25  | 12.889      | Halbfinale   |
| 1995/96 | 8     | 53:51 | 44     | 10.106      | Achtelfinale |
| 1996/97 | 1     | 54:25 | 69     | 11.861      | Halbfinale   |

In der Saison 1993/94 eroberte Austria Salzburg unter Trainer Otto Barić den ersten Meistertitel der Vereinsgeschichte, der dank der großen internationalen Erfolge aber fast zur Nebensache wurde. Als Vizemeister startete man erfolgreich in den UEFA-Cup, Dunajska Streda und Royal Antwerpen wurden ausgeschaltet. Im Achtelfinale unterlag man im Hinspiel zwar Sporting Lissabon 0:2, doch im Rückspiel gewannen die Violetten 3:0 nach Verlängerung. Die folgenden beiden Duelle mit den deutschen Bundesligisten Eintracht Frankfurt und Oliver Kahns Karlsruher SC entschieden die Mozartstädter ebenfalls für sich. So war das UEFA-Cup-Finale gegen Inter Mailand erreicht, welches im Hin- und Rückspiel jeweils mit 0:1 verloren ging.
In der Saison 1994/95 konnte sich die Mannschaft für die UEFA Champions League qualifizieren. Das Spiel gegen den AC Mailand war geprägt von Ausschreitungen der italienischen Fans, die den Salzburger Torwart Otto Konrad mit Flaschen und Feuerzeugen bewarfen und so auch eine verletzungsbedingte Auswechselung provozierten. Umstritten war auch die Entscheidung des Schiedsrichters, das Spiel nach den Ausschreitungen wieder anzupfeifen, noch umstrittener war die Entscheidung am grünen Tisch: Der AC Mailand wurde zwar zu einer Geldstrafe verurteilt und verlor die gewonnenen Punkte, für Salzburg behielt die Niederlage aber Gültigkeit. Aufgrund dessen stieg der AC Mailand ins Viertelfinale auf. In der Meisterschaft konnte indes der Titel erfolgreich verteidigt werden, ein 2:0 in der vorletzten Runde gegen den SK Vorwärts Steyr brachte den Titelgewinn.
In der Saison 1995/96 scheiterte der Verein in der UEFA-Champions-League-Qualifikation an Steaua Bukarest. Ansonsten war das Jahr von internen Machtkämpfen und Trainerwechseln geprägt. Auf den Abgang von Otto Barić folgte Hermann Stessl und auf ihn Heribert Weber. In der Meisterschaft belegte die Mannschaft den enttäuschenden 8. Platz. Daher startete die Salzburger Mannschaft als großer Außenseiter in die Saison 1996/97. Trotz des Abganges von wichtigen Spielern wie Otto Konrad zu Real Saragossa, Heimo Pfeifenberger zu Werder Bremen und Wolfgang Feiersinger zu Borussia Dortmund gelang es der umgestalteten Mannschaft, gegen die höher eingeschätzten Mannschaften von SK Rapid Wien und SK Sturm Graz den Titel zu erobern.

### Niedergang
| Saison    | Platz | Tore  | Punkte | Zuschauer-Ø | ÖFB-Cup       |
| --------- | ----- | ----- | ------ | ----------- | ------------- |
| 1997/98   | 4     | 48:33 | 56     | 08.959      | Viertelfinale |
| 1998/99   | 4     | 55:40 | 57     | 08.417      | Viertelfinale |
| 1999/2000 | 6     | 39:45 | 46     | 03.922      | Finale        |
| 2000/01   | 6     | 49:45 | 49     | 04.859      | Viertelfinale |
| 2001/02   | 6     | 45:40 | 50     | 05.306      | Halbfinale    |
| 2002/03   | 3     | 51:46 | 56     | 07.514      | Halbfinale    |
| 2003/04   | 7     | 44:48 | 38     | 08.441      | Achtelfinale  |
| 2004/05   | 9     | 37:51 | 36     | 06.941      | Achtelfinale  |

Die nächsten Spielzeiten sollten die Erwartungen des Vereins nach unten schrauben. Die Saison 1997/98 war von Ernüchterung geprägt: Der verpassten Champions-League-Qualifikation gegen Sparta Prag (0:0 daheim, 0:3 auswärts) folgte das Ausscheiden in der ersten UEFA-Cup-Runde gegen RSC Anderlecht (4:3 daheim, 2:4 auswärts). Der SV Austria Salzburg war über Jahre nur noch im Mittelfeld der Tabelle zu finden; zumindest im ÖFB-Cup erreichte er 2000 zum vierten Mal das Endspiel, verlor jedoch im Elfmeterschießen gegen den Grazer AK.
Wirtschaftlich wurde die Austria am 25. Jänner 2000 auf eine neue Basis gestellt: Einige Geschäftsbereiche wurden vom Verein in die neu gegründete Salzburg Sport AG ausgegliedert, die sofort mitsamt allen Verbindlichkeiten von dem Kärntner Egon Putzi erworben wurde, der allerdings schon 2001 90 % der Anteile an Rudolf Quehenberger (60 %) und Heinz Kluppenegger (30 %) verkaufte. Der Spielbetrieb der Profimannschaft verblieb allerdings beim Verein selbst, da die Bundesligastatuten erfordern, dass ein Verein die Mehrheit an einer Kapitalgesellschaft, die den Spielbetrieb an seiner Stelle führt, hält. Eine Übernahme durch Fremdinvestoren wäre somit ausgeschlossen gewesen.
Nach dem Umzug in das EM-Stadion Wals-Siezenheim und durch ein sportlich erfolgreiches Frühjahr 2003 konnte zwar nach langer Zeit wieder ein internationaler Startplatz erreicht werden, dennoch kämpfte der Verein in den folgenden beiden Saisonen gegen den Abstieg aus der Bundesliga – unter anderem aufgrund finanzieller Fehlplanungen und unglücklicher Transferpolitik. Die Saison 2003/04 schloss Salzburg auf dem 7. Platz ab und schied im UEFA Cup – nach einem unerwarteten Erfolg gegen Udinese Calcio in der 1. Runde (0:1 daheim, 2:1 auswärts) – in der 2. Runde gegen den AC Parma aus.

### Einstieg von Red Bull
Am 6. April 2005 übernahm die Red Bull GmbH die Salzburg Sport AG zu 100 %. Da aber für den Spielbetrieb der Profimannschaft der Verein als Lizenznehmer bei der Bundesliga selbst zuständig ist, ergänzte er die Übernahme durch das Festschreiben eines Sonderrechtes zugunsten der Red Bull GmbH in den Vereinsstatuten. Gemäß Punkt 13 Absatz 2 hat Red Bull das alleinige Bestellungs- und Abberufungsrecht des Vorstandes (auch ohne Zustimmung der Mitgliederversammlung oder des Vorstandes), solange der Konzern ordentliches Vereinsmitglied ist.
Unter Protesten vieler Fans wurde der Verein am 3. Juni 2005 in einer konstituierenden Generalversammlung als FC Red Bull Salzburg neu konstituiert. Dieser Schritt wurde von den Worten „Keine Kompromisse. Das ist ein neuer Klub. Es gibt keine Tradition, es gibt keine Geschichte, es gibt kein Archiv“ begleitet. Die violett-weißen Vereinsfarben wurden gleichzeitig gegen die rot-blauen Farben des Getränkeherstellers ausgetauscht. Diese Haltung stieß bei vielen Fußballfans auf Unverständnis. Der damalige Trainer Kurt Jara konterte: „Dann sollen die Leute doch ihren eigenen Verein gründen.“ Nach gescheiterten Verhandlungen mit der kompromisslosen Vereinsführung folgten die Fans, die sich nicht mit der neuen Führung und Identität abfinden wollten, diesem Rat und gründeten die Austria als SV Austria Salzburg neu. Die kritisierte Einstellung zur eigenen Geschichte wurde vom FC Red Bull Salzburg in der Zwischenzeit allerdings revidiert, unter anderem da ein gänzlich neuer Verein nicht in der Bundesliga hätte starten dürfen. Rudolf Quehenberger wurde von Rudolf Theierl – bereits Vorstandsvorsitzender des EC Red Bull Salzburg – als Präsident abgelöst und die Bezeichnung dieser Funktion in Vorstandsvorsitzender abgeändert. Quehenberger wurde zum Ehrenpräsidenten ernannt. Im Jahr 2015 wurden die Statuten des Vereins abermals geändert und sämtliche Sonderrechte der Red Bull GmbH aus der Satzung entfernt. Gleichzeitig wurde ein neuer Vereinsvorstand gewählt, dieser besteht seither aus Rudolf Theierl, Franz Rauch und Herbert Resch. Red Bull bleibt dem Verein nunmehr als Sponsor erhalten. Damit soll sichergestellt werden, dass der FC Red Bull Salzburg und RB Leipzig gleichzeitig an Wettbewerben der UEFA teilnehmen dürfen. Im Sommer 2016 wurde der Spielbetrieb in die FC Red Bull Salzburg GmbH ausgegliedert, deren einziger Gesellschafter der Verein ist.

### Die ersten Jahre nach dem Neuanfang

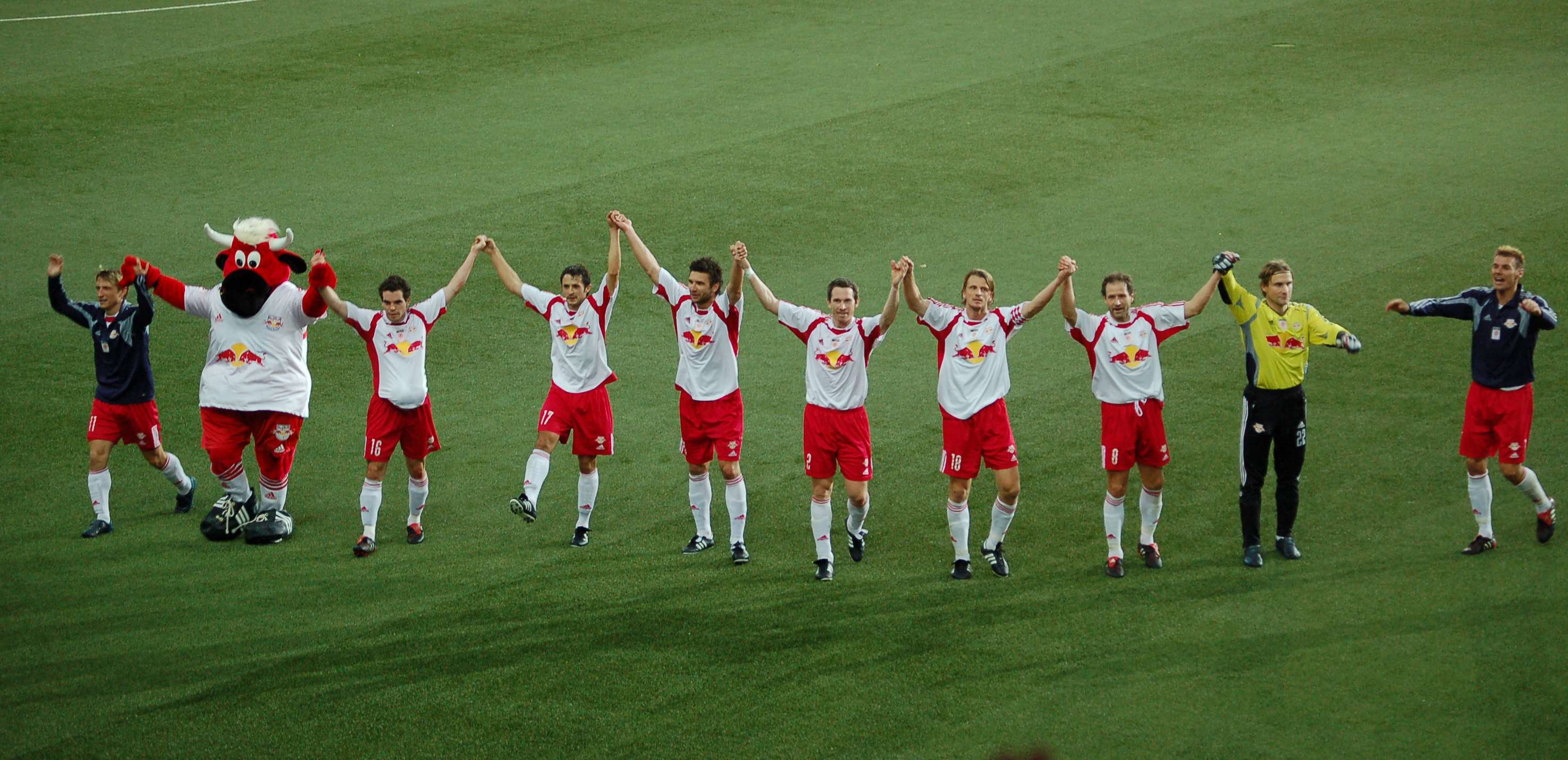
Die Mannschaft am 23. Oktober 2005

In ihrer ersten Saison nach dem Einstieg von Red Bull wurden die Salzburger unter Trainer Kurt Jara nach einem schwachen Saisonstart hinter der Wiener Austria österreichischer Vizemeister. Vor der Saison wurden dabei bekannte Spieler aus der deutschen Bundesliga wie Vratislav Lokvenc und Aleksander Knavs nach Wals-Siezenheim geholt. Gute Kontakte von Red Bull zu Franz Beckenbauer (er stand Red-Bull-Miteigentümer Dietrich Mateschitz bei der Ausarbeitung der Red-Bull-Fußball-Strategie beratend zur Seite) ermöglichten es, Alexander Zickler und Thomas Linke vom FC Bayern München zu verpflichten. Nach Saisonende wurde Kurt Jara von seinen Pflichten entbunden; ihm wurden „Ungereimtheiten“ finanzieller Natur bei Transfers vorgeworfen – ein Vorwurf, der von Jara bekämpft und damit sogar gerichtsanhängig wurde. Am 31. Dezember 2005 wurde außerdem die Salzburg Sport AG in die nunmehrige Salzburg Sport GmbH umgewandelt.
| Saison  | Platz | Tore  | Punkte | Zuschauer-Ø | ÖFB-Cup         |
| ------- | ----- | ----- | ------ | ----------- | --------------- |
| 2005/06 | 2     | 62:42 | 63     | 13.683      | 2. Runde        |
| 2006/07 | 1     | 72:25 | 75     | 15.106      | Halbfinale      |
| 2007/08 | 2     | 63:42 | 63     | 13.900      | keine Teilnahme |
| 2008/09 | 1     | 86:50 | 74     | 14.226      | Achtelfinale    |
| 2009/10 | 1     | 68:27 | 76     | 12.339      | Achtelfinale    |

Für die Saison 2006/07 wurden Giovanni Trapattoni und Assistent Lothar Matthäus als Nachfolger von Jara bestellt. Zu Saisonbeginn verpasste der FC Red Bull Salzburg den Einzug in die UEFA Champions League gegen den FC Valencia in der 3. Qualifikationsrunde (0:3 auswärts nach einem 1:0-Heimsieg) und schied in der 1. Runde des UEFA-Cups nach einem 2:2 zu Hause und einer 0:2-Niederlage auswärts gegen die Blackburn Rovers aus. Die restliche Saison verlief für den neuen Klub jedoch günstig, am 28. April 2007 krönte sich der FC Red Bull Salzburg in der 31. Runde mit einem 2:2-Unentschieden gegen Austria Wien vorzeitig zum Meister.
Zu Beginn der Saison 2007/08 gab der FC Red Bull Salzburg am 12. Juni 2007 bekannt, dass man sich wegen unterschiedlicher Auffassungen mit sofortiger Wirkung von Lothar Matthäus trenne. Neuer Assistenztrainer wurde Thorsten Fink. Als Meister starteten die Red Bulls in der Champions-League-Qualifikation, wo sie in der letzten Qualifikationsrunde an Schachtar Donezk mit einem Gesamtergebnis von 2:3 scheiterten. In der ersten UEFA-Cup-Runde scheiterten sie gegen AEK Athen mit 0:3 und 1:0. In der Bundesliga konnte sich der FC Red Bull Salzburg nach einer schwachen Hinrunde auf dem 5. Rang letztlich noch als österreichischer Vizemeister die UEFA-Cup-Qualifikation sichern. Die Chance auf mehr vergab der Klub mit einer 0:7-Heimniederlage gegen den späteren Meister Rapid fünf Runden vor Saisonende.
Am 1. Juli 2008 übernahm Co Adriaanse das Traineramt von Giovanni Trapattoni. Nach dem Vizemeistertitel in der Vorsaison mussten die Salzburger, die sich im Sommer mit vielen neuen Spielern verstärkt hatten, in der 1. Runde der UEFA-Cup-Qualifikation gegen Bananz Jerewan antreten. Mit einem 7:0 im Heimspiel konnte die Adriaanse-Elf den bislang höchsten internationalen Sieg in der Vereinsgeschichte einfahren. Nach einem 3:0-Sieg im Rückspiel und der Ausschaltung von Sūduva Marijampolė durch ein 4:1 in Litauen und einem enttäuschenden 0:1 zu Hause stand Red Bull Salzburg wie auch schon in den beiden Jahren zuvor in der 1. Hauptrunde des UEFA-Cups. Dort schied man gegen den FC Sevilla nach zwei 0:2-Niederlagen aus.
In der Herbstsaison 2008 stellte Marc Janko einen neuen Bundesliga-Halbzeitrekord mit 30 Toren auf und holte sich am Ende der Saison mit 39 Toren die Torjägerkrone der Bundesliga. Diese 39 Tore waren gleichzeitig ein neuer Vereinsrekord, den bis dahin Oliver Bierhoff mit 23 Toren in einer Saison gehalten hatte. Am 17. Mai 2009, vorzeitig in der 34. Runde, gewann Salzburg dank einer 0:3-Niederlage des Verfolgers Rapid in Ried zum zweiten Mal in der Ära Red Bull den österreichischen Meistertitel, da man selbst am Tag zuvor den LASK mit 2:1 besiegt hatte und nun uneinholbar vor den Wienern lag. Die Meisterfeier der Bullen fand nach dem letzten Bundesligaspiel der Saison am 31. Mai 2009 am Mozartplatz vor rund 7.000 Fans statt.
Am 21. April 2009 wurde bekanntgegeben, dass Huub Stevens ab 1. Juni 2009 Co Adriaanse als Trainer ersetzen würde. Zusätzlich wurden neun neue Spieler geholt und mit Torhüter Eddie Gustafsson ein neuer Kapitän bestimmt. Außerdem wurde im November 2009 der Deutsche Dietmar Beiersdorfer verpflichtet, der nicht nur Sportdirektor der Salzburger, sondern sportlicher Leiter des gesamten Red-Bull-Fußballprojektes wurde. Der frühere Sportdirektor Heinz Hochhauser wurde Red-Bull-Nachwuchsleiter.

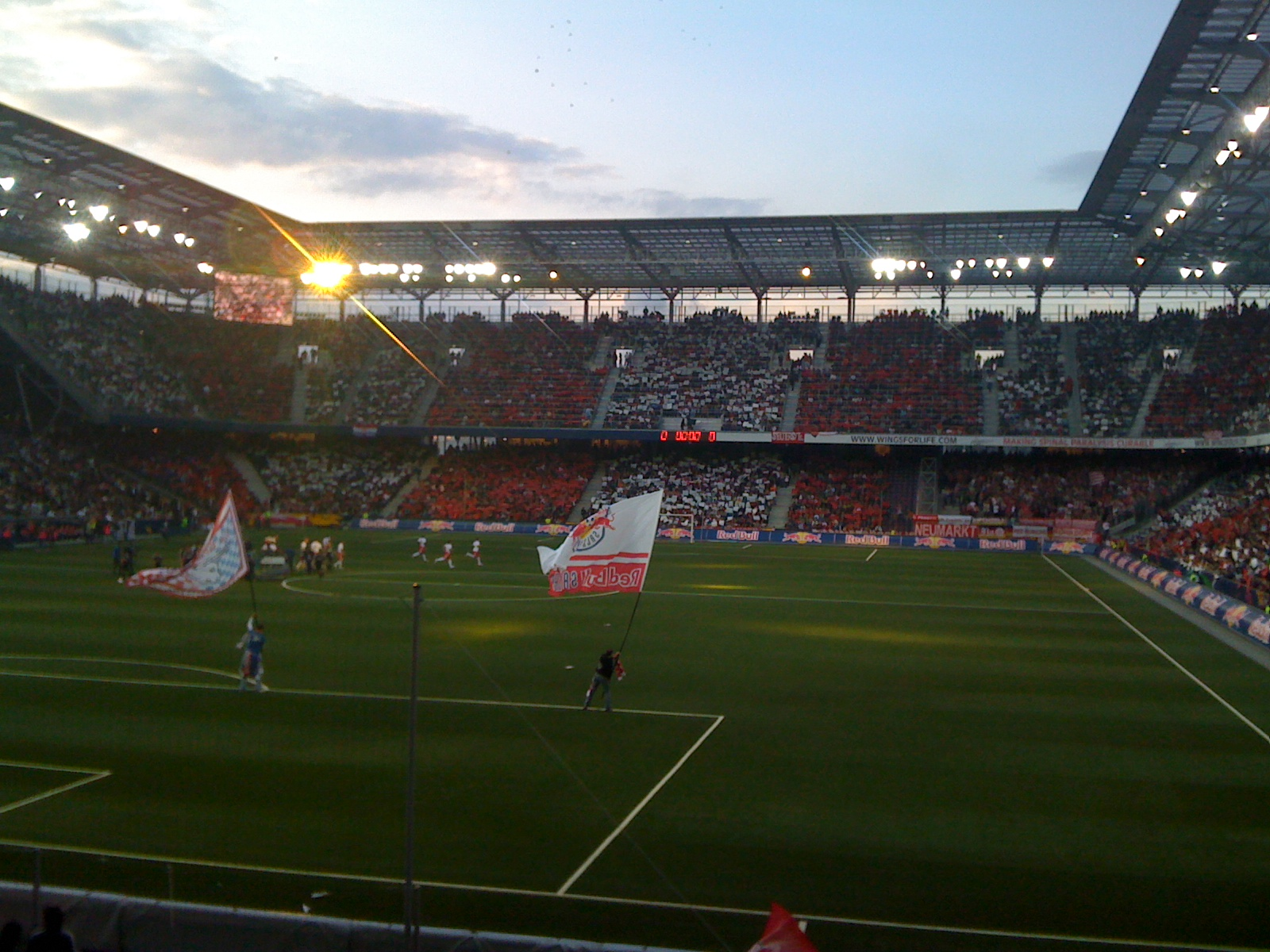
Freundschaftsspiel gegen Bayern München am 10. Juli 2009

Am Anfang der Saison lud man den FC Bayern München zum Abschiedsspiel für Niko Kovač, der für beide Mannschaften zusammen insgesamt fünf Jahre tätig war, in die Red Bull Arena ein. Das Spiel endete vor einer Rekordkulisse von 32.000 Zuschauern 0:0.

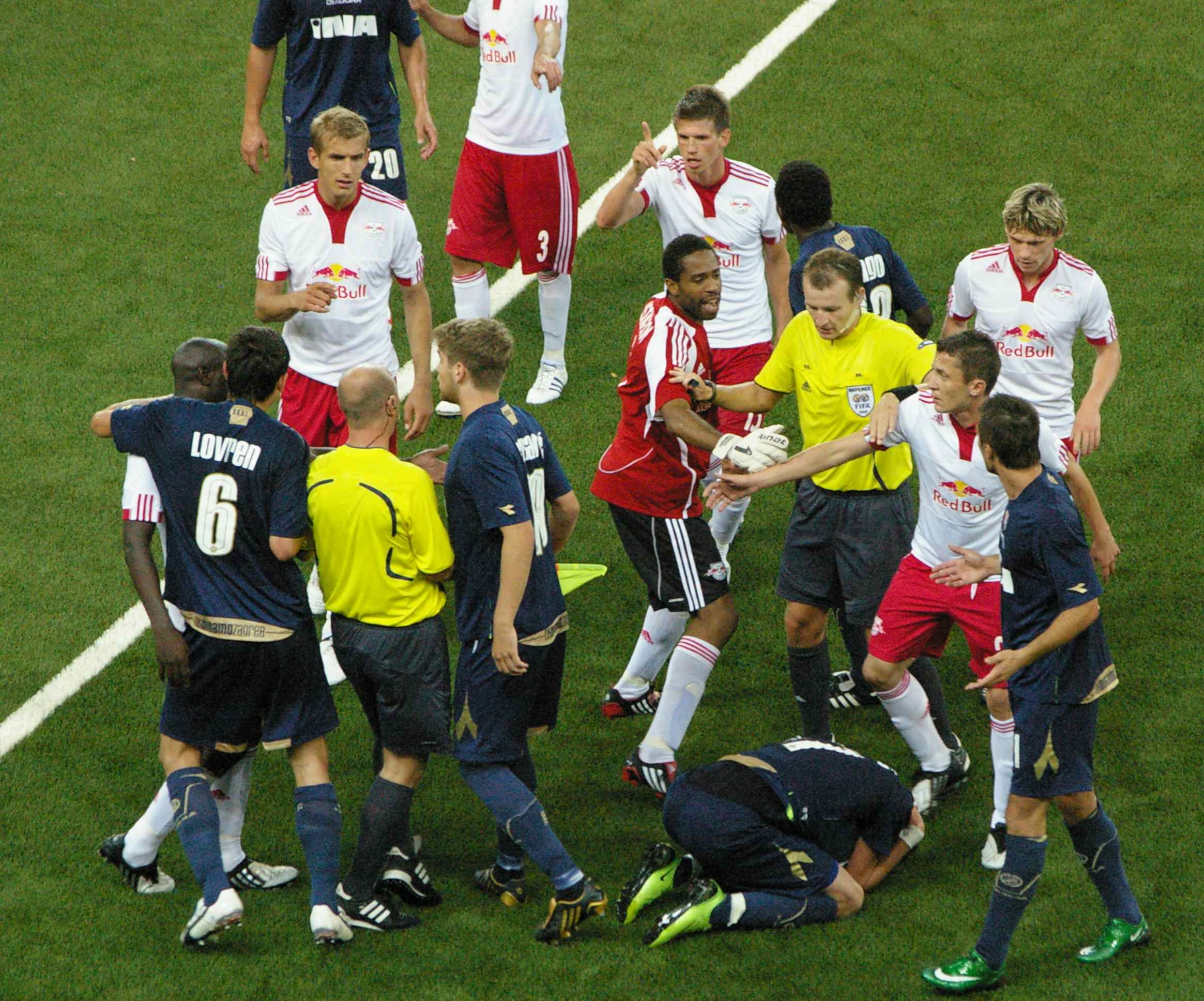
Champions-League-Qualifikation 2009/10 gegen Dinamo Zagreb

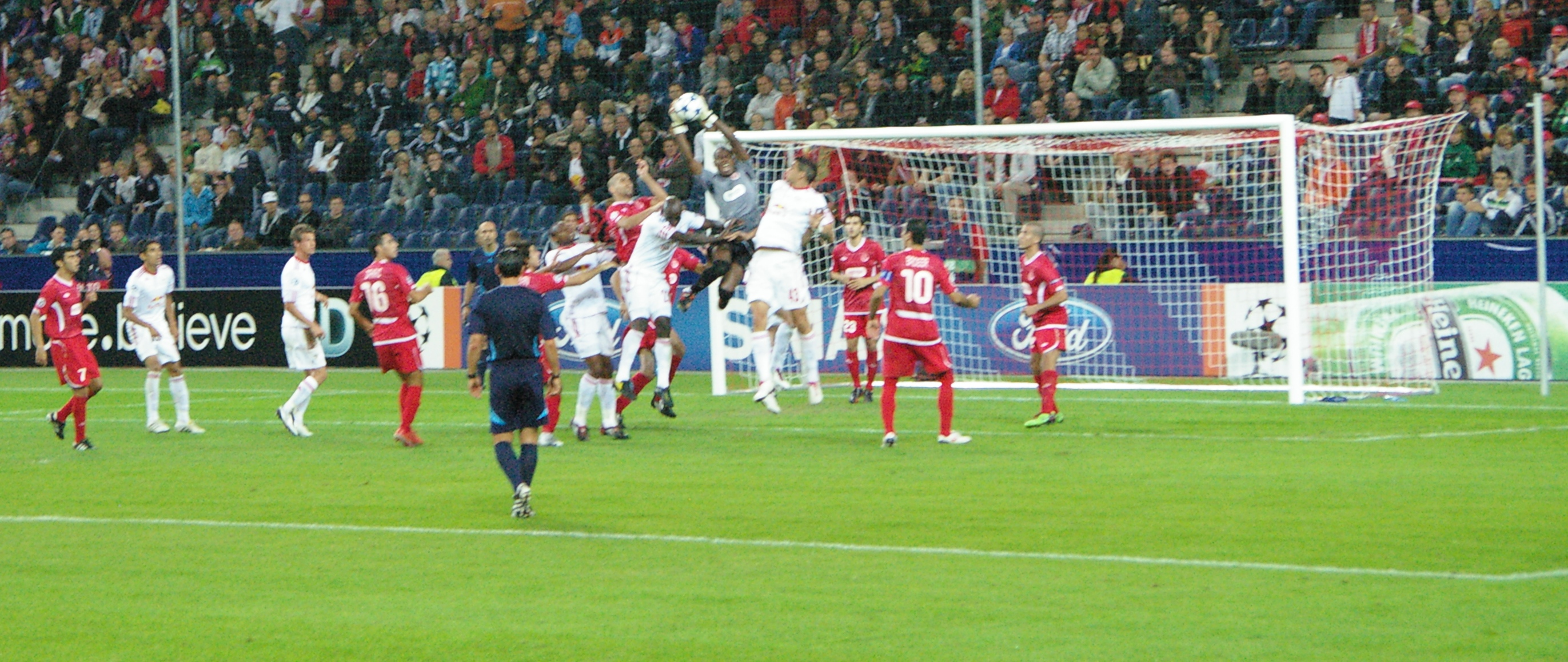
Champions-League-Play-off 2010/11 gegen Hapoel Tel Aviv

In der Champions-League-Saison 2009/10 eliminierte man zunächst die Bohemians Dublin und Dinamo Zagreb. Gegner in der letzten Runde war Maccabi Haifa. Gegen die Israelis verloren die Salzburger jedoch zuhause 1:2 und auswärts 0:3, verpassten damit die Qualifikation für die Champions League und mussten in die Europa-League-Gruppenphase umsteigen, wo Salzburg auf den FC Villarreal, Lazio Rom und Lewski Sofia traf. Dort konnte der Verein als einziger in dieser Europa-League-Saison alle sechs Spiele gewinnen und stieg als Gruppensieger in die nächste Runde auf, wo Salzburg gegen Standard Lüttich im Hinspiel auswärts nach einer 2:0-Führung noch mit 2:3 verlor und nach dem 0:0 im Rückspiel ausschied.
In der Meisterschaft 2009/10 hatten die Salzburger nach 30 von 36 Runden bereits acht Zähler Vorsprung auf den ersten Verfolger Rapid Wien. Beim Spiel der 31. Runde gegen den LASK wurde Salzburgs Torwart und Kapitän Eddie Gustafsson durch ein Foul von Lukas Kragl schwer verletzt. Salzburg rutschte nach diesem Vorfall in eine sportliche Krise, die das Rennen um den Meistertitel noch einmal spannend machte. Die Salzburger holten aus den folgenden vier Spielen nur vier Punkte, mit einem Auswärtssieg gegen Sturm Graz im letzten Meisterschaftsspiel konnte der Verein den Titel aber noch verteidigen – einen Punkt vor Austria Wien.
Zu Anfang der nächsten Saison verließen Rekordtorschütze und Publikumsliebling Marc Janko sowie der zweifache Torschützenkönig Alexander Zickler den Klub. Janko wurde für rund 6,5 Millionen Euro an den FC Twente Enschede verkauft, Zickler wechselte zum LASK.
In der Champions-League-Spielzeit 2010/11 erreichten die Salzburger nach einem 5:0-Sieg im Hinspiel der 2. Qualifikationsrunde gegen den Färinger Meister HB Tórshavn und einer 0:1-Niederlage im Rückspiel die 3. Qualifikationsrunde, wo sie Omonia Nikosia ausschalteten. In der Play-off-Runde schied die Mannschaft gegen Hapoel Tel Aviv mit einer 2:3-Niederlage in Salzburg und einem 1:1 im Rückspiel aus. Wie in der vorangegangenen Saison qualifizierte sie sich somit für die Gruppenphase der Europa League, wo man auf Juventus Turin, Manchester City und Lech Posen traf. Mit nur 2 Punkten und einem Torverhältnis von 1:9 belegte die Mannschaft dort den letzten Platz.
Die Herbstsaison 2010/11 verlief enttäuschend. Nach einem mühseligen Start konnte nach der 19. Runde zwar der 3. Platz vier Punkte hinter Winterkönig SV Ried belegt werden, da aber spielerische Glanzlichter fehlten (Tiefpunkt war das Aus im ÖFB-Cup gegen das drittklassige Blau-Weiß Linz), kamen immer weniger Zuschauer zu den Heimspielen. Der Minusrekord in der Ära Red Bull wurde beim letzten Heimspiel der Herbstsaison gegen Sturm Graz mit 5.300 Zuschauern erreicht. Nach weiteren durchschnittlichen Leistungen im Frühjahr und drei Unentschieden in Serie gegen Ried, die Wiener Austria und den LASK trennte sich der Verein am 8. April 2011, neun Runden vor Meisterschaftsende, von Cheftrainer Stevens und Sportdirektor Beiersdorfer. Die Mannschaft stand zu diesem Zeitpunkt fünf Punkte hinter Spitzenreiter Austria Wien auf Platz drei der Tabelle. Als neuer Cheftrainer wurde Ricardo Moniz berufen, der zuvor als Techniktrainer im Verein tätig gewesen war; sein Assistent wurde Niko Kovač, der bisherige Trainer der Juniors. Das neue Gespann führte die Mannschaft nach einem 4:2 in der letzten Runde bei Austria Wien zum Vizemeistertitel.

### Mehrere Doublegewinne und anhaltendes Scheitern in der Qualifikation zur Champions League

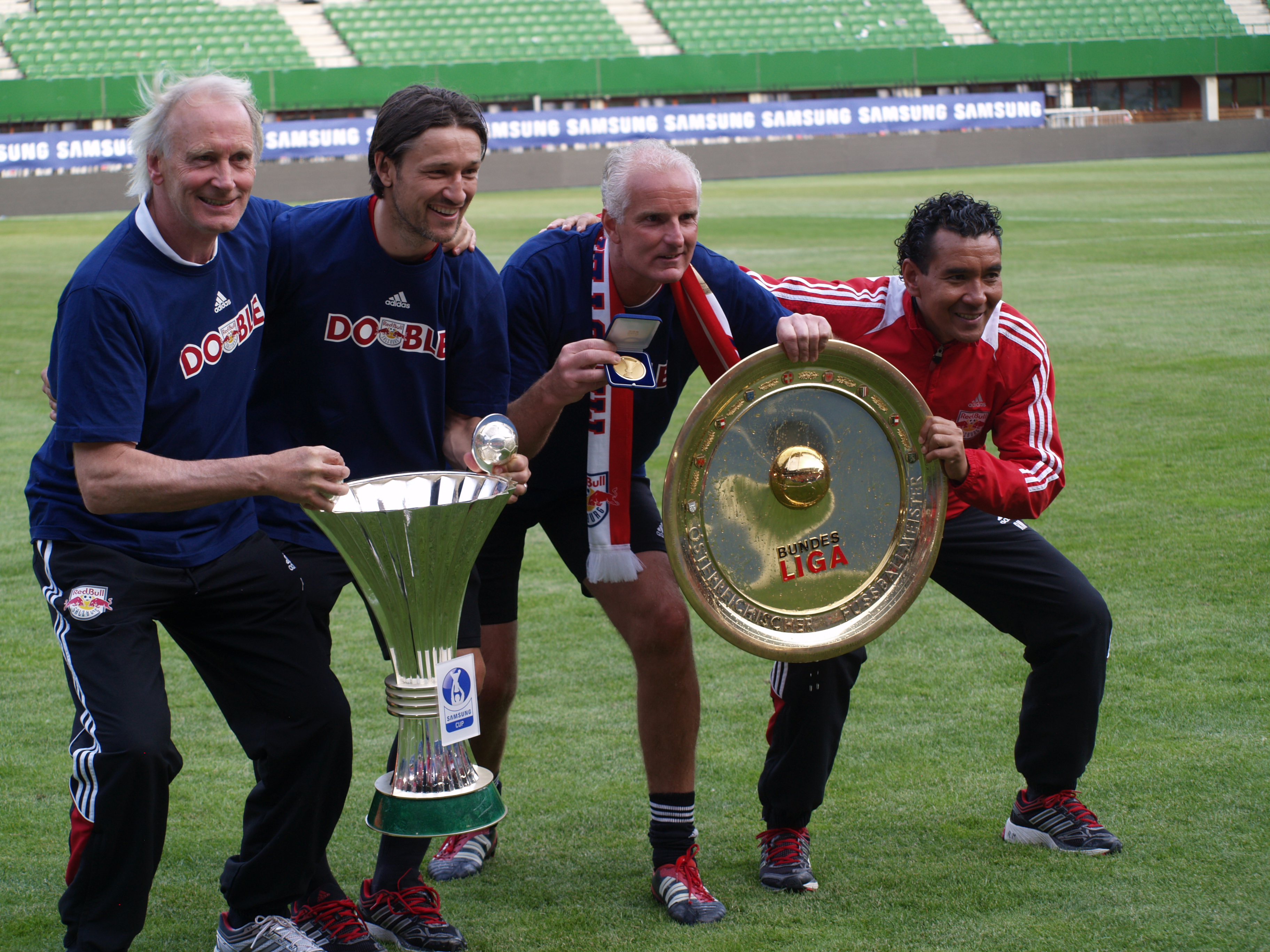
Trainerteam von Red Bull Salzburg nach dem Double-Gewinn 2012

Moniz und Kovac erhielten einen auf zwei Jahre befristeten Vertrag. Heinz Hochhauser wurde wieder zum Sportdirektor berufen und kündigte sogleich einen Umbruch an. In Zukunft sollte mehr auf die eigenen weltweiten Akademiespieler aus Österreich, Ghana und Brasilien gesetzt werden. Weiters wurden die internationalen Ansprüche gesenkt, so war das Erreichen der Champions League kein unbedingtes Ziel mehr, jedoch die Europa League erwünscht. Der Meistertitel sollte aber nach wie vor das Ziel des Vereins sein.
| Saison  | Platz | Tore   | Punkte | Zuschauer-Ø | ÖFB-Cup    |
| ------- | ----- | ------ | ------ | ----------- | ---------- |
| 2010/11 | 2     | 53:31  | 63     | 011.022     | 2. Runde   |
| 2011/12 | 1     | 60:30  | 68     | 09.851      | Cupsieger  |
| 2012/13 | 2     | 91:39  | 77     | 08.506      | Halbfinale |
| 2013/14 | 1     | 110:35 | 80     | 010.107     | Cupsieger  |
| 2014/15 | 1     | 99:42  | 73     | 010.013     | Cupsieger  |
| 2015/16 | 1     | 71:33  | 74     | 08.483      | Cupsieger  |
| 2016/17 | 1     | 74:24  | 81     | 07.832      | Cupsieger  |

Mit Martin Hinteregger, Daniel Offenbacher, Marco Meilinger und Georg Teigl wurden zum Beginn der Saison 2011/12 erstmals in der Ära Red Bull gleich vier Jugendspieler fix aus der Zweiten Mannschaft hochgezogen. Zudem wurden auch Alex Rafael und Jefferson Cardoso von Red Bull Brasil nach Salzburg geholt, die jedoch im Winter wieder nach Brasilien zurück transferiert wurden. Salzburg startete erfolgreich in die neue Saison und konnte sich zum dritten Mal in Folge für die Gruppenphase der Europa League qualifizieren. Diese beendete man nach zwei Siegen über Slovan Bratislava, einem Heimerfolg gegen Paris Saint-Germain und einem Punktegewinn auswärts bei Athletic Bilbao auf dem zweiten Tabellenplatz. Ausschlaggebend war hierbei das gewonnene direkte Duell gegen Paris. Somit schafften die Salzburger in der dritten Europa-League-Saison zum zweiten Mal die Qualifikation fürs Sechzehntelfinale, Gegner war Metalist Charkiw. Gegen die Ukrainer gingen die Salzburger mit einem Gesamtscore von 1:8 unter und schieden aus. Das 0:4 aus dem Hinspiel zu Hause bedeutete die höchste Niederlage in einem internationalen Pflichtspiel seit dem Einstieg Red Bulls.
In der heimischen Meisterschaft lief es im Herbst weniger nach Wunsch. Die Herbstmeisterschaft beendete die Mannschaft vier Punkte hinter Leader SV Ried auf dem fünften Platz. Im Frühjahr verlor das Team von Ricardo Moniz nur ein einziges Meisterschaftsspiel – 0:1 zu Hause gegen Mattersburg – und schob sich so an die Tabellenspitze. In der 33. Runde bezwang Salzburg auswärts den letzten ernsthaften Titelkonkurrenten, Rapid, mit 1:0. Mit einem 5:1-Auswärtssieg bei Wiener Neustadt fixierten die Salzburger eine Runde vor Schluss den siebten Meistertitel der Vereinsgeschichte. Zusätzlich gewann die Mannschaft nach Siegen über die eigenen Juniors und Hartberg sowie einem 3:0-Finalerfolg im Wiener Ernst-Happel-Stadion über Titelverteidiger Ried erstmals den ÖFB-Cup und holte so das erste Double für die Mozartstädter.
Am 12. Juni 2012 trat Moniz überraschend als Cheftrainer zurück. Als Grund nannte er in einem späteren Zeitungsinterview mangelnde Rückendeckung von Seiten des Managements sowie unüberbrückbare Differenzen mit dem Leiter des Trainingszentrums des Vereins, dem vorbestraften DDR-Dopingarzt Bernd Pansold. Am 24. Juni gab der Verein bekannt, dass der Deutsche Roger Schmidt die Nachfolge von Moniz antreten würde. Zusätzlich wurden der mehrmalige Aufstiegstrainer Ralf Rangnick als neuer Sportdirektor sowohl in Salzburg als auch in Leipzig und Gérard Houllier als Global Sports Director vorgestellt.
Als Meister war Salzburg für die 2. Qualifikationsrunde der Champions League qualifiziert. Dort wurde ihnen die Halbprofi-Mannschaft des luxemburgischen Meisters F91 Düdelingen zugelost. Nach einem überraschenden 0:1 auswärts konnten die Bullen das Ausscheiden zu Hause nicht mehr verhindern, auch wenn sie das Rückspiel nach einem 0:1- bzw. 2:3-Rückstand noch zu einem 4:3-Sieg drehen konnten. Aufgrund der Auswärtstorregel kamen die Luxemburger, die im weiteren Qualifikationsverlauf alle Spiele verloren, eine Runde weiter. Neben der Blamage der Nationalmannschaft gegen die Färöer von 1990 gilt dieses Ausscheiden als eine der bittersten Niederlagen der österreichischen Fußballgeschichte.
Die österreichische Presse ging mit den Salzburgern hart ins Gericht und schrieb etwa von einem erbärmlichen Sieg im Rückspiel, einer Bruchlandung, einem Gipfel der Peinlichkeit sowie einer der größten Blamagen im österreichischen Fußball. Als Reaktion auf dieses Debakel und die durchwachsenen Leistungen in der heimischen Meisterschaft wurden vom neuen Sportdirektor sieben neue (hauptsächlich junge) Spieler um eine kolportierte Gesamtsumme von etwa 17 Millionen Euro verpflichtet. Dies wäre ein neuer Rekordwert im österreichischen Fußball. Gleichzeitig verließ Jakob Jantscher, der in der Vorsaison Torschützenkönig war und zum besten Spieler gewählt wurde, den Verein Richtung Moskau.
In der Herbstmeisterschaft konnten die meisten Punkte seit 2005 eingefahren werden, in der Tabelle reichte es jedoch nur zu Platz 2 hinter FK Austria Wien. Im ÖFB-Cup erreichte die Mannschaft das Halbfinale, erlebte dort aber die zweite große Blamage dieser Saison, als der Titelverteidiger gegen den Regionalligisten und Kooperationspartner FC Pasching zuhause mit 1:2 verlor und ausschied. Nach 36 Runden der Meisterschaft belegte man den zweiten Platz und nahm somit an der Champions-League-Qualifikation der nächsten Saison teil. Mit 91 geschossenen Toren wurde trotz Vizemeisterschaft ein damaliger vereinsinterner Torrekord erreicht, ebenso mit den 77 erreichten Punkten.
Auf internationaler Ebene reichte es in der Saison 2013/14 ein weiteres Mal nicht zum Einzug in die Champions League. In der 3. Qualifikationsrunde unterlagen die Salzburger nach einem 1:1 im Hinspiel Fenerbahçe Istanbul; das Rückspiel in der Türkei wurde mit 1:3 verloren. Damit schaffte Red Bull Salzburg auch im sechsten Versuch nicht den Einzug in die Königsklasse, erreichte aber nach zwei Siegen im Play-off gegen Žalgiris Vilnius die Europa-League-Gruppenphase. Dort gewannen die Salzburger gegen Standard Lüttich, Esbjerg fB und IF Elfsborg, wie schon vier Jahre zuvor, alle sechs Spiele. Im dritten Sechzehntelfinale gelang Red Bull Salzburg gegen Ajax Amsterdam erstmals das Weiterkommen. Das Hinspiel auswärts gewann der Klub mit 3:0, das Rückspiel daheim mit 3:1. Im Achtelfinale, das von der Vereinsführung (trotz des früheren UEFA-Pokalfinals) zum „größten Tag der Vereinsgeschichte“ ausgerufen wurde, schied er gegen den FC Basel nach 0:0 im Hinspiel im St. Jakob-Park in Basel und einem 1:2 trotz drückender Dominanz im Rückspiel daheim aus. Trotzdem wurde Jonatan Soriano mit acht Treffern Torschützenkönig der Europa League.
In der österreichischen Bundesliga stellten die Bullen mit 33 Spielen ohne Niederlage einen neuen Rekord auf, verloren nach fast einem Jahr ohne Niederlage erst wieder im November 2013 bei der Admira. Bereits am 28. Spieltag sicherten sich die Salzburger den Gewinn ihrer achten Meisterschaft, womit der Rekord von Sturm Graz aus der Saison 1997/98 für die am frühesten entschiedene Meisterschaft nach dem Dreipunkteregel-System unterboten wurde. Am Ende der Saison hatte die Mannschaft 110 Tore erzielt und damit den bisherigen Bundesligarekord des SK Rapid überboten. Mit dem ehemaligen Vereinsrekord von 80 Punkten wurde der Rekord des FK Austria Wien aus der Vorsaison jedoch nicht übertroffen. Im Finale des ÖFB-Cup am 18. Mai 2014 gelang durch einen 4:2-Sieg gegen SKN St. Pölten das zweite Double der Vereinsgeschichte.
Danach verließ Schmidt den Verein und wechselte zu Bayer 04 Leverkusen in die deutsche Bundesliga. Im Mai 2014 wurde Adi Hütter als neuer Trainer vorgestellt. Er war der Wunschtrainer des Sportdirektors Rangnick, da er seiner Meinung nach die bisherige Spielphilosophie weiterentwickeln würde. Der siebte Anlauf zur Champions-League-Gruppenphase wurde gegen Qarabağ Ağdam unternommen. Das Hinspiel endete trotz großer Erwartungen mit einer 1:2-Niederlage. Im Rückspiel gewannen die Bullen mit 2:0 dank eines Hinteregger-Doppelpacks. Im Play-off gegen den schwedischen Meister Malmö FF gewann man zuhause mit 2:1, wobei der Ehrentreffer des Klubs aus der südschwedischen Region Schonen durch Emil Forsberg in der Nachspielzeit die Ausgangsposition verschlechterte. Das Rückspiel im Swedbank Stadion in Malmö wurde mit 0:3 verloren, und erneut mussten die Bullen mit der Europa League vorliebnehmen. In Gruppe D wurden dem Verein Celtic Glasgow, Dinamo Zagreb und Astra Giurgiu zugelost. Mit fünf Siegen und einem Unentschieden wurde die Gruppe vor Glasgow gewonnen. Im Sechzehntelfinale unterlag man dem Gegner FC Villarreal sowohl im Hinspiel (1:2) als auch im Rückspiel (1:3) und schied damit aus.
Die Ligasaison verlief auch unter Trainer Adi Hütter wieder erfolgreich. In der 35. Runde konnte der Meisterteller beim Heimspiel gegen den Wolfsberger AC entgegengenommen werden. Insgesamt waren die Salzburger nur in vier Runden nicht an der Tabellenspitze zu finden. Jonatan Soriano wurde zum besten Spieler der Liga gewählt. Ihm gelang es zum zweiten Mal hintereinander, mehr als 30 Tore in einer Saison zu schießen. Gemeinsam mit Marcel Sabitzer führte er auch die Scorerliste an, wobei beide je 13 Vorlagen zu verzeichnen hatten. Neben dem Gewinn der Meisterschaft wurde auch wieder das Cupfinale erreicht. Durch einen 2:0-Sieg nach Verlängerung gegen Austria Wien sicherten die Bullen sich im zweiten Jahr hintereinander das dritte Double. Mit Rapid Wien am Beginn der 1920er Jahre und Austria Wien im Jahr 1963 war dies nur zwei anderen Mannschaften gelungen.
Trotz des Erfolges lösten der Verein und Hütter den Vertrag im Juni 2015 auf. Grund dafür war, dass Hütter die vom Verein vorgegebene Philosophie des verstärkten Einsatzes von jungen Spielern nicht weiter mitgehen wollte. Wie schon im Jänner angekündigt verließ auch Ralf Rangnick den Verein, um sich seiner Position bei RB Leipzig besser widmen zu können, wo er darüber hinaus auch Trainer wurde. Seine Aufgaben übernahmen der neue Sportliche Leiter und bisherige Sportkoordinator Christoph Freund, der seit 2006 im Verein ist, und Geschäftsführer Jochen Sauer, der 2012 aus Deutschland kam.

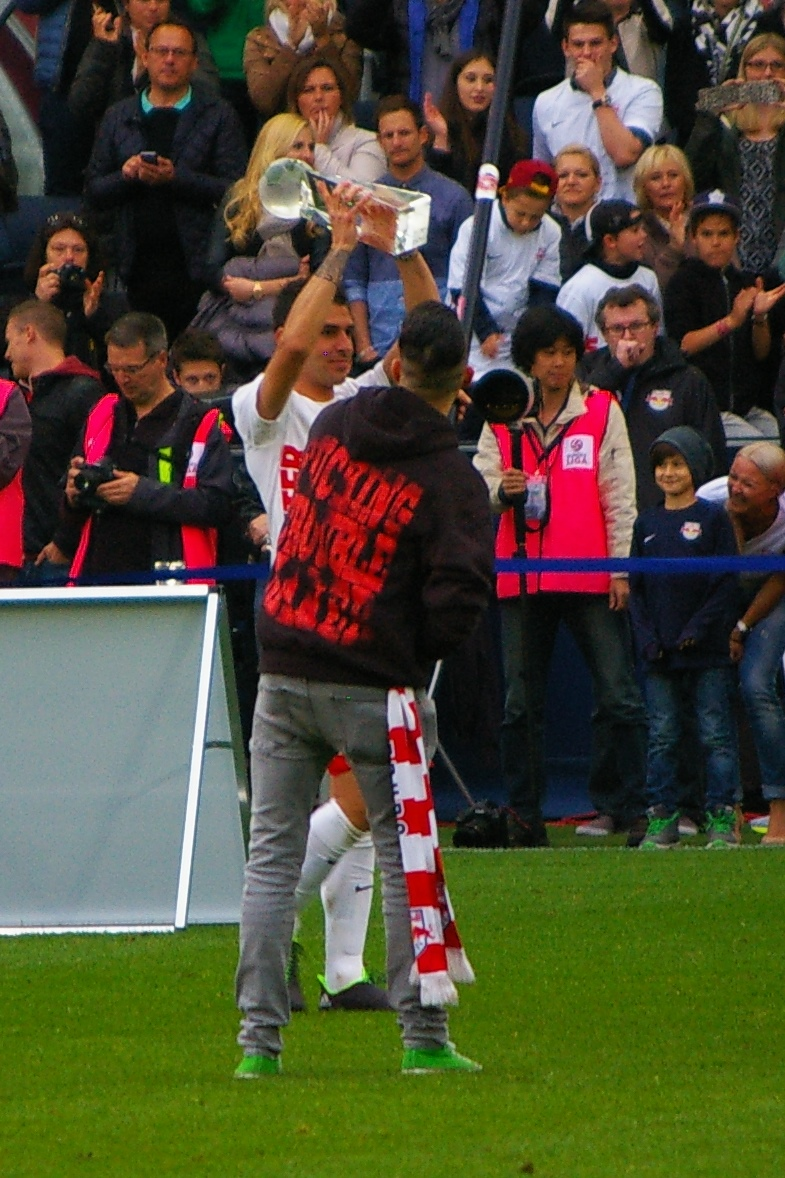
Jonatan Soriano wird als „Bester Spieler 2014/15“ ausgezeichnet
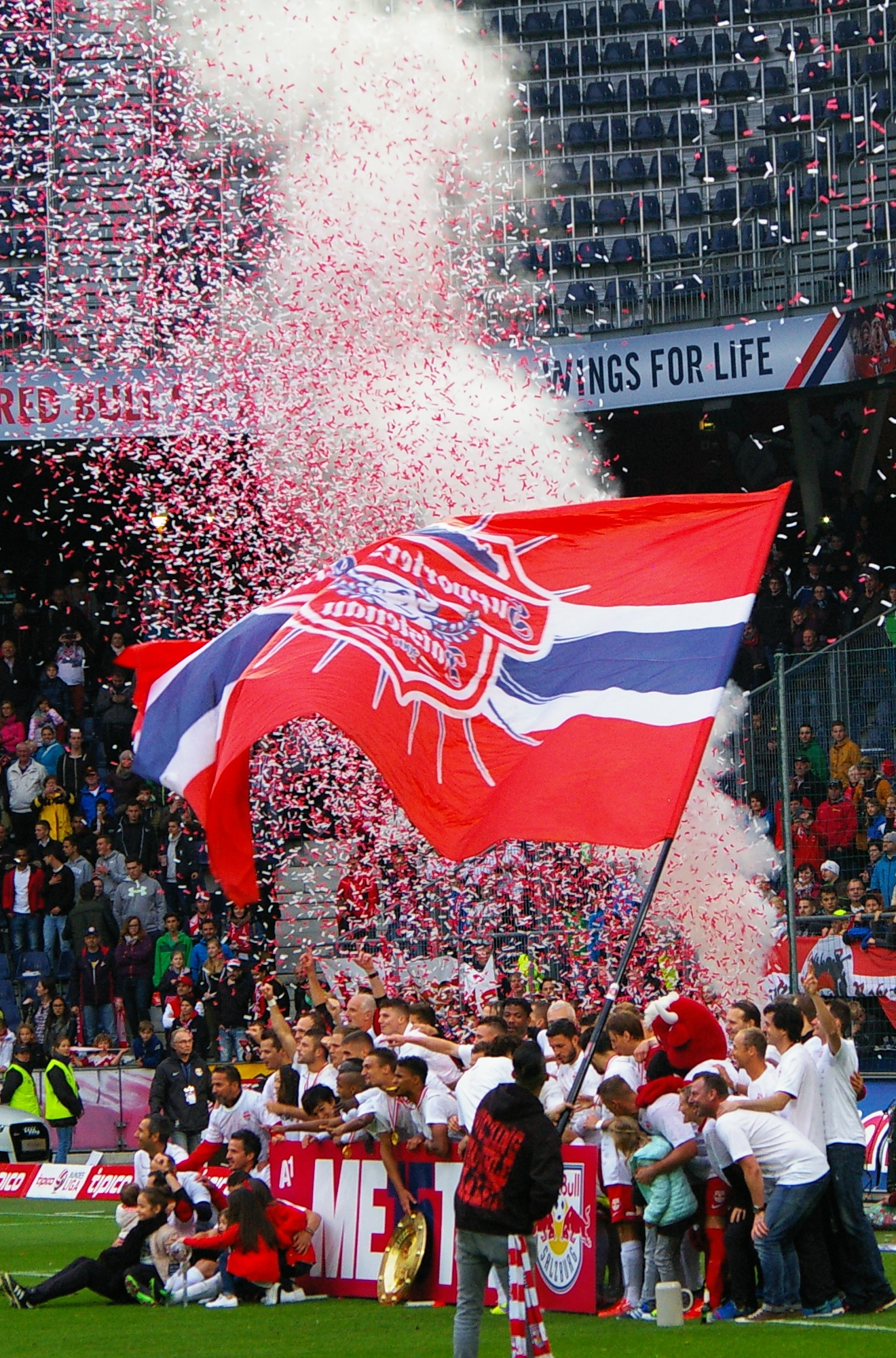
Meisterfeier 2014/15
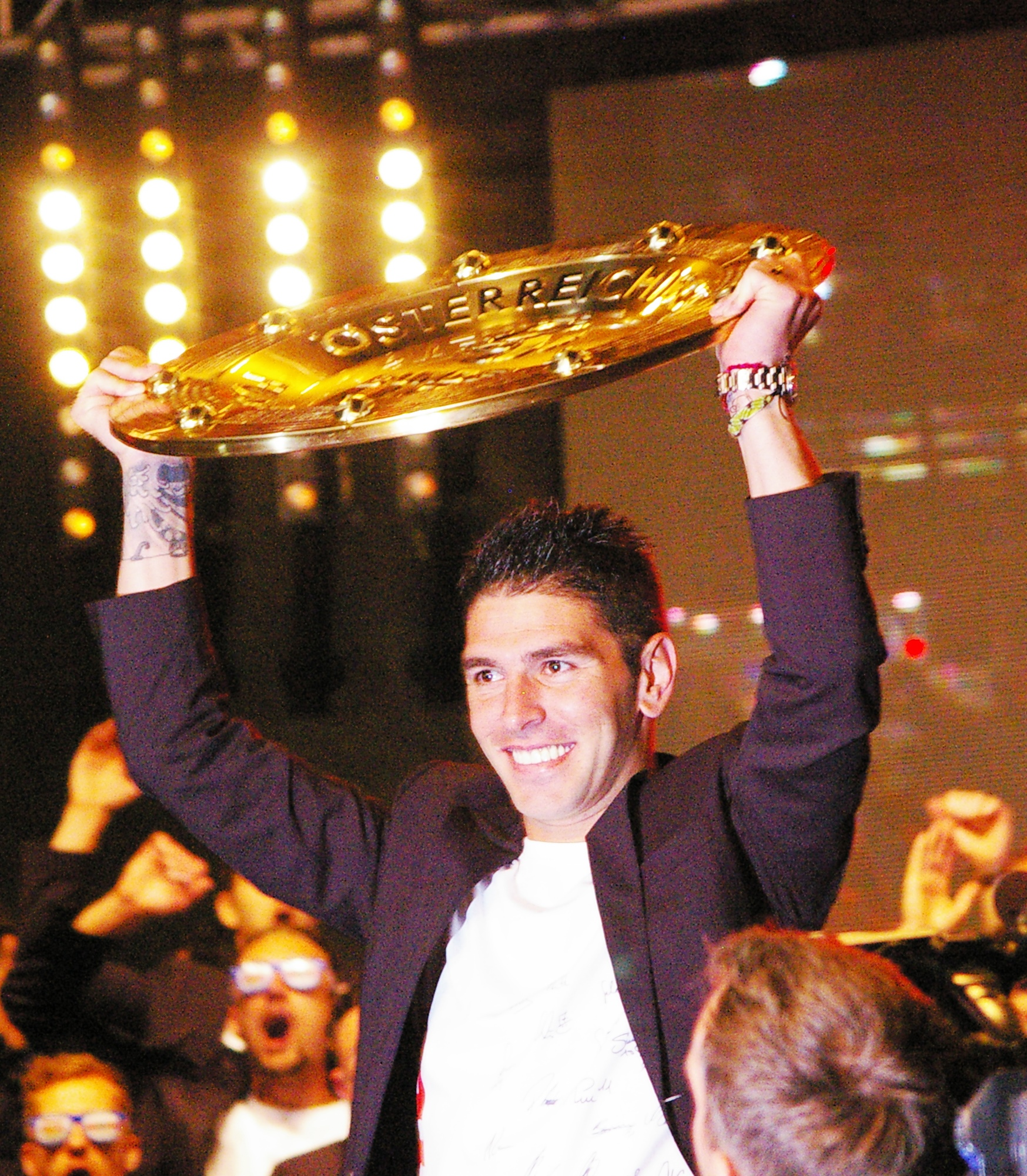
Jonatan Soriano mit dem Meisterteller
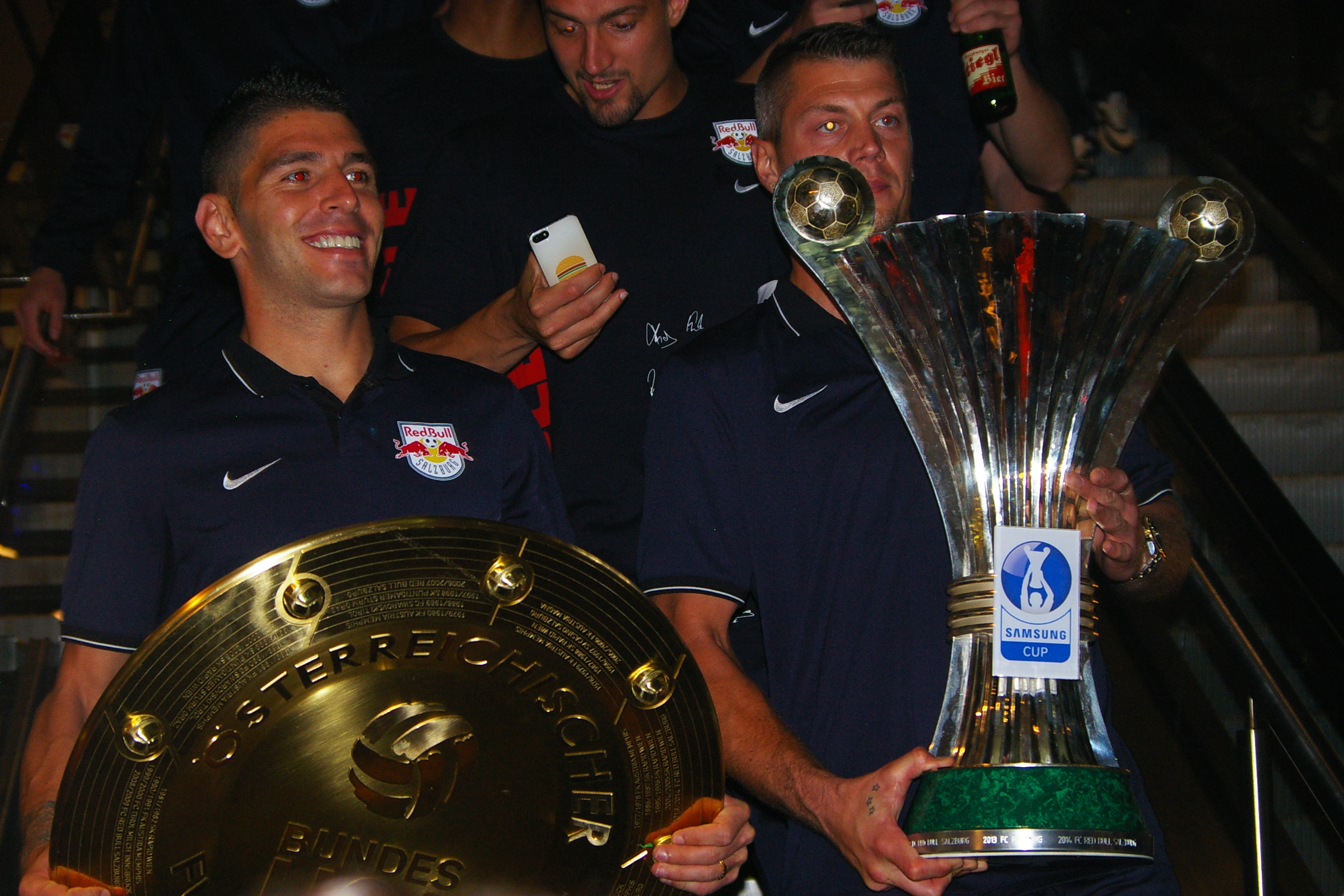
Jonatan Soriano und Alexander Walke nach dem Cupfinale am 3. Juni

Nach Verhandlungen mit dem Spanier Óscar García, die zu keiner Unterschrift führten, wurde am 22. Juni 2015 vom Verein verlautbart, dass Peter Zeidler, bisher Trainer des Salzburger Farmteams FC Liefering und ein früherer Weggefährte des scheidenden Sportdirektors Rangnick, neuer Trainer bei Red Bull Salzburg wird.
Nachdem Red Bull Salzburg in der heimischen Liga überraschend mit zwei Niederlagen gestartet war, scheiterte man auch im achten Versuch in der Qualifikation zur UEFA Champions League. In der dritten Qualifikationsrunde bezwang das Team im Hinspiel zwar Malmö FF mit 2:0, unterlag im Rückspiel jedoch wie im Vorjahr auswärts 0:3 und schied somit aus. Im Gegensatz zu den vergangenen Jahren wurde diesmal aber auch die Europa League verfehlt. Als Verlierer der Champions League in die Play-off-Runde der Europa League eingestiegen, scheiterte die Mannschaft nach einem 2:2-Gesamtscore im Elfmeterschießen an Dinamo Minsk.
Nach einer Herbstsaison mit Höhen und Tiefen gab der Verein am 3. Dezember überraschend die Trennung von Trainer Peter Zeidler bekannt. Für die letzten zwei Spiele im Jahr 2015 wurde der Trainer des FC Lieferings, Thomas Letsch, als Interimstrainer bestellt. Mit Beginn der Frühjahrsmeisterschaft wurde doch der Spanier Óscar García neuer Trainer beim FC Red Bull Salzburg. Unter seiner Leitung wurde eine gute Frühjahrssaison gespielt und zum dritten Mal in Folge der Meistertitel erreicht. In der Abschlusstabelle erreichte man neun Punkte Vorsprung auf den Zweiten, Rapid Wien. Im letzten Heimspiel der Saison wurden neben dem Meisterteller auch die Auszeichnungen für Naby Keïta als besten Spieler und Alexander Walke als besten Tormann der Saison überreicht. Zudem konnte man als erster Verein in Österreich das Double zum dritten Mal in Serie durch einen ungefährdeten 5:0-Sieg gegen Admira Wacker im Cupfinale erringen.

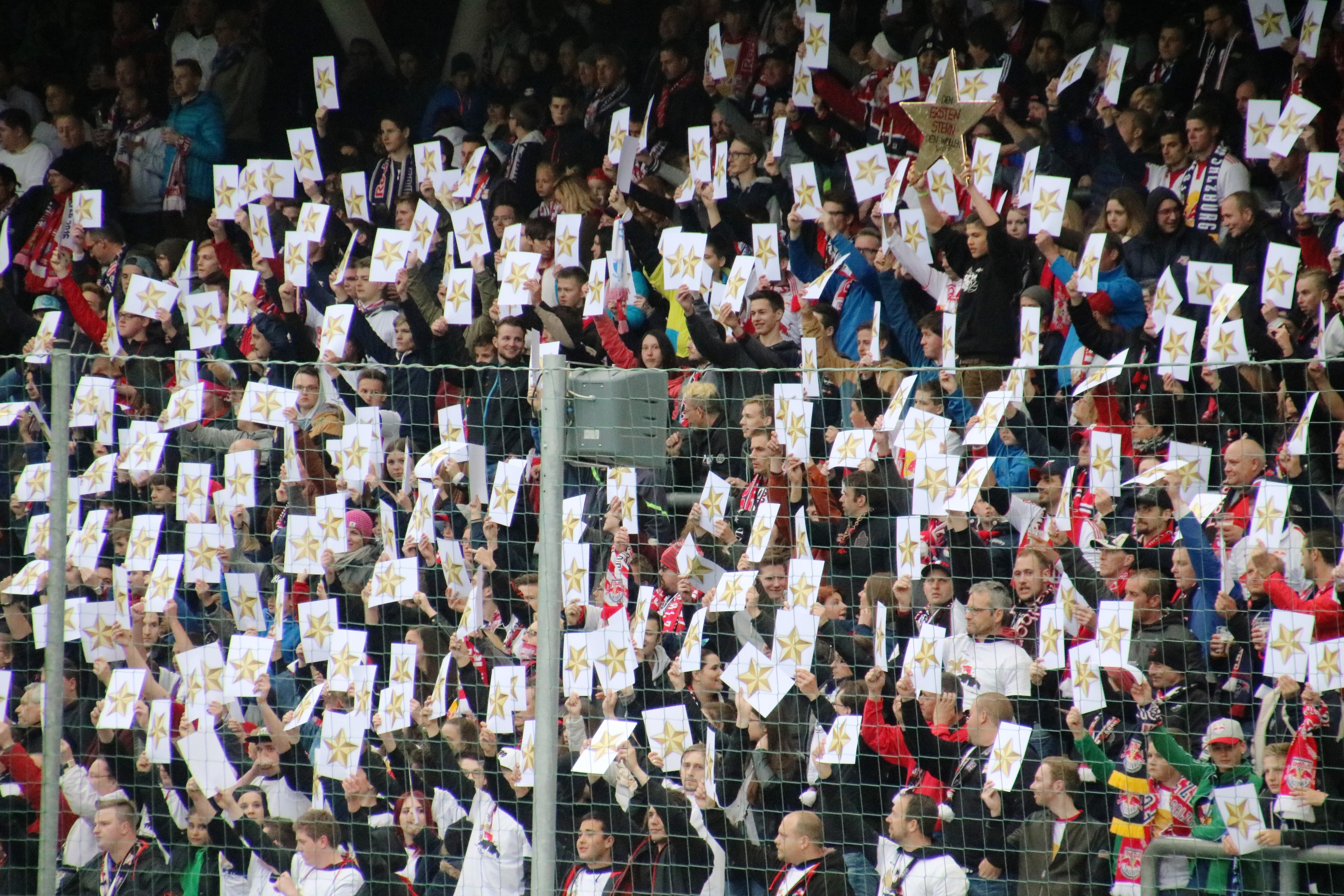
Salzburger Fans fordern den Meisterstern

Da der erneute Meistertitel die insgesamt zehnte Meisterschaft bedeutete (7 FC Red Bull Salzburg, 3 SV Austria Salzburg), wäre der Verein berechtigt gewesen, einen Stern auf dem Trikot zu tragen. In Absprache mit Sponsoren und Partnern verzichtete der Verein darauf. Die aktive Fanszene reagierte darauf mit Unverständnis. In den letzten beiden Spielen wurde ein Stimmungsboykott ausgerufen, was beim letzten Heimspiel von Teilen der Zuschauer mit einem Pfeifkonzert quittiert wurde. Auch Ehrenpräsident Rudi Quehenberger sprach sich für den Meisterstern aus und zeigte sich von der Erklärung des Vereins, dass „man sich nicht mit fremden Federn schmücken wolle“, irritiert.
Im August 2016 scheiterte Salzburg auch im neunten Versuch in der Red-Bull-Ära an der Qualifikation zur UEFA Champions League: In der Play-off-Runde schied der Verein mit 1:1 und 1:2 in der Verlängerung gegen Dinamo Zagreb aus. Kritik übte der Salzburg-Coach Óscar García, nachdem zahlreiche Spieler, darunter Keita, Bernardo und Schmitz, den Verein zum ebenfalls von Red Bull finanzierten Partnerverein RB Leipzig verlassen hatten und er das Selbstverständnis der Salzburger hin zum Ausbildungsverein verändert sah.
Die Meisterschaft begann wieder mit einer Niederlage (1:3 bei Sturm Graz), erst in der dritten Runde konnte der erste Sieg gefeiert werden. Am Ende der Hinrunde stand Salzburg auf dem dritten Platz. Durch eine neue Bundesliga-Bestmarke von 47 Punkten in der Rückrunde und den wenigsten Gegentoren (24) seit dem Red-Bull-Einstieg gelang eine Aufholjagd, die einen neuen Klubrekord von 81 Punkten und mit 18 Zählern Abstand (Ligarekord mit 19 Punkten Abstand ex aequo durch Sturm Graz 1998 und Red Bull Salzburg 2007) auf den Vizemeister, Austria Wien, die souveräne abermalige Titelverteidigung bedeutete. Zudem stellte man mit der vierten errungenen Meisterschaft en suite den bisherigen Rekord von Austria Wien (1978–1981) ein. Die einzige Niederlage der Rückrunde setzte es erst am 6. Mai 2017 mit 1:2 beim SV Mattersburg. Doch schon in der darauffolgenden 33. Runde konnte man im Heimspiel gegen den SK Rapid Wien die Titelmission ein 11. Mal erfüllen. Óscar García gelang es nach Otto Baric als bislang zweitem Trainer in Salzburg und als erstem Coach seit Kurt Jara mit dem FC Tirol im Jahr 2001, den Titel in der österreichischen Bundesliga zu verteidigen. Der spanische Trainer hat zudem mit dem 2:0-Auswärtserfolg am 15. April 2017 in Wolfsberg gegen den WAC die 100 Punktemarke in lediglich 45 Bundesligaspielen erreicht und konnte die Ligabestmarke von Ex-Trainer Roger Schmidt noch um zwei Spiele unterbieten. Nachdem der Kapitän und mehrfache Torschützenkönig Jonatan Soriano den Verein im Februar 2017 Richtung China verlassen hatte, wurde festgelegt, dass seine Trikotnummer 26 nicht mehr vergeben wird.
Nach dem neuerlichen Doublesieg durch einen 2:1-Sieg gegen Rapid wurde bekannt, dass Óscar Garcia den Verein verlassen und zum AS St. Étienne in die französische Ligue 1 wechseln würde.

### Die Ära Marco Rose
| Saison  | Platz | Tore  | Punkte | Zuschauer-Ø | ÖFB-Cup   |
| ------- | ----- | ----- | ------ | ----------- | --------- |
| 2017/18 | 1     | 81:29 | 83     | 7.537       | Finale    |
| 2018/19 | 1     | 79:27 | 53     | 9.687       | Cupsieger |

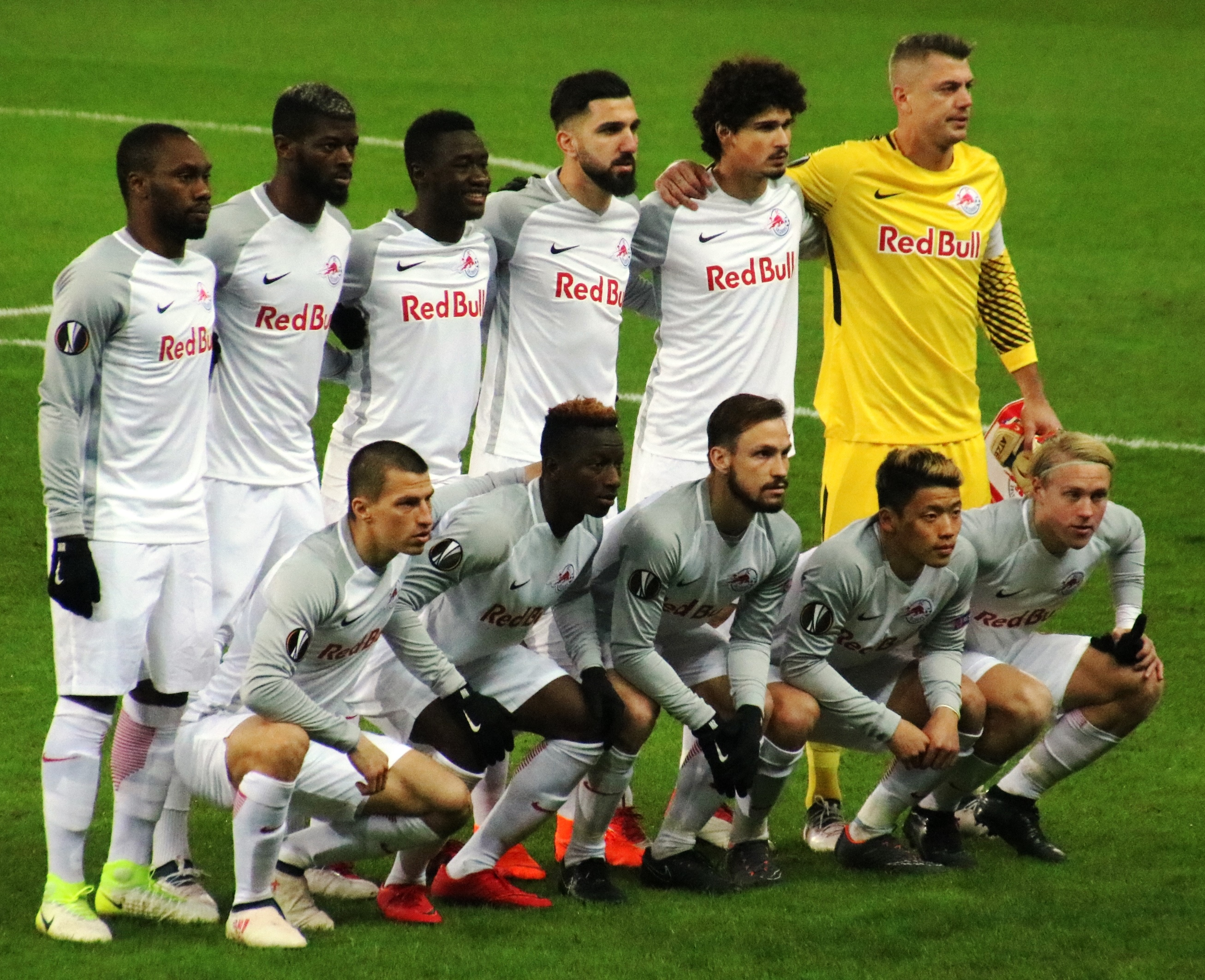
Teamphoto gegen Real Sociedad

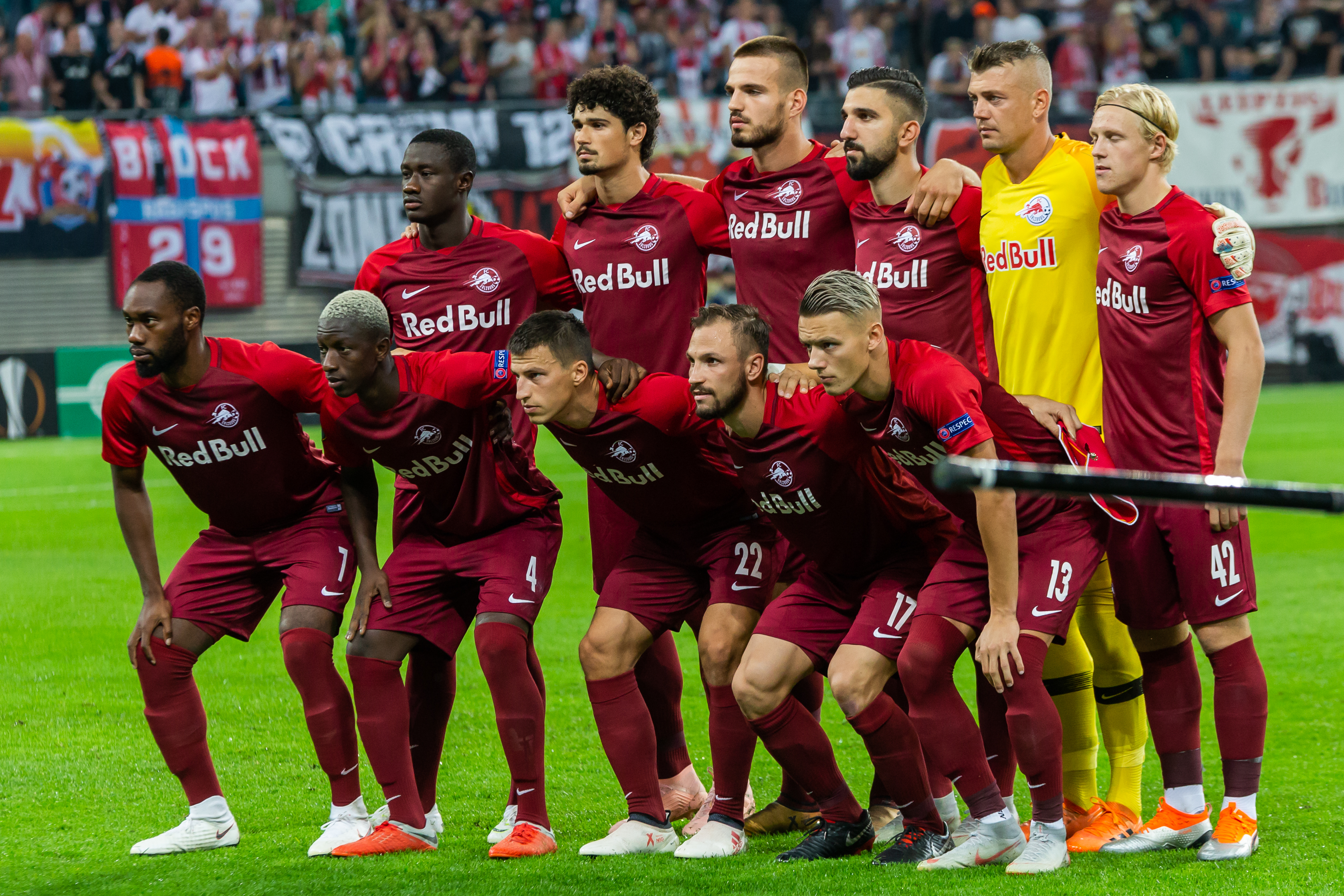
Euroleague 2018/19 Gruppenphase RB Leipzig – FC Salzburg

Nach dem Abgang von Óscar Garcia wurde Marco Rose als Nachfolger verpflichtet. Rose hatte vorher die U19-Mannschaft des Vereins trainiert, die in der Spielzeit 2016/17 die UEFA Youth League gewinnen konnte. Wie alle Trainer vor ihm scheiterte er mit dem Verein an der Qualifikation für die UEFA Champions League. In der 3. Runde scheiterte das Team mit einem Gesamtscore von 1:1 aufgrund der Auswärtstorregel an NK Rijeka. Mit dem Scheitern wechselte Salzburg in die Qualifikation für die UEFA Europa League. Im Play-off wurde FC Viitorul Constanța aus Rumänien mit einem Score von 7:1 geschlagen. In der Gruppenphase erhielten die Salzburger Olympique Marseille aus Frankreich, Konyaspor aus der Türkei und Vitória Guimarães aus Portugal zugelost.
Die Gruppenphase wurde erfolgreich beendet; ohne Niederlage (3 Siege und 3 Unentschieden) wurde man Gruppensieger. Im Sechzehntelfinale traf man auf die spanische Erstligamannschaft Real Sociedad San Sebastián, die man mit einem Gesamtscore von 4:3 besiegen konnte. Im Achtelfinale wurde der deutsche Spitzenklub Borussia Dortmund den Mozartstädtern zugelost. Auch hier setzte sich Salzburg mit einem 2:1-Sieg in Dortmund und einem 0:0 im Rückspiel durch.
Im Viertelfinale wurden sie dem italienischen Club Lazio Rom zugelost, das Hinspiel in Rom fand am 5. April 2018 statt, dort gewannen die Römer mit 4:2. Im Rückspiel am 12. April 2018 konnte sich Salzburg im heimischen Stadion mit 4:1 durchsetzen, nachdem Lazio zuerst durch Ciro Immobile in Führung gegangen war, jedoch nach nur einer Minute von Munas Dabbur ausgeglichen wurde. Die Entscheidung des Spiels fiel zwischen der 72. und der 76. Minute, als Amadou Haidara, Hee-Chan Hwang und Stefan Lainer innerhalb von 4 Minuten und 7 Sekunden dreimal zum Endstand trafen. Dies wurde ein neuer Europa-League-Rekord. In der Auslosung für das Halbfinale bekamen sie Olympique Marseille als Gegner. In Frankreich unterlagen die Salzburger mit 0:2. Das Heimspiel gewannen die Salzburger zwar mit 2:1 nach Verlängerung, schieden aber mit einem Gesamtscore von 2:3 aus. Der Treffer der Franzosen zum 2:1 fiel nach einem Eckball in der 116. Minute durch Rolando.
In der Meisterschaft 2017/18 wurde zwar weder der Herbstmeistertitel noch der inoffizielle Titel eines Winterkönigs erreicht, doch mit dem Beginn der Frühjahrsmeisterschaft fand Salzburg wieder den Weg an die Tabellenspitze. Nach vier gespielten Runden im Frühjahr konnte der Rückstand von einem Punkt am Ende der Herbstsaison auf einen Vorsprung von 7 Punkten ausgebaut werden. Am Ende konnten die Salzburger den fünften Meistertitel hintereinander feiern. Die Zahl von 83 erreichten Punkten stellt einen neuen Rekord in der Dreipunkteära dar.
Im ÖFB-Cup erreichte die Mannschaft um Marco Rose das Finale, in der sie sich jedoch in der Nachspielzeit gegen Heiko Vogel und sein Team dem SK Sturm Graz 0:1 geschlagen geben musste.
In Qualifikation zur Champions League 2018/19 besiegte Salzburg in der 3. Runde den mazedonischen Verein KF Shkendija Tetovo mit insgesamt 4:0. Im Play-off scheiterten die Salzburger am serbischen Meister Roter Stern Belgrad aufgrund der Auswärtstorregel nach einem 0:0 in Belgrad und einem 2:2 zu Hause, womit Salzburg das elfte Jahr in Folge die Qualifikation nicht erfolgreich abschließen konnte.
Mit dem Erreichen des Play-offs war es allerdings abermals möglich, in die Europaleague-Gruppenphase umzusteigen. Dort wurden ihnen Rosenborg Trondheim, Celtic Glasgow und RB Leipzig zugelost. Besonders die Spiele gegen Leipzig standen in der Kritik der Fußballöffentlichkeit, da beide Vereine von Red Bull gesponsert werden. Am 20. September 2018 kam es in Leipzig zum ersten Aufeinandertreffen der beiden Mannschaften in einem Bewerbsspiel. Das Spiel endete mit einem 3:2-Auswärtssieg der Salzburger. Auch das Rückspiel gewannen die Salzburger. Am Ende der Gruppenphase standen zum dritten Mal 6 Siege auf der Habenseite. Im Sechzehntelfinale wurde der belgische Club Brügge den Salzburgern zugelost. Nach einer 1:2-Niederlage setzten sich die Salzburger im Rückspiel 4:0 durch und stiegen in das Achtelfinale auf. Dort wurde ihnen der italienische Spitzenclub SSC Neapel zugelost. Im Auswärtsspiel unterlagen sie 0:3, das Rückspiel konnte 3:1 gewonnen werden. Mit einem Gesamtverhältnis von 3:4 schieden sie aus dem Bewerb aus.
In die Meisterschaft 2018/19 wurde das Ligaformat geändert. Es spielen nun 12 Mannschaften in der Bundesliga. Nach einem Grunddurchgang mit 22 Spielen wird die Tabelle in eine Meistergruppe (Platz 1 bis 6) und eine Qualifikationsrunde geteilt. Nach dem Grunddurchgang werden die erreichten Punkte halbiert, um die Spannung zu steigern.
Der FC Red Bull Salzburg startete mit 10 Siegen in den ersten zehn Spielen. Damit wurde der Startrekord des SK Rapid Wien aus der Saison 1988/89 übertroffen. Erst in der 11. Runde gelang es dem FC Wacker Innsbruck ein Unentschieden zu erreichen. Die erste Niederlage gab es im ersten Spiel nach der Winterpause, wo sich Rapid Wien zuhause mit 2:0 durchsetzte. Am 10. April 2019 wurde bekanntgegeben, dass Marco Rose als neuer Cheftrainer für die Saison 2019/20 zum deutschen Bundesligisten Borussia Mönchengladbach wechselt, wo er auf Dieter Hecking folgt. Im Finale des Cups wurde nach der Niederlage in der Vorsaison gegen Sturm Graz der SK Rapid mit 2:0 besiegt und der sechste Cupsieg gesichert. Als Nachfolger wurde Jesse Marsch, bisher Co-Trainer bei RB Leipzig, verpflichtet.

### Ära Jesse Marsch und die erste Champions-League-Teilnahme der Red Bull-Ära
| Saison  | Platz | Tore   | Punkte | Zuschauer-Ø | ÖFB-Cup   |
| ------- | ----- | ------ | ------ | ----------- | --------- |
| 2019/20 | 1     | 110:34 | 50     | 11.153      | Cupsieger |
| 2020/21 | 1     | 94:33  | 51     |             | Cupsieger |

Aus den Reihen der Fans schlug Jesse Marsch zunächst Misstrauen entgegen, da er zuvor Co-Trainer bei RB Leipzig war, einem Klub, der ob der großen Personalabwanderung zu diesem Verein, in der Kurve nicht beliebt war und ist. Ein Start mit sieben Siegen am Stück und starke internationale Auftritte rund um den explodierenden Starstürmer Erling Haaland ließen Kritiker schnell verstummen. Ab Ende November (Runde 15) stellte sich jedoch vor allem national eine kleine Krise ein. Spiele gegen Nachzügler wurden nicht mehr gewonnen und zum Frühjahrsstart unterlag man erstmals nach über zwei Jahren in der heimischen Red Bull Arena gegen einen österreichischen Gegner. In der Wintertransferphase hatten mit Erling Haaland und Takumi Minamino zwei Säulen des Herbstes Salzburg Richtung Dortmund bzw. Liverpool verlassen.
Als man damit rechnete mit 6 Punkten Rückstand auf den LASK in das Meister-Play-off zu gehen, beendete die Corona-Krise jegliche Fußballaktivitäten. Zum Neustart im Juni hatten sich die Vorzeichen geändert, da der Rivale aus Linz mit einem Abzug von sechs Punkten für ein Fehlverhalten in der Trainingsphase vor dem Wiederanpfiff der Liga bestraft wurde. Während Salzburg seine ersten Spiele souverän gewann, kam der LASK nur schwer aus den Startlöchern. Red Bull Salzburg konnte am drittletzten Spieltag seinen siebten Meistertitel in Folge fixieren. In den zehn Spielen der Meistergruppe gelang es nur dem Wolfsberger AC mit zwei Unentschieden den Salzburgern Punkte abzunehmen. Im Cupfinale besiegte man den Zweitligisten Austria Lustenau und fixierte das Double.
Zur Saison 2020/21 gelang es zum ersten Mal, den Kader des Vorjahres fast unverändert zu behalten. Nur Hee-Chan Hwang wechselte nach Leipzig. Der Verteidiger Oumar Solet wechselte von Olympique Lyon nach Salzburg. Im Gegensatz zur Vorsaison, wo man fix für die Champions-League-Gruppenphase qualifiziert war, muss man in dieser Saison wieder in das Play-off der Qualifikation. Als Gegner steht den Salzburgern der israelische Verein Maccabi Tel Aviv gegenüber. Obwohl in Israel von der Regierung coronabedingt ein dreiwöchiger Lockdown verkündet wurde, beschloss die UEFA, dass das Hinspiel des Play-offs im Bloomfield-Stadion in Tel Aviv stattfinden muss. Am Sonntag vor dem Spiel gab es Presseberichte, dass sechs Spieler und sieben Betreuer positiv auf SARS-CoV-2 getestet wurden.
Trotz der coronabedingten Probleme wurden die Play-off-Spiele durchgeführt. Nach einem 2:1-Auswärtssieg und einem 3:1-Heimsieg qualifizierte sich der FC Salzburg für die Gruppenphase der UEFA Champions League 2020/21. In der Gruppe A trafen sie auf den Titelverteidiger FC Bayern München, Atlético Madrid und Lok Moskau. In der sechsten Runde bestand noch die Möglichkeit, sich für die K.-o.-Phase zu qualifizieren. Salzburg unterlag jedoch Atletico mit 0:2 und spielt als Gruppendritter in der Euroleague weiter, wo ihnen in der ersten K.-o.-Runde Villarreal CF zugelost wurde.
Am 22. November wurden die beiden Spieler Sekou Koita und Mohamed Camara bei einer Dopingkontrolle der UEFA positiv getestet. Den beiden wurden bei einem Spiel der Nationalmannschaft Mittel gegen Höhenkrankheit verschrieben, die anscheinend auf der Dopingliste stehen.
Gegen Ende der Meisterschaft verdichteten sich Wechselgerüchte um Trainer Marsch. Nachdem der Leipziger Trainer Nagelsmann im Sommer 2021 zu Bayern München wechselt, wurde Marsch zum neuen Trainer der Leipziger bestellt. Als sein Nachfolger wurde der Trainer des FC Lieferings, Matthias Jaissle, bestimmt.
Am 1. Mai 2021 besiegten die Salzburger im Cupfinale im Wörtherseestadion in Klagenfurt den LASK mit 3:0 und erreichten damit ihren achten Cupgewinn. Am 12. Mai siegte der Verein in der 30. Runde gegen den SK Rapid Wien mit 2:0 und fixierte damit den achten Meistertitel und das dritte Double in Folge.

### Ära Matthias Jaissle
| Saison  | Platz | Tore  | Punkte | Zuschauer-Ø | ÖFB-Cup       |
| ------- | ----- | ----- | ------ | ----------- | ------------- |
| 2021/22 | 1     | 50:13 | 55     | 12.014      | Cupsieger     |
| 2022/23 | 1     | 67:22 | 49     | tbd         | Viertelfinale |

Mit Beginn der Saison 2021/22 verließ Jesse Marsch Salzburg und wurde Trainer von RB Leipzig. Seine Nachfolge trat Matthias Jaissle an, der mit dem FC Liefering Vizemeister der 2. Liga wurde. Wieder verließen Spieler den Verein, André Ramalho wechselte zur PSV Eindhoven, Patson Daka zu Leicester City, Enock Mwepu zu Brighton & Hove Albion und Cican Stankovic zu AEK Athen. Neu in den Kader kamen der polnische Verteidiger Kamil Piątkowski und der argentinische Mittelfeldspieler Nicolás Capaldo. Ebenso wurden Kooperationsspieler des FC Liefering in den Kader aufgenommen (Bryan Okoh, Daouda Guindo, Mamady Diambou, Maurits Kjaergaard).
Durch zwei Siege mit jeweils 2:1 Toren gegen Brøndby IF gelang es den Salzburgern, sich zum dritten Mal hintereinander für die Gruppenphase der Champions League zu qualifizieren. Dort wurde ihnen in der Gruppe G FC Sevilla, OSC Lille und der VfL Wolfsburg zugelost. Als Tabellenzweite konnte sich der FC Salzburg erstmals in der Klubgeschichte für das Achtelfinale der Champions League qualifizieren.
Im Achtelfinale wurde dem FC Salzburg der deutsche Serienmeister FC Bayern München zugelost. In der Hinrunde führte der FC Salzburg bis zur 90. Minute, in der Kingsley Coman das Ausgleichstor schoss. Die Rückrunde in München verlor der FC Salzburg mit 7:1, wodurch sie aus der Champions League ausschieden.
Zu Beginn der Saison 2022/23 verließen mehrere Akteure den Verein, Brenden Aaronson und Rasmus Kristensen wechselten zu Leeds United, wo sie mit ihrem alten Cheftrainer Jesse Marsch wieder vereint wurden. Auch Karim Adeyemi wechselte den Verein und schloss sich Borussia Dortmund an. Zlatko Junuzović beendete seine Karriere und agierte bis zum Jänner 2023 als Co-Trainer des Kooperationsverein FC Liefering.
Durch vorherige Leistungen auf internationaler Ebene konnte sich der FC Salzburg durch den Meisterweg direkt für die Champions-League-Gruppenphase qualifizieren. Dort wurde ihm die Gruppe E mit dem Drittplatzierten der Premier League FC Chelsea, dem italienischen Meister AC Mailand und dem kroatischen Meister Dinamo Zagreb zugelost. Durch einen Sieg gegen Zagreb, drei Unentschieden gegen Zagreb, Mailand und Chelsea und zwei Niederlagen gegen Mailand und Chelsea konnte sich der FC Salzburg in dieser Gruppe auf dem 3. Platz festigen. Entsprechend einer neuen Regelung der Champions League wurde dem FC Salzburg ein Platz im UEFA Europa League Playoff zugewiesen, wo sie den italienischen Erstligisten AS Rom als Gegner erhielten.
Für die Fußball-Weltmeisterschaft 2022 in Katar wurden insgesamt 4 Spieler einberufen: Noah Okafor (SUI), Strahinja Pavlović (SRB), Philipp Köhn (SUI) und Luka Sučić (HRV).
Nach der Länderspielpause folgten Testspiele gegen Inter Mailand (4:0-Niederlage), den FC Bayern München (4:4), Sparta Prag (2:1-Sieg), den Karlsruher SC (3:0-Sieg) und den ŠK Slovan Bratislava (1:0-Sieg). Danach bestritt der FC Salzburg das erste Pflichtspiel des Jahres, das ÖFB-Cup-Viertelfinale gegen den SK Sturm Graz, welches nach einem Unentschieden in der regulären Spielzeit und einer torlosen Verlängerung im Elfmeterschießen mit 5:6 endete und so das erste Mal seit der Saison 2018/19 der FC Salzburg nicht Cup-Sieger wurde.
Kurz darauf folgte die Europa-League-Auseinandersetzung zwischen dem FC Salzburg und dem AS Rom. Im Heimspiel konnte sich der FC Salzburg durch die Torwartleistungen von Philipp Köhn und einem Kopfball-Treffer in der 88. Minute von Nicolás Capaldo mit 1:0 durchsetzen. Im Auswärtsspiel in Rom scheiterte der österreichische Serienmeister an zwei Toren von Andrea Belotti (33.) und Paulo Dybala (40.) und mussten sich mit einem 2:0 geschlagen geben. Der FC Salzburg schied deswegen aus der Europa League aus.
Am 21. Mai 2023 siegte der Verein in der 30. Runde gegen den SK Sturm Graz mit 2:1 und fixierte damit den zehnten Meistertitel in Folge. Am 28. Juli wurde Jaissle von seinem Amt freigestellt, da kurz vor dem Meisterschaftsstart Verhandlungen mit dem saudischen Klub al-Ahli SFC geführt hatte.

„Wir sind der Ansicht, dass ein Trainer, der sich nur zwei Tage vor dem Start einer wichtigen Saison derart intensiv mit einem möglichen Klubwechsel beschäftigt, bei diesem Auftakt auch nicht dabei sein sollte. Wir wollen mit voller Energie und Überzeugung in die neue Saison starten. Dafür benötigen wir 100 Prozent Fokus von allen Beteiligten.“

### Die Ära Gerhard Struber
In einer Pressekonferenz am 31. Juli 2023 wurde Gerhard Struber als neuer Cheftrainer vorgestellt. Er erhielt einen Zweijahresvertrag. Bereits früher war er acht Jahre lang Trainer in der Red-Bull-Fußball-Akademie und beim FC Liefering. Als Co-Trainer war er bereits einmal bei den Salzburgern tätig. Im April 2024 wurde Struber vom FC Red Bull Salzburg von seinen Aufgaben entbunden, Onur Cinel übernahm interimistisch bis Saisonende.
Nach zehn Titeln in Folge belegte der FC Red Bull Salzburg nur den zweiten Platz hinter SK Sturm Graz, nachdem man zuvor bereits im Cup an den Grazern gescheitert war. Somit konnte erstmals seit der Saison 2012/13 kein Titel geholt werden.
Mit dem Ende der Saison verließ Kapitän Andreas Ulmer den Verein, zu dem er 2009 gewechselt war. In den 16 Jahren in Salzburg erreichte er 22 Titel und spielte in 582 Spielen. Um ihn zu würdigen, vergibt der Verein seine Nummer 17 nicht mehr. Ebenso beendete Herbert Ilsanker seine Zeit als Tormanntrainer des FC RB Salzburg. Er hatte diesen Posten seit 2005 inne. Er wird dem Verein als Torwartscout und -trainer im Nachwuchsbereich erhalten bleiben.

### Die Ära Pepijn Lijnders
Am 15. Mai 2024 verlautbarte der Klub die Verpflichtung von Pepijn Lijnders als Cheftrainer ab der Saison 2024/25. Lijnders war seit 2018 Co-Trainer von Jürgen Klopp beim FC Liverpool. Nach einem erfolgreichen Beginn u. a. mit der Qualifikation zur Champions League gegen Twente Enschede und Dynamo Kiew rutschte der Verein in eine Krise. Die ersten drei Spiele in der Champions League wurden verloren. Dabei erzielte man kein Tor, erhielt aber 9 Gegentore. Auch in der Meisterschaft unterlag man SK Sturm Graz mit 0:5. Nach weiteren schwachen Leistungen wurde am 16. Dezember der Vertrag mit Lijnders aufgelöst.

### Die Ära Thomas Letsch
Nachfolger von Lijnders wurde der Deutsche Thomas Letsch, der schon als Trainer des FC Lieferings und als Interimstrainer der ersten Mannschaft in Salzburg tätig war. Unter dessen Leitung stabilisierten sich die Salzburger wieder und nach überaus anschaulichen Leistungen im Frühjahr in der Bundesliga konnte die Lücke zum Spitzenduo einigermaßen geschlossen werden. Nach zwischenzeitlich vier Punkten Rückstand auf den Zweitplatzierten konnte am Ende der Saison der Österreichischen Bundesliga der Vizemeistertitel hinter Sturm Graz gefeiert werden.
Aufgrund der Leistungen in den vergangenen vier Jahren durfte sich Salzburg der Teilnahme an der Klub WM 2025 erfreuen. Nach dem Auftaktsieg gegen CF Pachuca und der Punkteteilung gegen Al-Hilal belegten die Bullen vor dem letzten Spieltag den zweiten Rang, der zur Achtelfinal-Teilnahme berechtigt. Im letzten Gruppenspiel setzte es jedoch eine 0:3-Pleite gegen Real Madrid - weil die Saudis das Parallelspiel gegen Pachuca für sich entschieden, rutschte Salzburg auf den dritten Rang ab und musste somit nach der Gruppenphase die Heimreise antreten.
Der offizielle Start in die Saison 2025/26 erfolgte am 23. Juli 2025. Die Bullen bekamen es in der dritten Qualifikationsrunde zur Champions League mit Brann Bergen zu tun und brachten sich mit einem 4:1-Auswärtssieg in eine komfortable Ausgangslage. Im Rückspiel in der Mozartstadt reichte bereits ein 1:1, um das Weiterkommen zu fixieren, zumal der Umstieg in die Gruppenphase der Europa League sicher ist. Wenige Tage zuvor stieg Salzburg mit einem klaren 4:0-Erfolg über Union Dietach in die zweite Runde des ÖFB-Cups 2025/26 auf. In der dritten Qualifikationsrunde zur Champions League bekamen es die Bullen mit Club Brügge zu tun. Im Hinspiel setzte es vor den eigenen Fans eine 0:1-Pleite, im Rückspiel führte Salzburg lange mit 2:1, verlor am Ende jedoch erneut. Nach sechs CL-Teilnahmen sind die Salzburger in dieser Spielzeit jedoch in der UEFA Europa League vertreten.

### FC Red Bull Salzburg (Frauen)

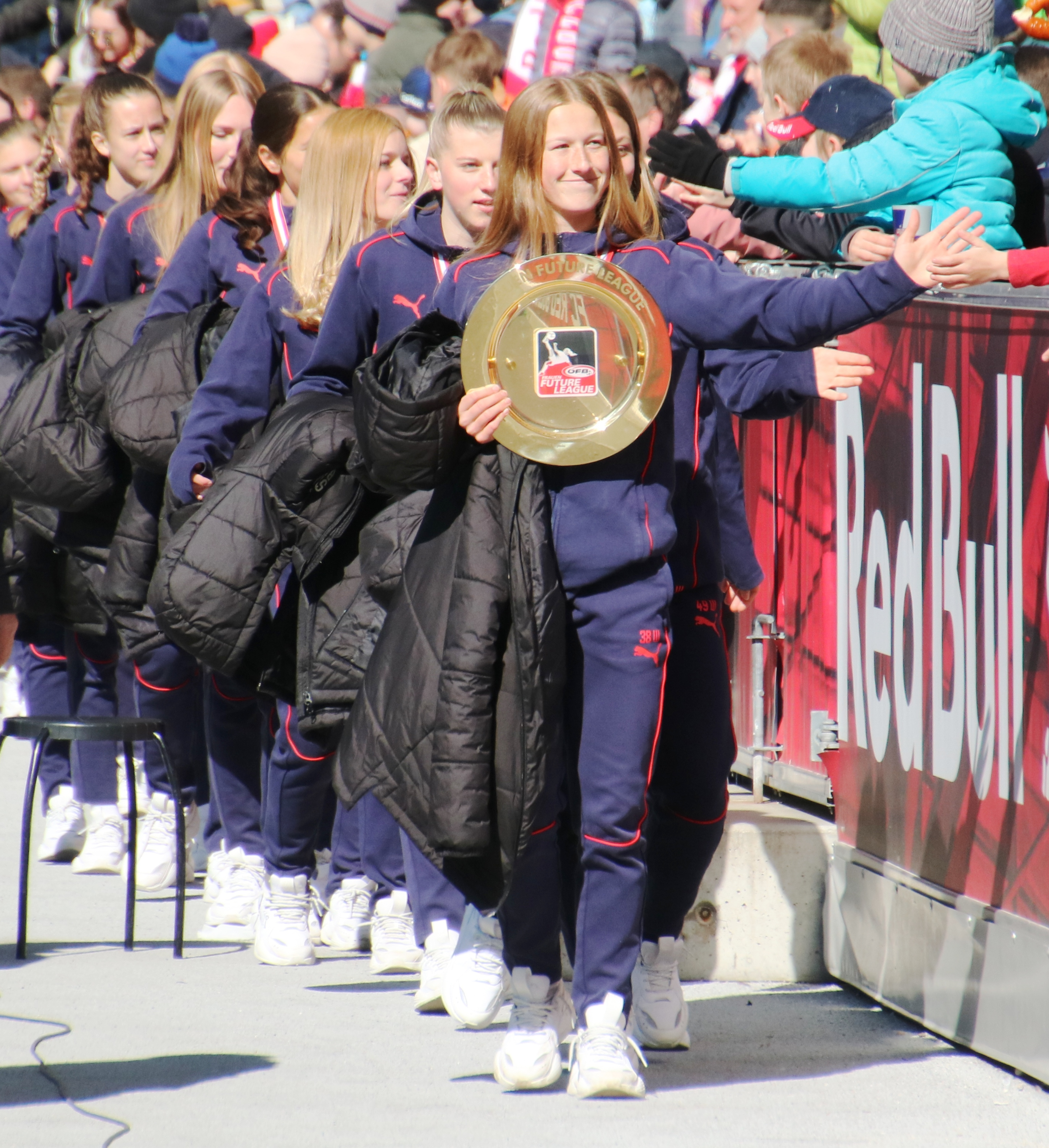
Ehrung der U20 Meistermannschaft

Mit der Saison 2023/24 stieg der FC Red Bull Salzburg in den Frauenfußball ein. Als erster Schritt startete eine U16-Mannschaft in die Meisterschaft. Es wurde eine Kooperation mit dem FC Bergheim eingegangen, da dieser über gute Strukturen und langjährige Erfahrung im Frauenfußball verfügte. Am 4. August 2023 bestritt das Mädchenteam sein erstes offizielles Spiel gegen den LASK. Das Ergebnis lautete 5:0.
Seit der Saison 2025/26 firmiert auch die Frauen-Kampfmannschaft in der österreichischen Bundesliga offiziell als FC Red Bull Salzburg Frauen. Der Kern der Mannschaft blieb dabei jedoch weitgehend gleich wie in der letzten Saison als FC Bergheim. Die Heimspiele werden seitdem nicht mehr in der AVZ-Arena in Bergheim ausgetragen, sondern in der Red-Bull-Akademie in Salzburg-Liefering. Bereits ein Jahr früher spielte das für die Saison 2024/25 neu formierte U20-Team unter dem neuen Namen und holte bei seinem ersten Antreten in der ÖFB Future League den Titel.

## Namensänderungen und Fusionen
- 1933 bis 1946 SV Austria Salzburg
- 1946 bis 1950 TSV Austria Salzburg – Fusion mit dem ATSV Salzburg
- 1950 bis 1973 SV Austria Salzburg
- 1973 bis 1976 SV Gerngroß A. Salzburg
- 1976 bis 1978 SV Sparkasse Austria Salzburg
- 1978 bis 1997 SV Casino Salzburg
- 1997 bis 2005 SV Wüstenrot Salzburg
- Seit 2005 FC Red Bull Salzburg

Wiewohl seit über 40 Jahren der Namensbestandteil „Austria“ nicht mehr im offiziellen Vereinsnamen aufschien, wurde er bis 2005 nicht nur von der Anhängerschaft des Vereins (über Chöre und Spruchbänder), sondern auch von den Medien und auch vom Klub selbst (auf der Website und vom Stadionsprecher) weiter kommuniziert. Toni Pichler – über Jahre Manager und damals kurzzeitig sogar oberster Funktionär des Vereins – schilderte im Jahr 2000 diese Situation folgendermaßen: „Der Markenartikel Austria Salzburg sollte in den nächsten Jahren viel stärker in den Vordergrund rücken, das ist ja die Identifikation für die Fans“ und „Allerdings haben wir unserem treuen Partner Wüstenrot dieses Namens-Privileg nicht entzogen. Austria Salzburg wird durch abgesprochene Maßnahmen in Zukunft mittransportiert.“
In der Geschichte des selbst aus einem Zusammenschluss zweier Vereine hervorgegangenen Klubs kam es zu mehreren Kooperationen und Fusionen mit anderen Vereinen. Als 1934 der VAFÖ und die Arbeitervereine verboten wurden, spielten die Fußballer des SK Vorwärts Maxglan als Reservemannschaft „Sektion Maxglan“ bis 1936 bei der noch jungen Austria. Auch die Fußballer des Firmenklubs SK Oberascher spielten zu dieser Zeit als Reservemannschaft des Vereines. 1943 und 1944 wurde kriegsbedingt mit dem Salzburger AK 1914 und dem Salzburger SK 1919 eine gemeinsame Kampfmannschaft gestellt, die als FG Salzburg antrat. Im Herbst 1948 kam es aufgrund keimenden Großklubdenkens in Funktionärskreisen zu einer Fusion mit dem Turnverein ATSV Salzburg-Stadt, der selbst keine Fußballsektion hatte. Diese Fusion wurde allerdings im Sommer 1950 wieder aufgelöst. Fusionsgedanken kamen erst wieder in den sportlich und finanziell mageren Jahren ab Mitte der achtziger Jahre auf. Die Projekte der damaligen Klubführung rund um Rudolf Quehenberger scheiterten schon an der Ablehnung der gewünschten Partner (1986 Casino-SAK mit dem SAK 1914; 1989 FC Austria Taxham beziehungsweise 1991 FC Casino Salzburg mit dem FC Salzburg). 1996 fusionierte der mittlerweile in die roten Zahlen gekommene damalige Westligist „FC Salzburg“ schließlich mit den SV Austria Salzburg Amateuren – rein vereinsrechtlich war die Reservemannschaft der Austria ein selbständiger Verein. Die „Amateure“ erhielten dadurch einen eigenen Platz zur Verfügung. Für die Fußballer des FC Salzburg – vor allem deren Nachwuchsspieler – wurde daraufhin als Auffangverein der ASV Taxham gegründet.
Durch den Einstieg Red Bulls 2005 wurde der Verein in FC Red Bull Salzburg umbenannt. Neben den Vereinsfarben verschwand auch der seit 1978 nicht mehr offiziell geführte Name „Austria“. International tritt der Verein nunmehr als FC Salzburg auf, da die UEFA Sponsorenbezeichnungen in Vereinsnamen verbietet.

Logos
Logo nach Fusion mit ATSV Salzburg (1947–1950)
Logo nach Auflösung der Fusion (1950–1978)
Logo SV Casino Salzburg (1977)
Das Casino-C als Logo (1978–1995)
Ein Logo-Experiment aus der Jahresretrospektive Tor um Tor 1992/93
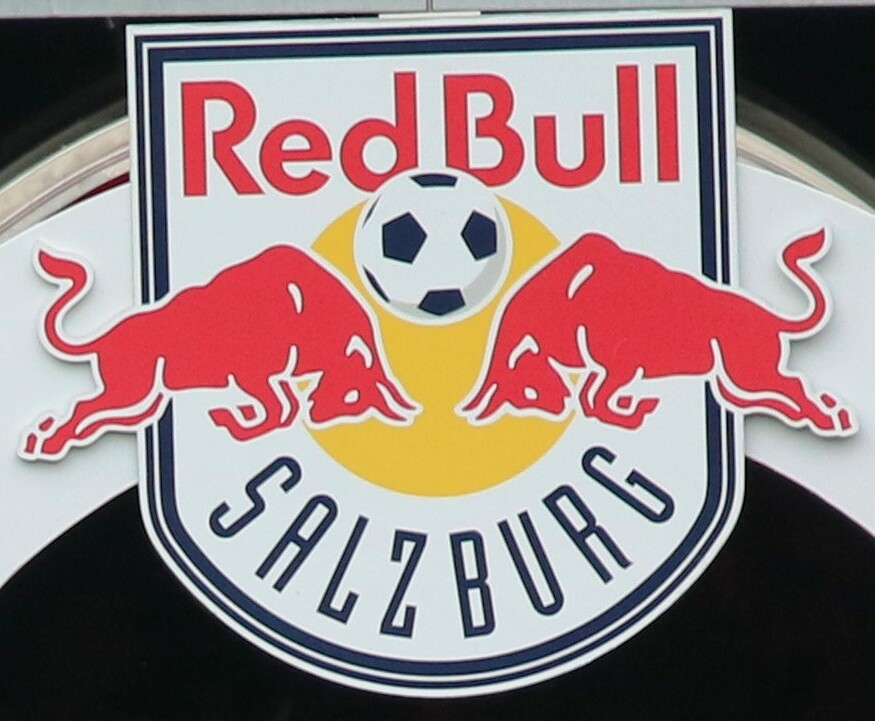
Klublogo national 2007–2019
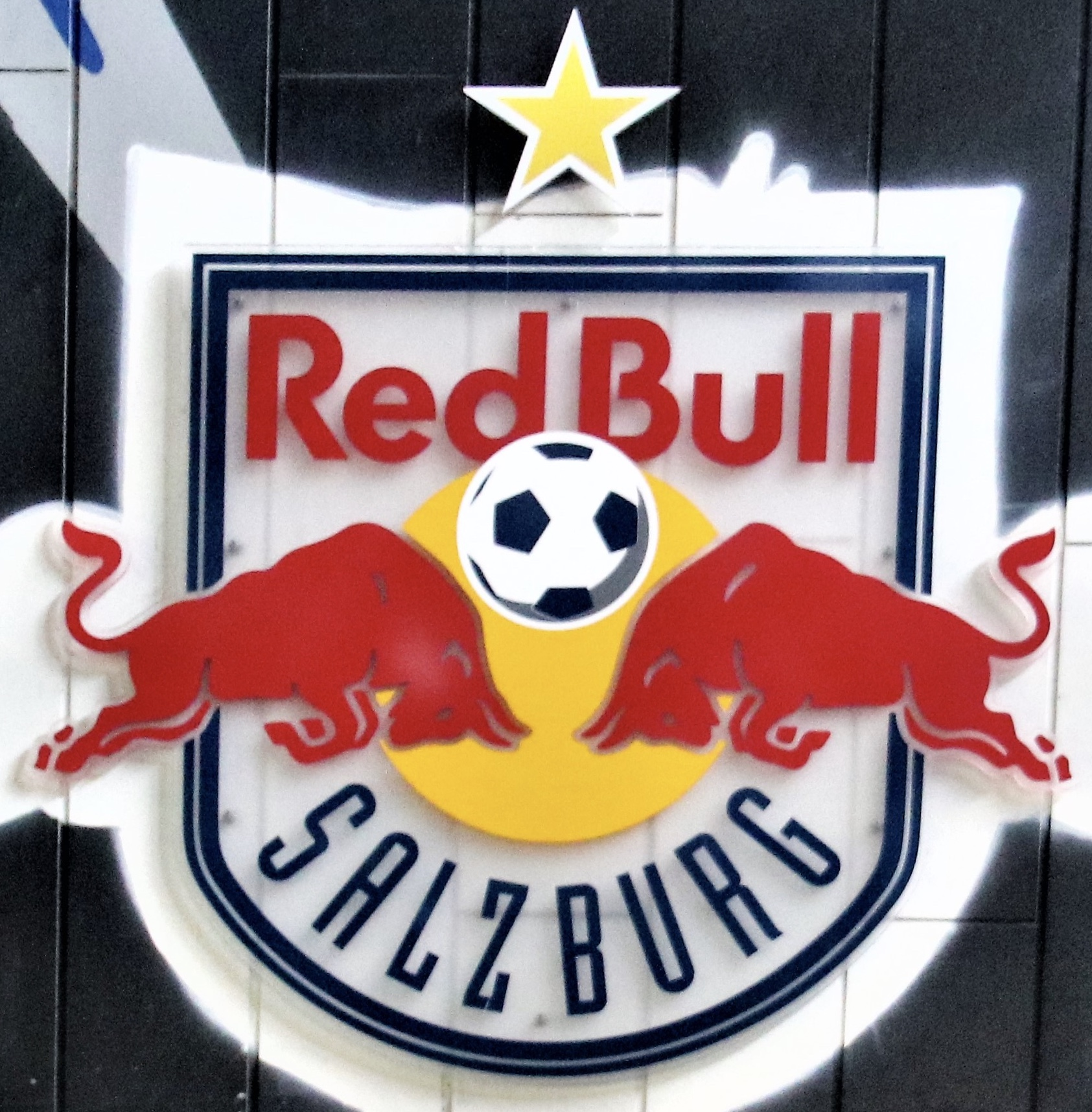
Klublogo national mit Stern seit 2019

## Spielstätten

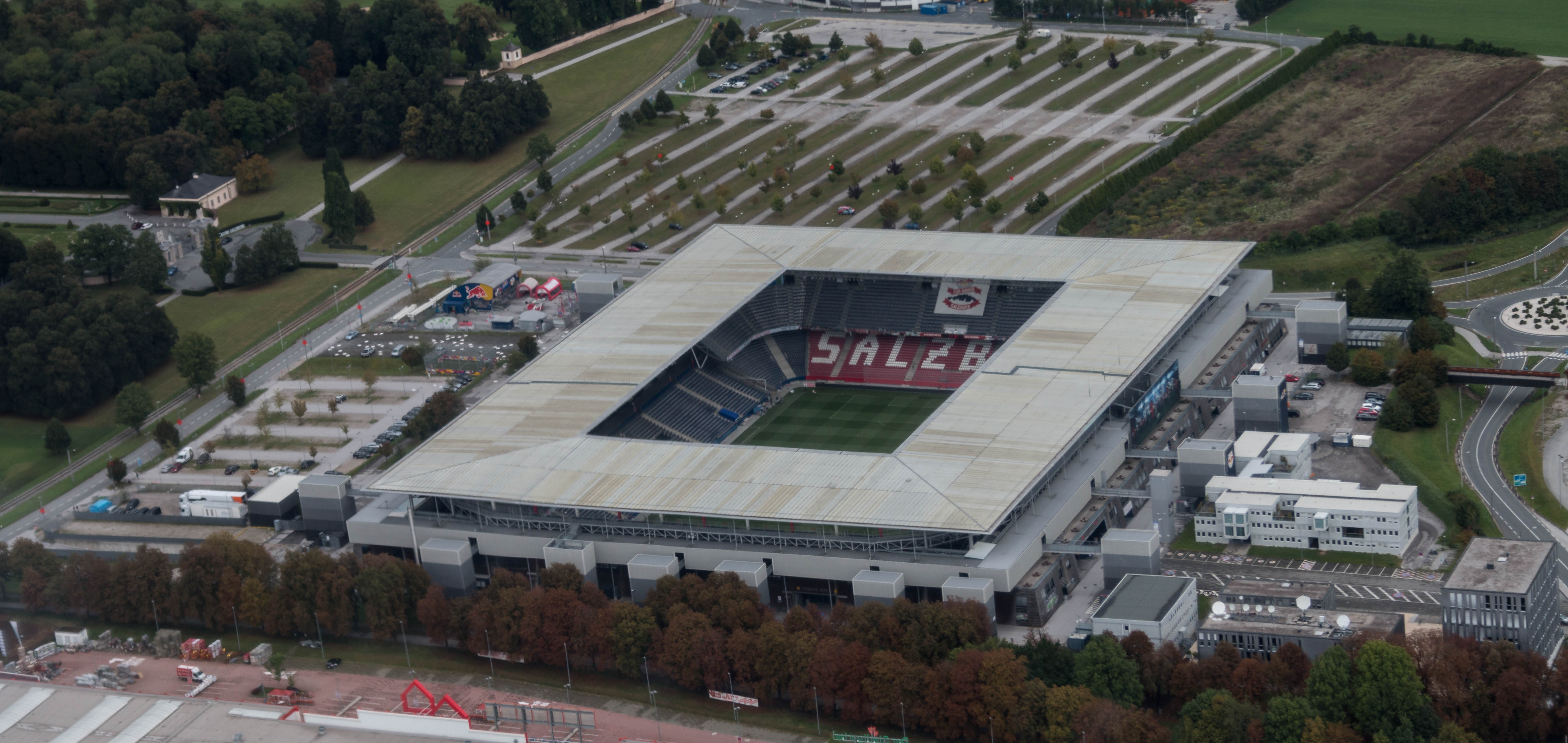
Luftaufnahme des Stadions Wals-Siezenheim

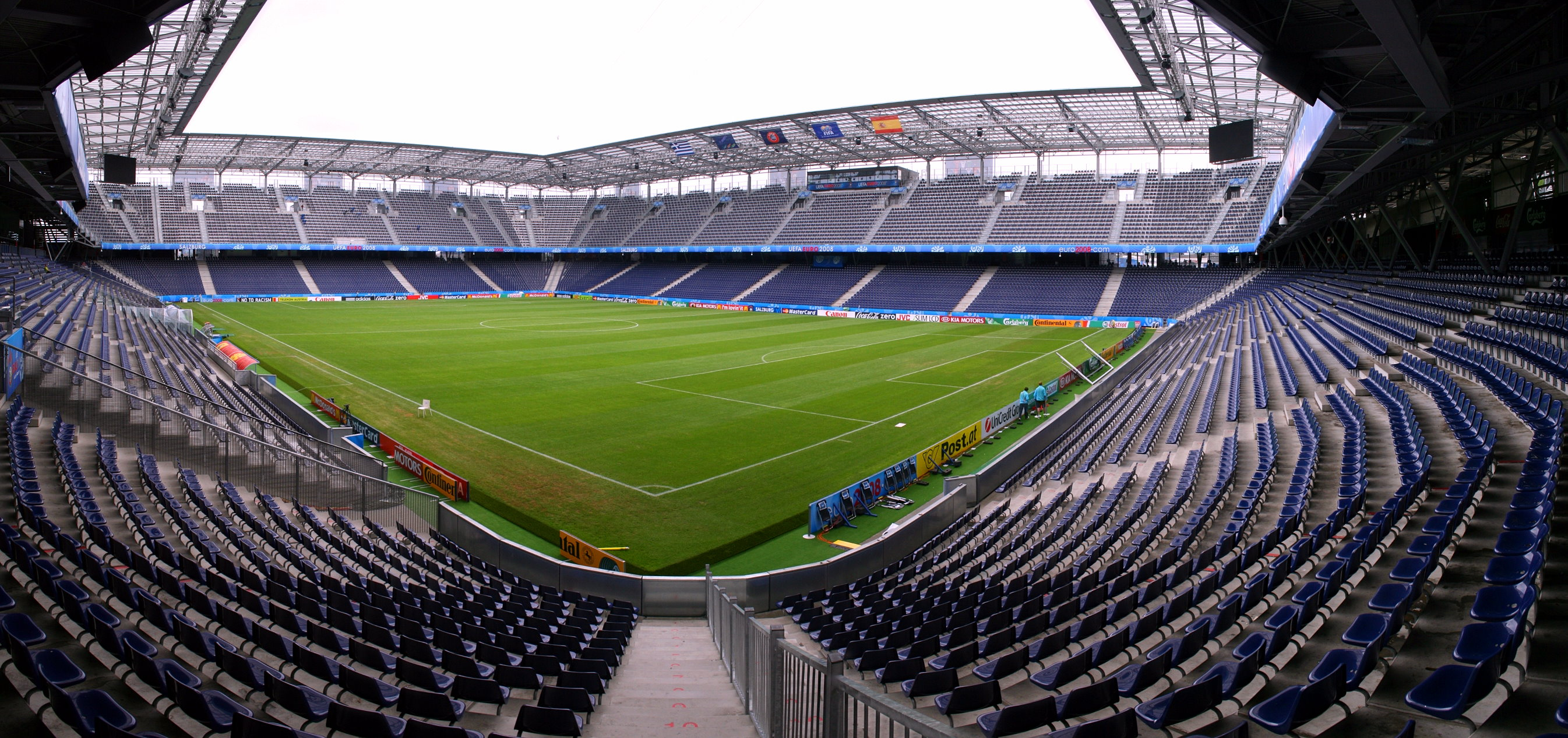
Die Red Bull Arena zur Europameisterschaft 2008

Nach der Fusion der beiden Salzburger Vereine FC Rapid und FC Hertha wurde bis 1944 auf dem Sportplatz des FC Rapid gespielt. Nachdem im Zweiten Weltkrieg der Platz von Bomben zerstört worden war, zog der Verein nach Parsch in den Volksgarten auf den ATSV Platz, ehe man 1947 auf den Austria Sportplatz Lehen zog. Dieser Sportplatz wurde in unmittelbarer Nähe zum alten FC Rapid Platz in Lehen erbaut. Als 1969 die Bauarbeiten für das Lehener Stadion begannen, wich man bis zur Eröffnung im Jahr 1971 auf den ASV-Platz in Itzling aus. Nach 32 Jahren, 586 Erstligaspielen (295 Siege, 154 Unentschieden, 137 Niederlagen) und einem Zuschauerschnitt von 7.428 pro Spiel, zog man im März 2003 nach Wals-Siezenheim in das EM-Stadion Salzburg.
Für viele internationale Heimspiele wich man zwischen 1991 und 2004 auf das Wiener Ernst-Happel-Stadion und auf die Linzer Gugl aus, da das Lehener Stadion für internationale Spiele nur auf 5.300 Zuschauer zugelassen war und der Kunstrasen im EM-Stadion Salzburg nicht von der UEFA genehmigt wurde. Heimspiele im Intertoto-Cup wurden auch in kleineren Orten wie Trimmelkam, Altheim oder Seekirchen absolviert.
- Alter Austria Platz Lehen (FC Rapid Platz, 1933–1944)
- Sportanlage Franz-Josefs-Park (ATSV Platz, 1945–1946)
- Austria Sportplatz Lehen (Lehener G’stättn oder Alt-Lehen, 1947–1969)
- Sportstadion Itzling (ASV-Platz, 1969–1971)
- Lehener Stadion (1971–2003, abgerissen im Jänner 2006)
- Red Bull Arena (EM-Stadion Salzburg oder Stadion Wals-Siezenheim, seit März 2003)

## Vereinsstruktur

### Vorstand
- Harald Lürzer (Vorsitzender)
- Franz Rauch
- Herbert Resch

### Ehrenpräsident
- Rudolf Quehenberger

### Geschäftsstelle
| Nat.        | Name               | Funktion              |
| ----------- | ------------------ | --------------------- |
| Osterreich  | Stephan Reiter     | Geschäftsführer       |
| Deutschland | Rouven Schröder    | Geschäftsführer Sport |
| Deutschland | Mark Lang          | Teammanager           |
| Osterreich  | Martin Hohenwarter | Stadionmanager        |
| Osterreich  | Christian Kircher  | Medienmanager         |

## Erste Mannschaft

### Trainerstab
Stand: 1. Juli 2025
| Funktion        | Name                 | Geburtsdatum | Nationalität | beim Verein seit | letzter Verein              |
| --------------- | -------------------- | ------------ | ------------ | ---------------- | --------------------------- |
| Trainer         | Thomas Letsch        | 26.08.1968   | Deutschland  | 12/2024          | VfL Bochum                  |
| Co-Trainer      | Kai Hesse            | 20.06.1985   | Deutschland  | 12/2024          | Arminia Bielefeld           |
| Co-Trainer      | Jens Wissing         | 02.01.1988   | Deutschland  | 06/2025          | Benfica Lissabon            |
| Torwart-Trainer | David Schartner      | 07.09.1988   | Osterreich   | 07/2024          | AKA Salzburg                |
| Torwart-Trainer | Pedro Pereira        | 23.03.1986   | Portugal     | 07/2024          | al-Sadd Sports Club         |
| Athletiktrainer | Sebastian Kirchner   | 06.11.1979   | Osterreich   | 07/2019          | FC St. Ulrich am Pillersee  |
| Athletiktrainer | Adrián Jiménez Leiva | 22.10.1992   | Spanien      | 07/2025          | Borussia Mönchengladbach II |

### Aktueller Kader
Stand: 19. August 2025
| Rücken- nummer | Name                    | Geburtsdatum | Nationalität            | beim Verein seit | letzter Verein           |
| Tor            | Tor                     | Tor          | Tor                     | Tor              | Tor                      |
| -------------- | ----------------------- | ------------ | ----------------------- | ---------------- | ------------------------ |
| 01             | Alexander Schlager      | 01.02.1996   | Osterreich              | 07/2023          | LASK                     |
| 52             | Christian Zawieschitzky | 02.05.2007   | Osterreich              | 11/2024          | FC Liefering             |
| 92             | Salko Hamzić            | 17.09.2006   | Osterreich              | 07/2024          | FC Liefering             |
| Verteidigung   |                         |              |                         |                  |                          |
| 02             | Jacob Rasmussen         | 28.05.1997   | Danemark                | 06/2025          | Brøndby IF               |
| 03             | Aleksa Terzić           | 17.08.1999   | Serbien                 | 07/2023          | AC Florenz               |
| 13             | Frans Krätzig           | 14.01.2003   | Deutschland             | 06/2025          | FC Bayern München        |
| 22             | Stefan Lainer           | 27.08.1992   | Osterreich              | 06/2025          | Borussia Mönchengladbach |
| 23             | Joane Gadou             | 17.01.2007   | Frankreich              | 09/2024          | Paris Saint-Germain      |
| 36             | John Mellberg           | 30.07.2006   | Schweden                | 08/2024          | FC Liefering             |
| 37             | Tim Trummer             | 10.11.2005   | Osterreich              | 01/2025          | FC Liefering             |
| 44             | Jannik Schuster         | 16.05.2006   | Osterreich              | 05/2025          | FC Liefering             |
| 91             | Anrie Chase             | 24.03.2004   | Japan                   | 08/2025          | VfB Stuttgart            |
|                | Kamil Piątkowski        | 21.06.2000   | Polen                   | 07/2021          | Raków Częstochowa        |
| Mittelfeld     |                         |              |                         |                  |                          |
| 05             | Soumaïla Diabaté        | 22.11.2004   | Mali                    | 06/2025          | FC Liefering             |
| 08             | Sōta Kitano             | 13.08.2004   | Japan                   | 06/2025          | Cerezo Osaka             |
| 14             | Maurits Kjærgaard       | 26.06.2003   | Danemark                | 02/2021          | FC Liefering             |
| 15             | Mamady Diambou          | 11.11.2002   | Mali                    | 07/2021          | FC Liefering             |
| 16             | Takumu Kawamura         | 28.08.1999   | Japan                   | 07/2024          | Sanfrecce Hiroshima      |
| 18             | Mads Bidstrup           | 25.02.2001   | Danemark                | 07/2023          | FC Brentford             |
| 27             | Kerim Alajbegović       | 21.09.2007   | Bosnien und Herzegowina | 07/2025          | Bayer 04 Leverkusen      |
| 38             | Valentin Sulzbacher     | 11.03.2005   | Osterreich              | 04/2025          | FC Liefering             |
| 49             | Moussa Kounfolo Yeo     | 01.06.2004   | Mali                    | 04/2023          | FC Liefering             |
|                | Lucas Gourna-Douath     | 05.08.2003   | Frankreich              | 07/2022          | AS Saint-Étienne         |
|                | Justin Omoregie         | 21.09.2003   | Osterreich              | 07/2022          | FC Liefering             |
| Sturm          |                         |              |                         |                  |                          |
| 09             | Karim Onisiwo           | 17.03.1992   | Osterreich              | 01/2025          | 1. FSV Mainz 05          |
| 11             | Yorbe Vertessen         | 08.01.2001   | Belgien                 | 02/2025          | 1. FC Union Berlin       |
| 19             | Karim Konaté            | 21.03.2004   | Elfenbeinküste          | 01/2023          | FC Liefering             |
| 20             | Edmund Baidoo           | 30.01.2006   | Ghana                   | 08/2024          | Sogndal Fotball          |
| 21             | Petar Ratkov            | 18.08.2003   | Serbien                 | 07/2023          | FK TSC                   |
| 28             | Adam Daghim             | 28.09.2005   | Danemark                | 02/2024          | FC Liefering             |
| 43             | Enrique Aguilar FCL     | 27.01.2007   | Schweiz                 | 06/2025          | FC Liefering             |

### Transfers
Stand: 19. August 2025
| Zugänge: | Abgänge: |
| Sommer 2025 | Sommer 2025 |
| --- | --- |
| - Kerim Alajbegović (Bayer 04 Leverkusen) - Anrie Chase (VfB Stuttgart) - Frans Krätzig (FC Bayern München) - Stefan Lainer (Borussia Mönchengladbach) - Sōta Kitano (Cerezo Osaka) - Jacob Rasmussen (Brøndby IF) - Soumaïla Diabaté (FC Blau-Weiß Linz, Leih-Ende) - Lucas Gourna-Douath (AS Rom, Leih-Ende) - Jonas Krumrey (Lyngby BK, Leih-Ende) - Justin Omoregie (TSV Hartberg, Leih-Ende) - Kamil Piątkowski (Kasımpaşa Istanbul, Leih-Ende) | - Samson Baidoo (RC Lens) - Hendry Blank (Hannover 96, Leihe) - Nicolás Capaldo (Hamburger SV) - Bobby Clark (Derby County, Leihe) - Oscar Gloukh (Ajax Amsterdam) - Jonas Krumrey (Holstein Kiel) - Leandro Morgalla (VfL Bochum, Leihe) - Dorgeles Nene (Fenerbahçe Istanbul) - Daouda Guindo (vereinslos) - Janis Blaswich (RB Leipzig, Leih-Ende) - Maximiliano Caufriez (Clermont Foot, Leih-Ende) |

## Erfolge und Statistiken

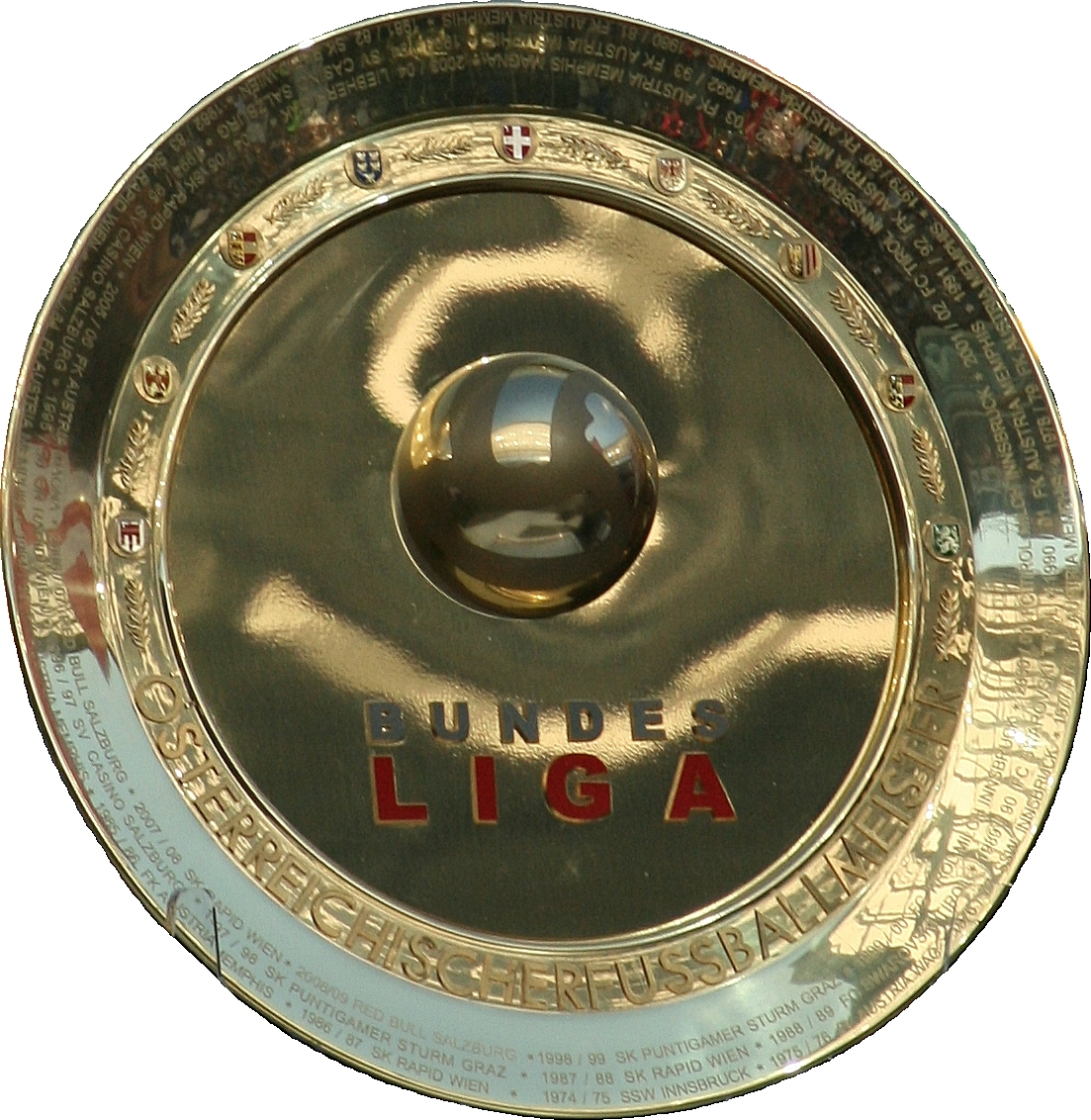
Bereits 17 Mal durfte Salzburg über den Österreichischen Meistertitel jubeln.

### International
- UEFA Champions League
  - Teilnahme an der Gruppenphase bzw. ab 2024/25 Ligaphase (7): 1994/95, 2019/20, 2020/21, 2021/22, 2022/23, 2023/24, 2024/25
  - Achtelfinale (1): 2022
- UEFA-Cup / UEFA Europa League
  - Finalist (1): 1994
  - Halbfinale (1): 2018
- Intertoto-Cup
  - Sieger (3): 1970, 1971, 1991
- Mitropa-Cup
  - Finalist (1): 1971

Siehe auch die Europapokalstatistik.

#### FC Salzburg (U19)
- UEFA Youth League
  - Sieger (1): 2017
  - Finalist (1): 2022
  - Halbfinale (2): 2020, 2025
- Auszeichnungen
  - VdF-Mannschaft des Jahres (Bruno) (1): 2017

### National
- Österreichische Meisterschaft
  - Meister (17): 1994, 1995, 1997, 2007, 2009, 2010, 2012, 2014, 2015, 2016, 2017, 2018, 2019, 2020, 2021, 2022, 2023
  - Vizemeister (9): 1971, 1992, 1993, 2006, 2008, 2011, 2013, 2024, 2025
- ÖFB-Cup
  - Sieger (9): 2012, 2014, 2015, 2016, 2017, 2019, 2020, 2021, 2022
  - Finalist (5): 1974, 1980, 1981, 2000, 2018
- Österreichischer Supercup
  - Sieger (3): 1994, 1995, 1997
- Sonstiges
  - Sieger des Wiener Stadthallenturniers (1): 1970
  - ÖFB-Hallen-Cup-Sieger (1): 1999
- Auszeichnungen
  - Österreichs Mannschaft des Jahres (6): 1994, 2018, 2019, 2020, 2021[73], 2022[74] (Rekord)
  - VdF-Mannschaft des Jahres (Bruno) (10): 1997, 2009, 2010, 2014, 2015, 2018, 2019, 2020, 2021, 2022 (Rekord)

### Regional
- Salzburger Landespokal
  - Sieger (2): 1937, 1959
  - Finalist (2): 1934, 1946

### Torschützen

#### Torschützenkönige
UEFA Europa League
- 2013/14:  Jonatan Soriano, 8 Tore
- 2014/15:  Alan, 8 Tore

Bundesliga
- 1993/94:  Nikola Jurčević und  Heimo Pfeifenberger, je 14 Tore
- 1998/99:  Edi Glieder, 22 Tore
- 2006/07:  Alexander Zickler, 22 Tore
- 2007/08:  Alexander Zickler, 16 Tore
- 2008/09:  Marc Janko, 39 Tore
- 2011/12:  Jakob Jantscher und  Stefan Maierhofer, je 14 Tore
- 2013/14:  Jonatan Soriano, 31 Tore
- 2014/15:  Jonatan Soriano, 31 Tore
- 2015/16:  Jonatan Soriano, 21 Tore
- 2017/18:  Munas Dabbur, 22 Tore
- 2018/19:  Munas Dabbur, 20 Tore
- 2020/21:  Patson Daka, 27 Tore
- 2021/22:  Karim Adeyemi, 19 Tore
- 2023/24:  Karim Konaté, 20 Tore

ÖFB-Cup
- 1996/97:  Tibor Jančula, 5 Tore
- 1998/99:  Edi Glieder, 3 Tore
- 2006/07:  David Witteveen, 6 Tore (für FC Red Bull Salzburg II)
- 2009/10:  Đorđe Rakić, 4 Tore
- 2013/14:  Alan, 6 Tore
- 2014/15:  Alan,  Marcel Sabitzer und  Jonatan Soriano, je 7 Tore
- 2015/16:  Jonatan Soriano, 10 Tore
- 2021/22:  Benjamin Šeško, 5 Tore

#### Beste Torschützen nach Saison seit 2005
| Beste Torschützen nach Saison seit 2005 |                   |    |     |    |        |                                           |
| Saison                                  | Name              | BL | Cup | EC | Gesamt | Zusatzinformation                         |
| 2005/06                                 | Marc Janko        | 11 | 0   | 0  | 11     |                                           |
| 2006/07                                 | Alexander Zickler | 22 | 2   | 2  | 26     | Torschützenkönig BL                       |
| 2007/08                                 | Alexander Zickler | 16 | 0   | 1  | 17     | Torschützenkönig BL                       |
| 2008/09                                 | Marc Janko        | 39 | 1   | 2  | 42     | Torschützenkönig BL                       |
| 2009/10                                 | Marc Janko        | 18 | 0   | 4  | 22     |                                           |
| 2010/11                                 | Roman Wallner     | 18 | 2   | 2  | 22     |                                           |
| 2011/12                                 | Jakob Jantscher   | 14 | 1   | 3  | 18     | Torschützenkönig BL                       |
| 2012/13                                 | Jonatan Soriano   | 26 | 3   | 0  | 29     |                                           |
| 2013/14                                 | Jonatan Soriano   | 31 | 5   | 12 | 48     | Torschützenkönig EL, Torschützenkönig BL  |
| 2014/15                                 | Jonatan Soriano   | 31 | 7   | 8  | 46     | Torschützenkönig BL, Torschützenkönig Cup |
| 2015/16                                 | Jonatan Soriano   | 21 | 10  | 1  | 32     | Torschützenkönig BL, Torschützenkönig Cup |
| 2016/17                                 | Hwang Hee-chan    | 12 | 2   | 2  | 16     |                                           |
| 2017/18                                 | Munas Dabbur      | 22 | 0   | 7  | 29     | Torschützenkönig BL                       |
| 2018/19                                 | Munas Dabbur      | 20 | 5   | 12 | 37     | Torschützenkönig BL                       |
| 2019/20                                 | Patson Daka       | 17 | 1   | 10 | 19     |                                           |
| 2020/21                                 | Patson Daka       | 27 | 5   | 2  | 34     | Torschützenkönig BL                       |
| 2021/22                                 | Karim Adeyemi     | 19 | 0   | 4  | 23     | Torschützenkönig BL                       |
| 2022/23                                 | Benjamin Šeško    | 16 | 2   | 0  | 18     |                                           |
| 2023/24                                 | Karim Konaté      | 20 | 2   | 0  | 22     | Torschützenkönig BL                       |

(Stand: nach der Saison 2023/24; BL=Bundesliga, Cup=ÖFB-Cup, EC=Champions League/Europa League, inkl. Qualifikation)

### Statistiken und Rekorde

#### Spieler mit den meisten Toren
| #  | Name                | Liga | Europa | Pokal | Sonstige | Gesamt |
| -- | ------------------- | ---- | ------ | ----- | -------- | ------ |
| 01 | Jonathan Soriano    | 120  | 25     | 270   | 0        | 172    |
| 02 | Heimo Pfeifenberger | 750  | 4      | 11    | 15       | 1050   |
| 03 | Alan                | 590  | 190    | 150   | 0        | 930    |
| 04 | Marc Janko          | 75   | 70     | 1     | 0        | 83     |
| 05 | Munas Dabbur        | 44   | 20     | 8     | 0        | 72     |
| 06 | Edi Glieder         | 50   | 3      | 80    | 5        | 66     |
| 0  | Hermann Stadler     | 380  | 90     | 2     | 17       | 66     |
| 08 | Patson Daka         | 510  | 5      | 9     | 0        | 65     |
| 0  | Alexander Zickler   | 56   | 70     | 20    | 0        | 650    |
| 10 | Takumi Minamino     | 42   | 110    | 110   | 0        | 64     |

(Stand: Mai 2021; Liga=Bundesliga, Pokal=ÖFB-Cup, Europa=Champions League/Europa League/UEFA-Cup Quali & Bewerb)

#### Spieler mit den meisten Einsätzen
| #  | Name                 | Liga | Europa | Pokal | Sonstige | Gesamt |
| -- | -------------------- | ---- | ------ | ----- | -------- | ------ |
| 01 | Andreas Ulmer        | 343  | 117    | 45    | 0        | 505    |
| 02 | Thomas Winklhofer    | 370  | 18     | 23    | 20       | 431    |
| 03 | Hermann Stadler      | 322  | 18     | 01    | 19       | 360    |
| 04 | Christoph Leitgeb    | 229  | 73     | 24    | 0        | 326    |
| 05 | Leo Lainer           | 280  | 22     | 03    | 17       | 322    |
| 06 | Heiko Laessig        | 268  | 02     | 27    | 16       | 313    |
| 07 | Rene Aufhauser       | 259  | 15     | 21    | 11       | 306    |
| 08 | Franz Bacher         | 272  | 04     | 0     | 11       | 287    |
| 09 | Hannes Winklbauer    | 259  | 05     | 0     | 14       | 278    |
| 10 | Heimo Pfeiffenberger | 228  | 23     | 10    | 19       | 270    |

(Stand: Saisonende 2018/19; Liga=Bundesliga, Pokal=ÖFB-Cup, Europa=Champions League/Europa League/UEFA-Cup Quali & Bewerb)

### Die Meisterkader des Vereins
| 1993/94 | - Torhüter: Otto Konrad (36 Spiele/0 Tore), Herbert Ilsanker (0/0), - Verteidiger: Leopold Lainer (31/3), Heribert Weber (29/0), Christian Fürstaller (28/0), Kurt Garger (27/0), Wolfgang Feiersinger (25/0), Thomas Winklhofer (25/0), Christian Kraiger (3/0), - Mittelfeldspieler: Damir Mužek (34/3), Nikola Jurčević (33/14), Peter Artner (30/4), Adi Hütter (28/3), Franz Aigner (22/2), Martin Amerhauser (19/3), Marquinho (11/3), Andreas Reisinger (10/0), Michael Steiner (8/0), - Stürmer: Heimo Pfeifenberger (31/14), Hermann Stadler (30/6), Herfried Sabitzer (13/1), Otari Korgalidze (3/0), - Sportliche Leitung: Otto Barić (Trainer), Srećko Kurbaša (Co-Trainer), Herbert Rettensteiner (Tormanntrainer) |  |
| 1994/95 | - Torhüter: Otto Konrad (34 Spiele/1 Tor), Herbert Ilsanker (2/0), - Verteidiger: Leopold Lainer (34/1), Thomas Winklhofer (31/2), Christian Fürstaller (28/0), Martin Hiden (27/1), Wolfgang Feiersinger (25/1), Arnold Freisegger (11/0), Klaus Dietrich (2/0), - Mittelfeldspieler: Mladen Mladenović (31/6), Adi Hütter (28/2), Peter Artner (25/2), Nikola Jurčević (24/3), Franz Aigner (22/0), Martin Amerhauser (3/0), Dean Računica (3/0), Helmut Rottensteiner (1/0), Gerhard Struber (1/0), - Stürmer: Tomislav Kocijan (34/4), Hermann Stadler (28/0), Heimo Pfeifenberger (27/11), Ralph Hasenhüttl (21/8), Edi Glieder (20/3), - Sportliche Leitung: Otto Barić (Trainer), Srećko Kurbaša (Co-Trainer), Herbert Rettensteiner (Tormanntrainer) |  |
| 1996/97 | - Torhüter: Otto Konrad (18 Spiele/0 Tore), Oleg Suslow (13/0), Herbert Ilsanker (5/0), - Verteidiger: Walter Kogler (35/2), Roman Szewczyk (33/3), Thomas Winklhofer (31/2) Heiko Laeßig (20/1), Robert Ibertsberger (19/3), Gernot Plassnegger (16/2), Leopold Lainer (6/0), Wolfgang Feiersinger (4/1), - Mittelfeldspieler: Walter Hörmann (32/1), Martin Amerhauser (31/3), Adi Hütter (27/7), Franz Aigner (26/1), René Aufhauser (17/2), Dražen Besek (11/2), Gerhard Struber (9/0), Christian Prosenik (1/0), - Stürmer: Tomislav Kocijan (35/5), Edi Glieder (28/12), Tibor Jančula (23/2), László Klausz (20/5), Dean Računica (12/0), Bica (11/0), Sanel Kuljić (1/0), - Sportliche Leitung: Heribert Weber (Trainer), Srećko Kurbaša und Jaroslav Pollák (Co-Trainer), Herbert Rettensteiner (Tormanntrainer) |  |
| 2006/07 | - Torhüter: Timo Ochs (34 Spiele/0 Tore), Ramazan Özcan (2/0), Heinz-Dieter Arzberger (0/0), - Verteidiger: Milan Dudić (30/2), Thomas Linke (27/0), Jorge Vargas (26/0), Rémo Meyer (24/1), László Bodnár (19/0), Markus Steinhöfer (16/0), Alessandro dos Santos (9/0), Tsuneyasu Miyamoto (9/0), Thomas Winklhofer (7/0), Jürgen Pichorner (1/0), Aleksander Knavs (0/0) - Mittelfeldspieler: Johan Vonlanthen (35/5), René Aufhauser (30/9), Ezequiel Alejo Carboni (30/2), Patrik Ježek (29/7), Niko Kovač (29/6), Karel Piták (26/6), Vladimír Janočko (18/1), Christian Tiffert (18/1), Roland Kirchler (4/1), Andreas Ivanschitz (1/0) - Stürmer: Alexander Zickler (29/22), Vratislav Lokvenc (23/5), Marc Janko (8/2), Péter Orosz (5/1), Marko Vujić (1/0), - Sportliche Leitung: Giovanni Trapattoni (Trainer), Lothar Matthäus (Co-Trainer), Herbert Ilsanker (Tormanntrainer), Oliver Kreuzer (Sportdirektor) |  |
| 2008/09 | - Torhüter: Timo Ochs (15 Spiele/0 Tore), Heinz-Dieter Arzberger (13/0), Eddie Gustafsson (9/0), - Verteidiger: Ibrahim Sekagya (34/1), László Bodnár (28/2), Anis Boussaïdi (28/1), Barry Opdam (25/0), Ronald Gërçaliu (23/0), Andreas Ulmer (15/0), Rémo Meyer (10/0), Milan Dudić (9/1), Mejdi Traoui (2/0) - Mittelfeldspieler: Somen Tchoyi (32/6), Johan Vonlanthen (29/3), René Aufhauser (25/2), Karel Piták (16/4), Christoph Leitgeb (16/0), Patrik Ježek (15/2), Vladimír Janočko (14/5), Niko Kovač (12/0), Ernst Öbster (5/0), Saša Ilić (3/0), Stefan Ilsanker (0/0) - Stürmer: Marc Janko (34/39), Robin Nelisse (32/12), Louis Ngwat-Mahop (27/3), Alexander Zickler (24/5). - Sportliche Leitung: Co Adriaanse (Trainer), Michael Streiter und Luc Nijholt (Co-Trainer), Herbert Ilsanker (Tormanntrainer), Heinz Hochhauser (Sportdirektor) und Thomas Linke (Assistent des Sportdirektors). |  |
| 2009/10 | - Torhüter: Eddie Gustafsson (31 Spiele/0 Tore), Heinz-Dieter Arzberger (6/0), Wolfgang Schober (0/0), - Verteidiger: Andreas Ulmer (36/0), Christian Schwegler (35/1), Rabiu Afolabi (29/4), Ibrahim Sekagya (24/0), Barry Opdam (23/1), Milan Dudić (13/1), - Mittelfeldspieler: Somen Tchoyi (36/8), Dušan Švento (35/5), Christoph Leitgeb (33/5), Simon Cziommer (26/6), Franz Schiemer (25/2), Nikola Pokrivač (22/4), Admir Vladavić (15/1), Thomas Augustinussen (12/0), René Aufhauser (7/0), Patrik Ježek (6/0), Karel Piták (1/0), Christoph Kröpfl (1/0), Saša Ilić (1/0), - Stürmer: Marc Janko (34/18), Alexander Zickler (24/4), Roman Wallner (14/5), Robin Nelisse (8/1), Louis Ngwat-Mahop (2/0), Alexander Aschauer (1/0). - Sportliche Leitung: Huub Stevens (Trainer), Eddy Achterberg und Ton Lokhoff (Co-Trainer), Herbert Ilsanker (Tormanntrainer), Dietmar Beiersdorfer (Sportdirektor) und Thomas Linke (Assistent des Sportdirektors). |  |
| 2011/12 | - Torhüter: Alexander Walke (21 Spiele/0 Tore), Eddie Gustafsson (15/0), Niclas Heimann (0/0), - Verteidiger: Ibrahim Sekagya (26/1) , Christian Schwegler (22/0), Martin Hinteregger (21/0), Andreas Ulmer (20/1), Stefan Hierländer (20/0), Franz Schiemer (19/0), Petri Pasanen (18/0), Douglas (11/0), Jefferson (8/0), Chema Antón (4/0), - Mittelfeldspieler: Dušan Švento (31/3), Jakob Jantscher (27/14), Gonzalo Zárate (25/1), Christoph Leitgeb (23/2), Georg Teigl (23/2), Rasmus Lindgren (20/1), Simon Cziommer (18/0), David Mendes da Silva (16/1), Cristiano (15/3), Luigi Bruins (3/0), Daniel Offenbacher (2/0), Stefan Savic (2/0), Felix Adjei (1/0), Valentino Lazaro (0/0) - Stürmer: Leonardo Santiago (30/4), Stefan Maierhofer (29/14), Roman Wallner (14/3), Jonathan Soriano (11/3), Alan (5/3), Alex Rafael (1/0). - Sportliche Leitung: Ricardo Moniz (Trainer), Niko Kovač (Co-Trainer), Herbert Ilsanker (Tormanntrainer), Oliver Glasner (Sportlicher Koordinator). |  |
| 2013/14 | - Tor: Péter Gulácsi (31 Spiele/0 Tore), Alexander Walke (7/0), Eddie Gustafsson (1/0), - Abwehr: André Ramalho (33/5), Martin Hinteregger (32/2), Andreas Ulmer (30/2), Florian Klein (23/1), Christian Schwegler (19/0), Franz Schiemer (13/1), Rodnei (8/0), Georg Teigl (6/0), - Mittelfeld: Sadio Mané (33/13), Kevin Kampl (33/9), Valon Berisha (32/5), Stefan Ilsanker (32/4), Christoph Leitgeb (22/1), Dušan Švento (21/2), Stefan Hierländer (18/1), Marco Meilinger (18/0), Valentino Lazaro (11/2), Jakob Jantscher (5/3), - Sturm: Alan (29/26), Jonatan Soriano (28/31) , Robert Žulj (10/1), Håvard Nielsen (7/0), Yordy Reyna (4/0). - Sportliche Leitung: Roger Schmidt (Trainer), Oliver Glasner, Thomas Letsch (Co-Trainer), Herbert Ilsanker (Tormanntrainer), Ralf Rangnick (Sportdirektor). |  |
| 2014/15 | - Tor: Péter Gulácsi (34 Spiele/0 Tore), Alexander Walke (3/0), - Abwehr: André Ramalho (33/1), Martin Hinteregger (31/1), Christian Schwegler (21/2), Andreas Ulmer (21/2), Peter Ankersen (21/1), Benno Schmitz (21/0), Duje Ćaleta-Car (7/0), Franz Schiemer (6/1), Lukas Gugganig (1/0), Asger Sørensen (1/0), - Mittelfeld: Stefan Ilsanker (31/0), Naby Keïta (30/5), Valentino Lazaro (25/4), Massimo Bruno (24/6), Kevin Kampl (18/5), Christoph Leitgeb (18/0), Valon Berisha (14/4), Konrad Laimer (8/0), Felipe Pires (7/1), Sadio Mané (4/2), Ante Roguljić (1/0), - Sturm: Marcel Sabitzer (33/19), Jonatan Soriano (32/31) , Alan (16/9), Takumi Minamino (14/3), Marco Djuricin (13/2), Nils Quaschner (10/0), Smail Prevljak (1/0). - Sportliche Leitung: Adi Hütter (Trainer), Zsolt Lőw (Co-Trainer), Herbert Ilsanker (Tormanntrainer), Ralf Rangnick (Sportdirektor). |  |
| 2015/16 | - Tor: Alexander Walke (31 Spiele/0 Tore), Cican Stankovic (5/0), Airton (0/0), Lawrence Ati Zigi (0/0). - Abwehr: Andreas Ulmer (34/2), Duje Ćaleta-Car (31/2), Paulo Miranda (30/2), Christian Schwegler (25/1), Benno Schmitz (24/0), Stefan Lainer (21/1), Martin Hinteregger (8/0), Asger Sörensen (2/0), Dayot Upamecano (2/0). - Mittelfeld: Valon Berisha (33/5), Naby Keïta (29/12), Konrad Laimer (18/1), Valentino Lazaro (17/2), Yasin Pehlivan (16/0), Bernardo (13/0), Hany Mukhtar (13/1), David Atanga (5/0), Christoph Leitgeb (3/0), Felipe Pires (2/0), Xaver Schlager (1/0). - Sturm: Takumi Minamino (32/10), Jonatan Soriano (27/21), Omer Damari (16/4), Yordy Reyna (16/2), Hee-Chan Hwang (13/0), Dimitri Oberlin (12/3), Håvard Nielsen (8/0), Smail Prevljak (7/1), Marco Djuricin (3/0). - Sportliche Leitung: Peter Zeidler (Trainer bis 3. Dezember 2015), Thomas Letsch (Interimstrainer von 3. bis 14. Dezember 2015), Óscar García (Trainer ab 28. Dezember 2015), Gerhard Struber (Co-Trainer), Richard Kitzbichler (Co-Trainer), René Aufhauser (Co-Trainer ab 3. Dezember 2015), Rubén Martinez (Co-Trainer ab 28. Dezember 2015), Herbert Ilsanker (Tormanntrainer), Christoph Freund (Sportdirektor).                                                                                             |  |
| 2016/17 | - Tor: Alexander Walke (34 Spiele/0 Tore), Cican Stankovic (2/0), Airton Moraes Michellon (0/0). - Abwehr: Stefan Lainer (31/6), Andreas Ulmer (30/4), Paulo Miranda (27/2), Duje Ćaleta-Car (18/0), Andre Wisdom (16/0), Dayot Upamecano (15/0), Christian Schwegler (13/0), Stefan Stangl (6/0), Martin Hinteregger (5/0), Bernardo (3/1), Igor (1/0), Luan Leite da Silva (0/0), Asger Sørensen (0/0). - Mittelfeld: Valon Berisha (34/7), Konrad Laimer (31/3), Valentino Lazaro (29/3), Diadie Samassékou (27/0), Josip Radošević (20/3), Xaver Schlager (13/1), Christoph Leitgeb (8/0), Marc Rzatkowski (7/1), Amadou Haidara (5/1), Reinhold Yabo (2/0). - Sturm: Hee-Chan Hwang (26/12), Takumi Minamino (21/11), Wanderson (20/3), Munas Dabbur (15/2), Jonatan Soriano (13/8), Fredrik Gulbrandsen (9/2), Dimitri Oberlin (5/1), Hannes Wolf (3/0), Yordy Reyna (2/0), Mërgim Berisha (1/0), Smail Prevljak (0/0), Samuel Tetteh (0/0). - Sportliche Leitung: Óscar García (Cheftrainer), René Aufhauser (Co-Trainer), Rubén Martinez (Co-Trainer), Herbert Ilsanker (Tormanntrainer), Richard Kitzbichler (Videoanalyst), Christof Elser (Athletiktrainer), Enrique Sanz (Athletiktrainer), Ulf Häfelinger (Mentalcoach), Ralf Neumann (Rehabilitationstrainer), Mark Lang (Teammanager), Christoph Freund (Sportdirektor). |  |
| 2017/18 | - Tor: Alexander Walke (26 Spiele/0 Tore), Cican Stankovic (9/0), Carlos Miguel Coronel (1/0), Bartłomiej Żynel (0/0). - Abwehr: Stefan Lainer (33/1), Duje Ćaleta-Car (28/2), Andreas Ulmer (26/3), Jérôme Onguéné (17/4), Patrick Farkas (16/1), Marin Pongračić (16/0), Paulo Miranda (10/0), André Ramalho (8/2), Stefan Stangl (2/0), Igor (1/0), Luca Meisl (1/0), Gideon Mensah (0/0), Mahamadou Dembélé (0/0). - Mittelfeld: Amadou Haidara (31/3), Diadie Samassékou (29/0), Hannes Wolf (27/8), Xaver Schlager (25/1), Valon Berisha (24/4), Reinhold Yabo (24/2), Christoph Leitgeb (12/0), Enock Mwepu (8/1), Marc Rzatkowski (5/1), Romano Schmid (1/0), Dominik Szoboszlai (1/0). - Sturm: Munas Dabbur (32/22), Fredrik Gulbrandsen (31/11), Takumi Minamino (28/7), Hee-Chan Hwang (20/5), Patson Daka (8/0), David Atanga (1/0), Samuel Tetteh (0/0). - Sportliche Leitung: Marco Rose (Cheftrainer), René Aufhauser (Co-Trainer), Alexander Zickler (Co-Trainer), Rene Maric (Co-Trainer), Herbert Ilsanker (Tormanntrainer), Patrick Eibenberger (Athletiktrainer), Rainer Sonnberger (Videoanalyst), Mark Lang (Teammanager), Christoph Freund (Sportdirektor). |  |
| 2018/19 | - Tor: Cican Stankovic (28 Spiele/0 Tore), Alexander Walke (4/0), Carlos Miguel Coronel (0/0), Philipp Köhn (0/0). - Abwehr: Andreas Ulmer (28/0), André Ramalho (27/1), Stefan Lainer (25/1), Marin Pongračić (14/0), Jérôme Onguéné (13/3), Darko Todorović (12/0), Albert Vallci (10/1), Jasper van der Werff (4/0), Patrick Farkas (3/0), Kilian Ludewig (0/0), Mahamadou Dembélé (0/0). - Mittelfeld: Diadie Samassékou (26/1), Xaver Schlager (26/5), Hannes Wolf (22/8), Zlatko Junuzović (21/4), Enock Mwepu (19/1), Dominik Szoboszlai (16/3), Amadou Haidara (12/2), Reinhold Yabo (9/1), Christoph Leitgeb (5/0), Antoine Bernede (3/0), Youba Diarra (0/0), Masaya Okugawa (0/0). - Sturm: Munas Dabbur (29/20), Takumi Minamino (27/6), Smail Prevljak (23/10), Fredrik Gulbrandsen (23/7), Patson Daka (15/3), Erling Haaland (2/1), Hee-Chan Hwang (0/0). - Trainerteam: Marco Rose (Cheftrainer), René Aufhauser (Co-Trainer), Alexander Zickler (Co-Trainer), Rene Maric (Co-Trainer), Herbert Ilsanker (Tormanntrainer), Patrick Eibenberger (Athletiktrainer). |  |
| 2019/20 | - Torhüter:33 Alexander Walke,1 Cican Stankovic, 23 Philipp Köhn, 31 Carlos Coronel - Verteidiger: 6 Jérôme Onguéné, 17 Andreas Ulmer, 25 Patrick Farkas, 15 André Ramalho, 43 Rasmus Kristensen, 5 Albert Vallci, 39 Maximilian Wöber - Mittelfeld: 4 Majeed Ashimeru, 45 Enock Mwepu, 16 Zlatko Junuzović, 14 Dominik Szoboszlai, 28 Antoine Bernede, 19 Mohamed Camara, 37 Masaya Okugawa, 77 Noah Okafor - Stürmer: 20 Patson Daka, 9 Hee-Chan Hwang, 7 Sékou Koïta, 8 Mërgim Berisha, 27 Karim Adeyemi - Sportliche Leitung: Jesse Marsch (Trainer), René Aufhauser (Co-Trainer), Franz Schiemer (Co-Trainer), Herbert Ilsanker (Tormann-Trainer) |  |
| 2020/21 | - Torhüter:33 Alexander Walke,1 Cican Stankovic, 23 Nico Mantl - Verteidiger: 95 Bernardo, 17 Andreas Ulmer, 25 Patrick Farkas, 15 André Ramalho, 43 Rasmus Kristensen, 5 Albert Vallci, 39 Maximilian Wöber, 22 Oumar Solet, 70 Amar Dedić - Mittelfeld: 45 Enock Mwepu, 16 Zlatko Junuzović, 21 Luka Sučić 28 Antoine Bernede, 19 Mohamed Camara, 77 Noah Okafor, 13 Nicolas Seiwald, 11 Brenden Aaronson - Stürmer: 20 Patson Daka, 7 Sékou Koïta, 8 Mërgim Berisha, 27 Karim Adeyemi - Sportliche Leitung: Jesse Marsch (Trainer), René Aufhauser, Franz Schiemer, (Co-Trainer), Herbert Ilsanker (Tormann-Trainer) |  |
| 2021/22 | - Torhüter: Alexander Walke (1/0), Philipp Köhn (28/0), Nico Mantl (3/0) - Verteidiger: Bernardo (19/0), Ignace Van der Brempt (6/0), Daouda Guindo (7/0), Rasmus Kristensen (29/7), Jérôme Onguéné (11/2), Kamil Piątkowski (13/0), Oumar Solet (22/1), Andreas Ulmer (27/1), Maximilian Wöber (22/4) - Mittelfeldspieler: Brenden Aaronson (26/4), Antoine Bernede (17/0), Mohamed Camara (25/1), Nicolás Capaldo (27/3), Mamady Diambou (8/0), Maurits Kjærgaard (17/2), Zlatko Junuzović (12/1), Nicolas Seiwald (32/0), Luka Sučić (28/8), Samson Tijani (3/0) - Stürmer: Junior Adamu (30/7), Karim Adeyemi (29/19), Sékou Koïta (2/1), Noah Okafor (21/9), Benjamin Šeško (24/5), Roko Šimić (1/0) - Sportliche Leitung: Matthias Jaissle (Trainer), Alexander Hauser, Florens Koch, (Co-Trainer), Herbert Ilsanker (Tormann-Trainer) |  |
| 2022/23 | - Torhüter: Alexander Walke, Philipp Köhn, Adam Stejskal - Verteidiger: Ignace Van der Brempt, Bryan Okoh, Bernardo, Andreas Ulmer, Oumar Solet, Jerome Onguene, Samson Baidoo, Amar Dedic, Strahinja Pavlovic, Daouda Guindo - Mittelfeldspieler: Maurits Kjaergaard, Luka Sučić, Nicolas Seiwald, Dijon Kameri, Lucas Gourna-Douath, Justin Omoregie, Samson Tijani, Amankwah Forson, Oscar Gloukh - Stürmer: Sékou Koïta, Junior Adamu, Benjamin Sesko, Fernando, Karim Konate, Noah Okafor - Sportliche Leitung: Matthias Jaissle (Trainer), Alexander Hauser, Florens Koch, (Co-Trainer), Herbert Ilsanker (Tormann-Trainer) |  |

## Trainerhistorie

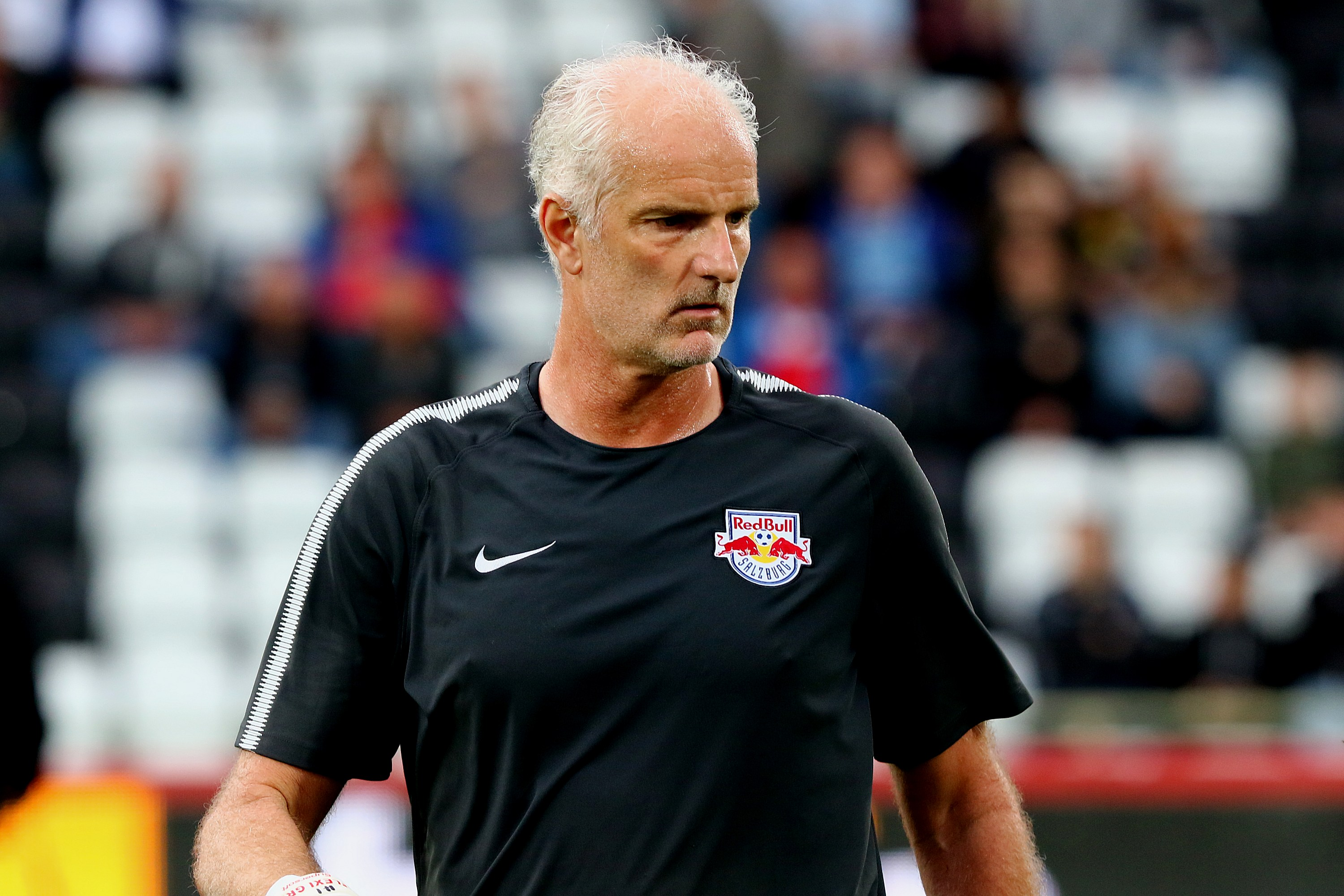
Herbert Ilsanker ist eine Salzburger Legende: Neun Meistertitel als Torwarttrainer und zwei Titel als Spieler

| - K. Bauer (1933–?) - Wache (1945) - Anton Janda (1946–?) - Ernst Schönfeld (1952) - Max Breitenfelder (1953) - Karl Sesta (1954–1955) - Josef Graf (1955) - Gyula Szomoray (1956–1957) - Günter Praschak (1957) - Franz Feldinger (1958) - Karl Humenberger (1959) - Erich Probst (1960) - Karl Vetter (1960–1961) - Ignác Molnár (1962–1963) - Günter Praschak (1965–1969) - Karl Schlechta (1969–1971) - Erich Hof (1971) - Michael Pfeiffer (1972) - Josip Šikić (1972–1973) - Günter Praschak (1973–1975) | - Alfred Günthner (1975) - Hans Reich (1976) - Günter Praschak (1977) - Alfred Günthner (1977–1980) - Rudolf Strittich (1980) - August Starek (1980–1981) - Joszef Obert (1981–1984) - Hannes Winklbauer (1984–1985) - Adolf Blutsch (1986) - Hannes Winklbauer (1986–1988) - Kurt Wiebach (1988–1991) - Otto Barić (1991–1995) - Hermann Stessl (1995–1996) - Heribert Weber (1996–1998) - Hans Krankl (1998–2000) - Miroslav Polák (2000) - Hans Backe (2000–2001) - Lars Søndergaard (2001–2003) - Peter Assion (2003) - Walter Hörmann (2004) | - Peter Assion (2004–2005) - Nikola Jurčević (2005) - Manfred Linzmaier (2005) - Kurt Jara (2005–2006) - Giovanni Trapattoni (2006–2008) - Co Adriaanse (2008–2009) - Huub Stevens (2009–2011) - Ricardo Moniz (2011–2012) - Roger Schmidt (2012–2014) - Adi Hütter (2014–2015) - Peter Zeidler (2015) - Thomas Letsch (2015, interim) - Óscar García (2016–2017) - Marco Rose (2017–2019) - Jesse Marsch (2019–2021) - Matthias Jaissle (2021–2023) - Gerhard Struber (2023–2024) - Onur Cinel (2024, interim) - Pepijn Lijnders (2024) |

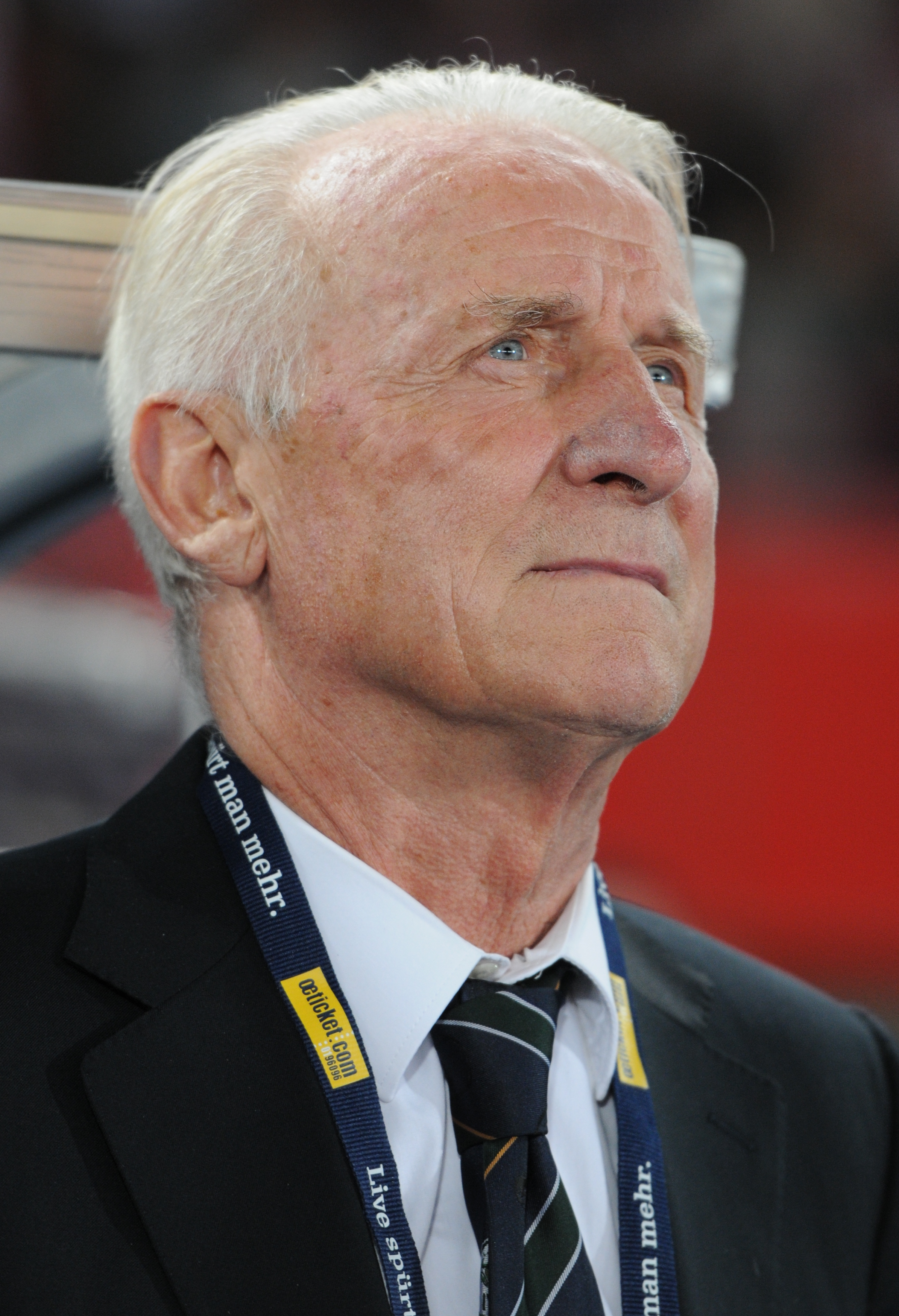
Giovanni Trapattoni
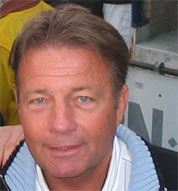
Co Adriaanse
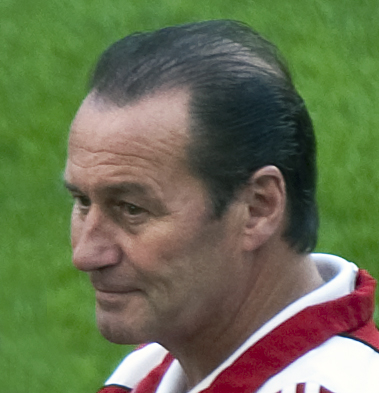
Huub Stevens
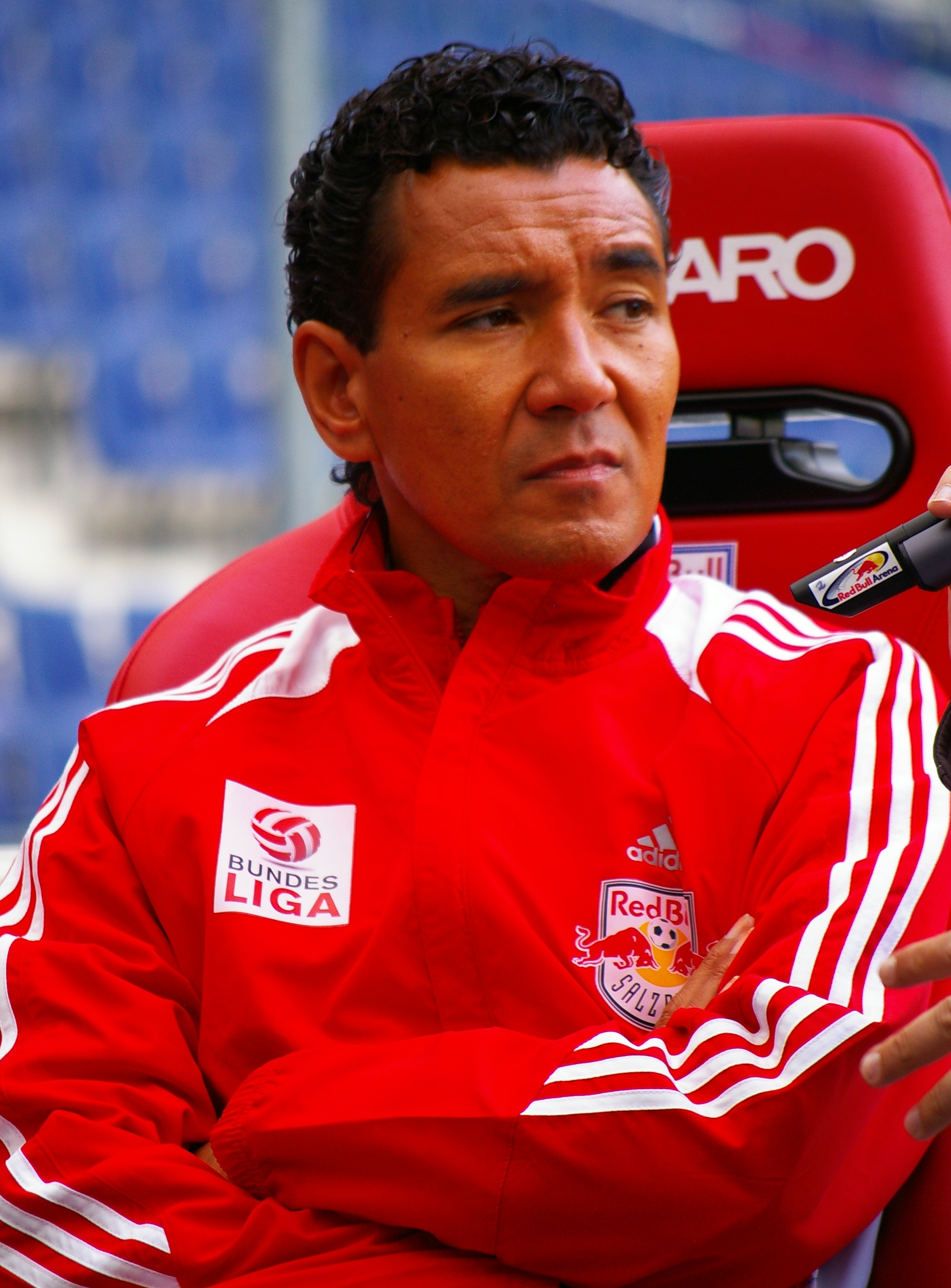
Ricardo Moniz
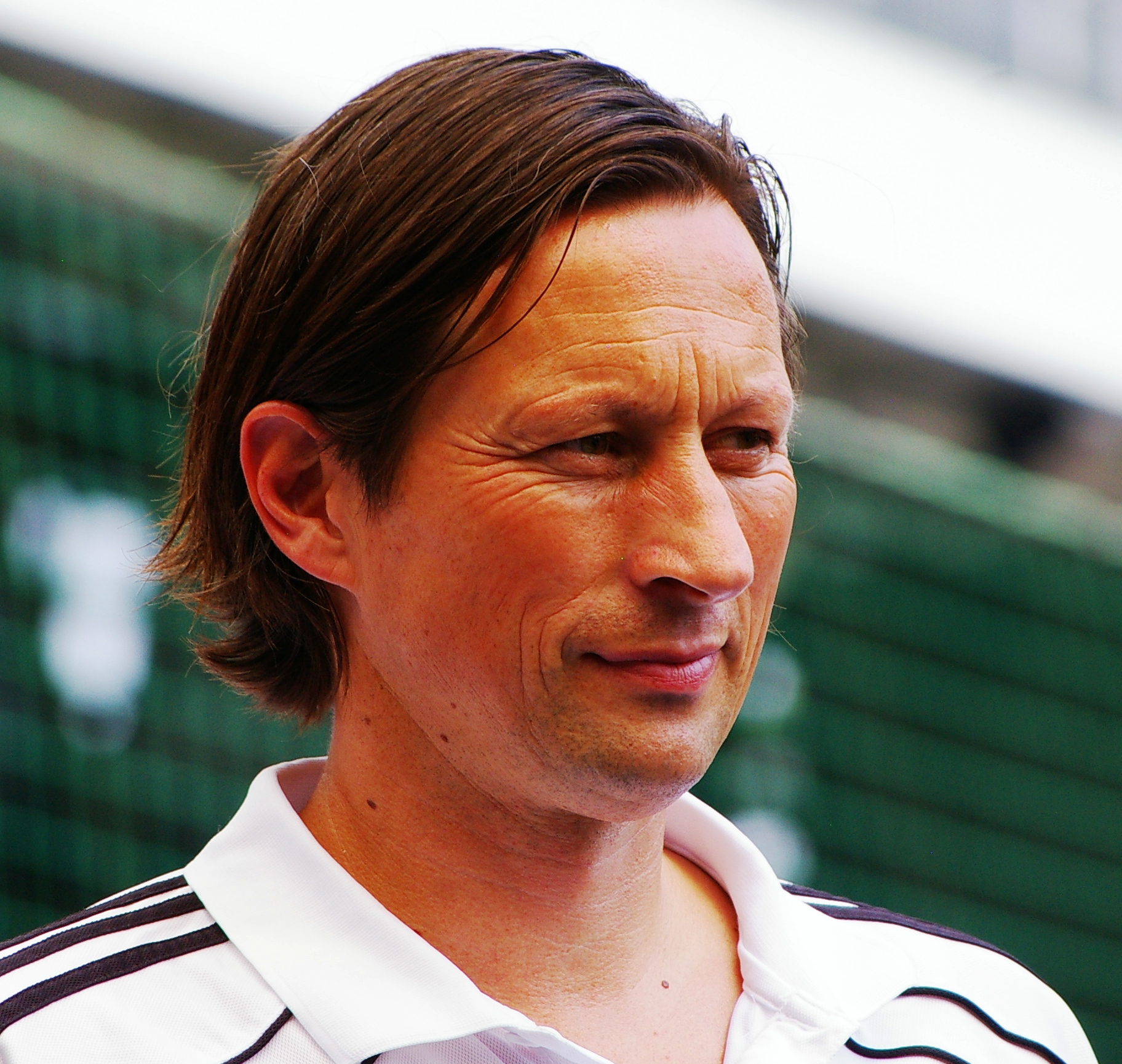
Roger Schmidt
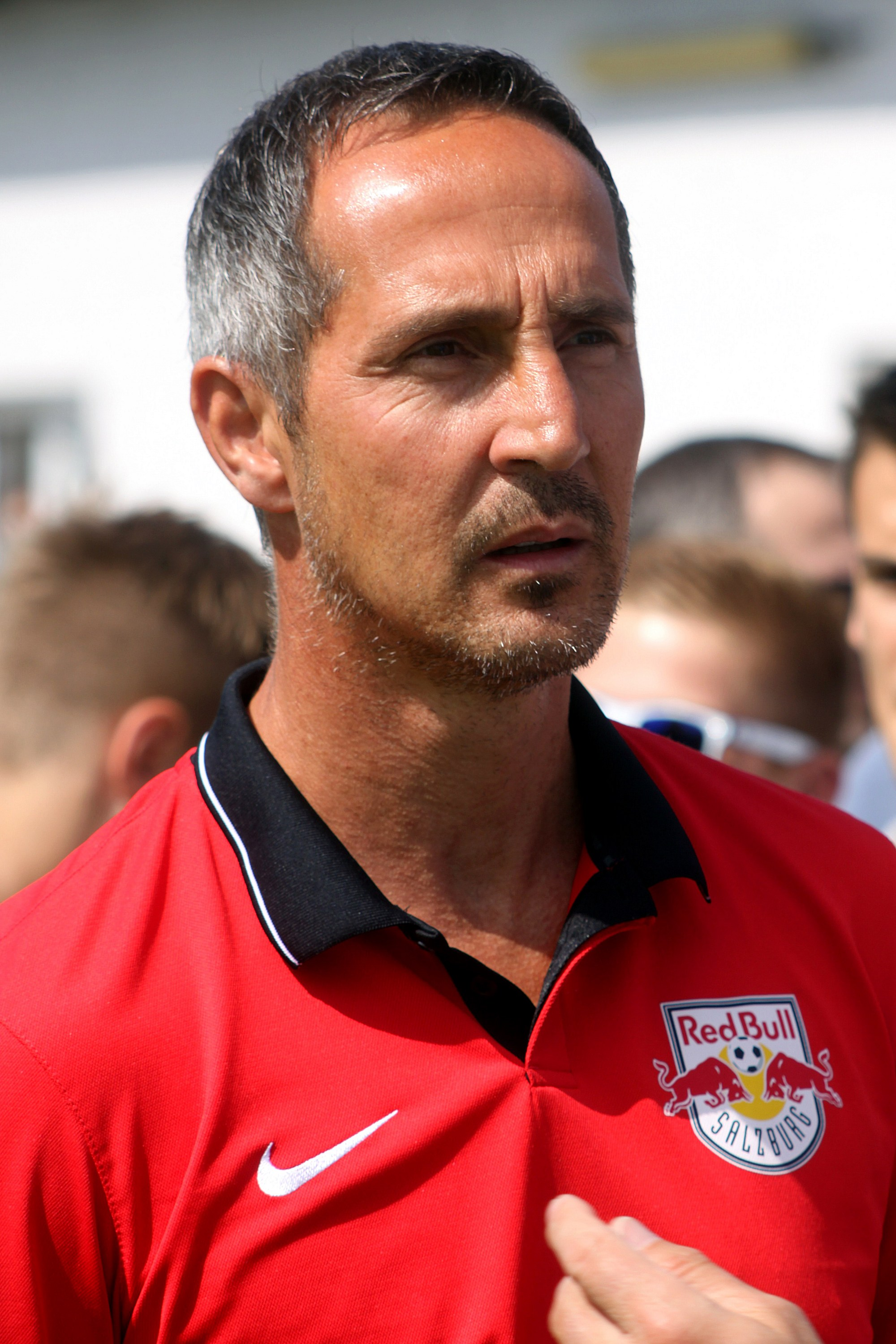
Adi Hütter
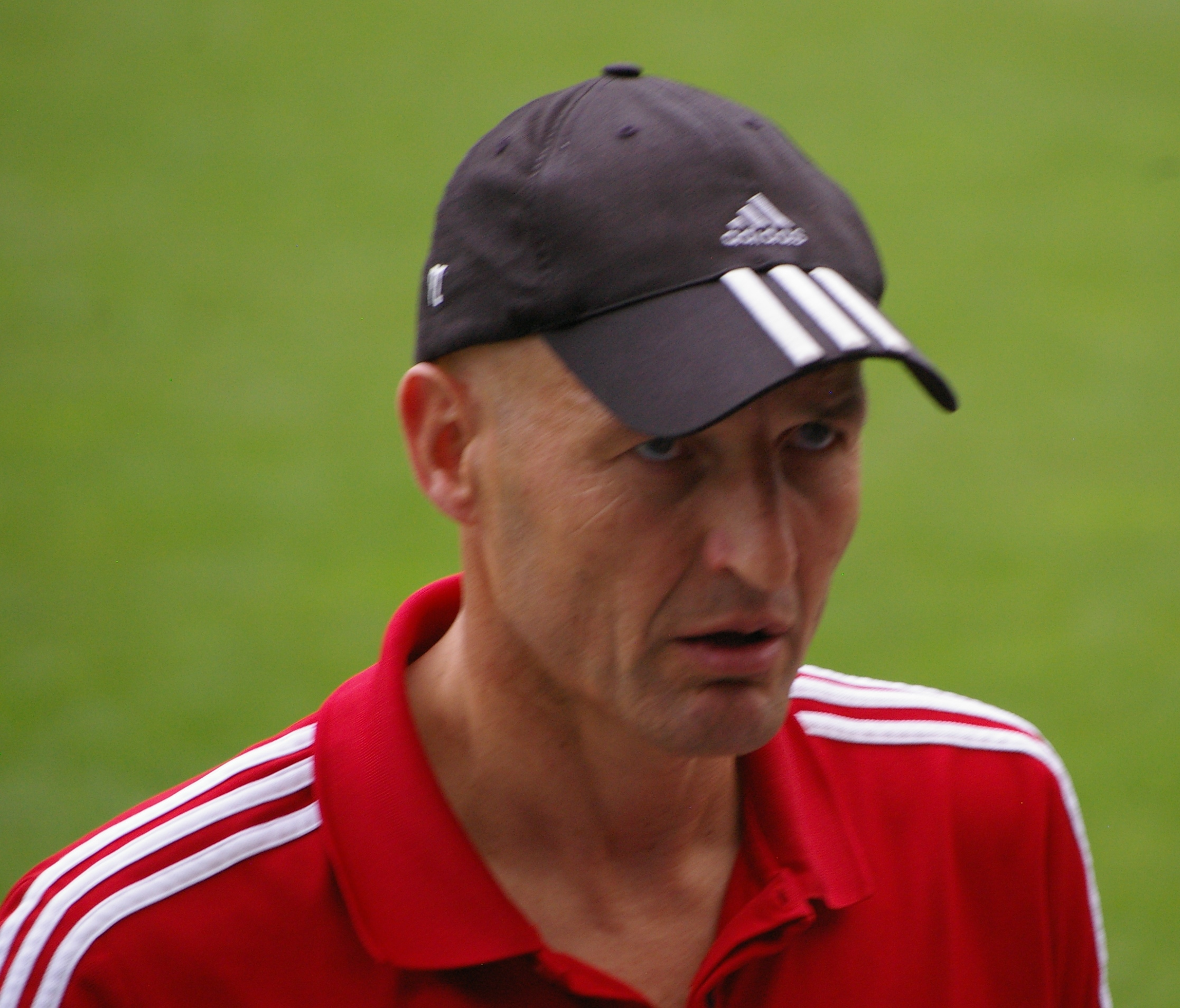
Peter Zeidler
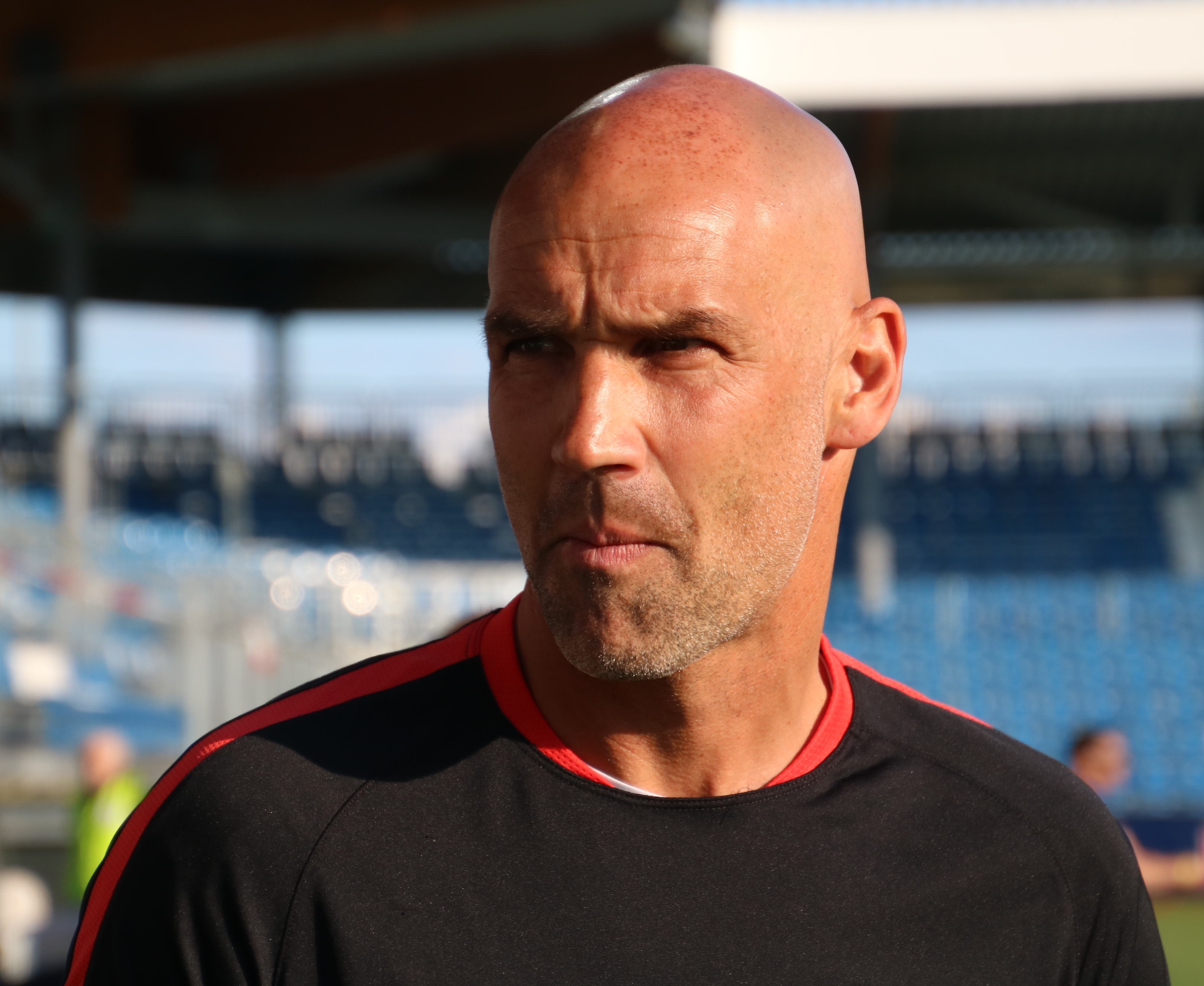
Thomas Letsch
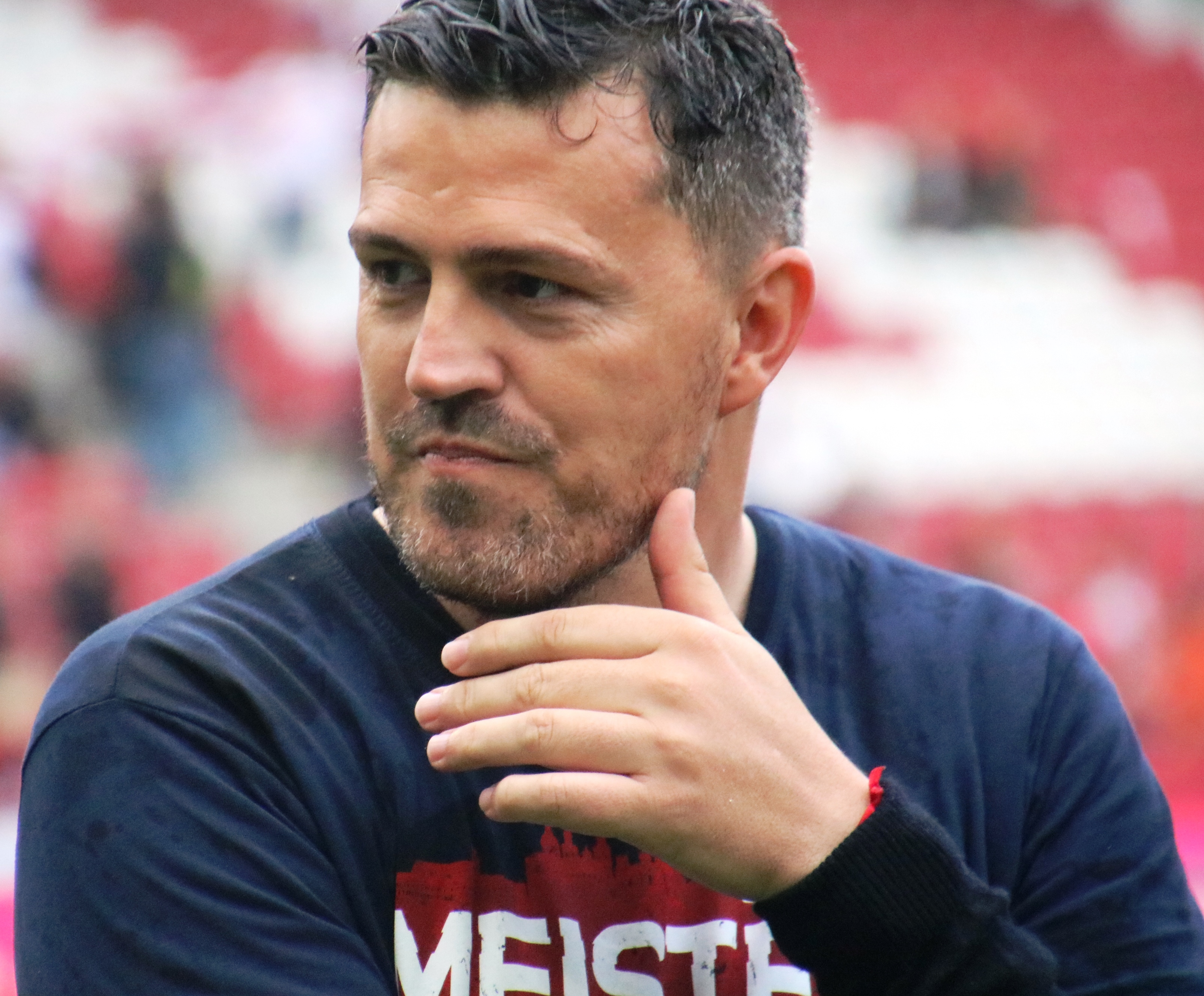
Óscar García
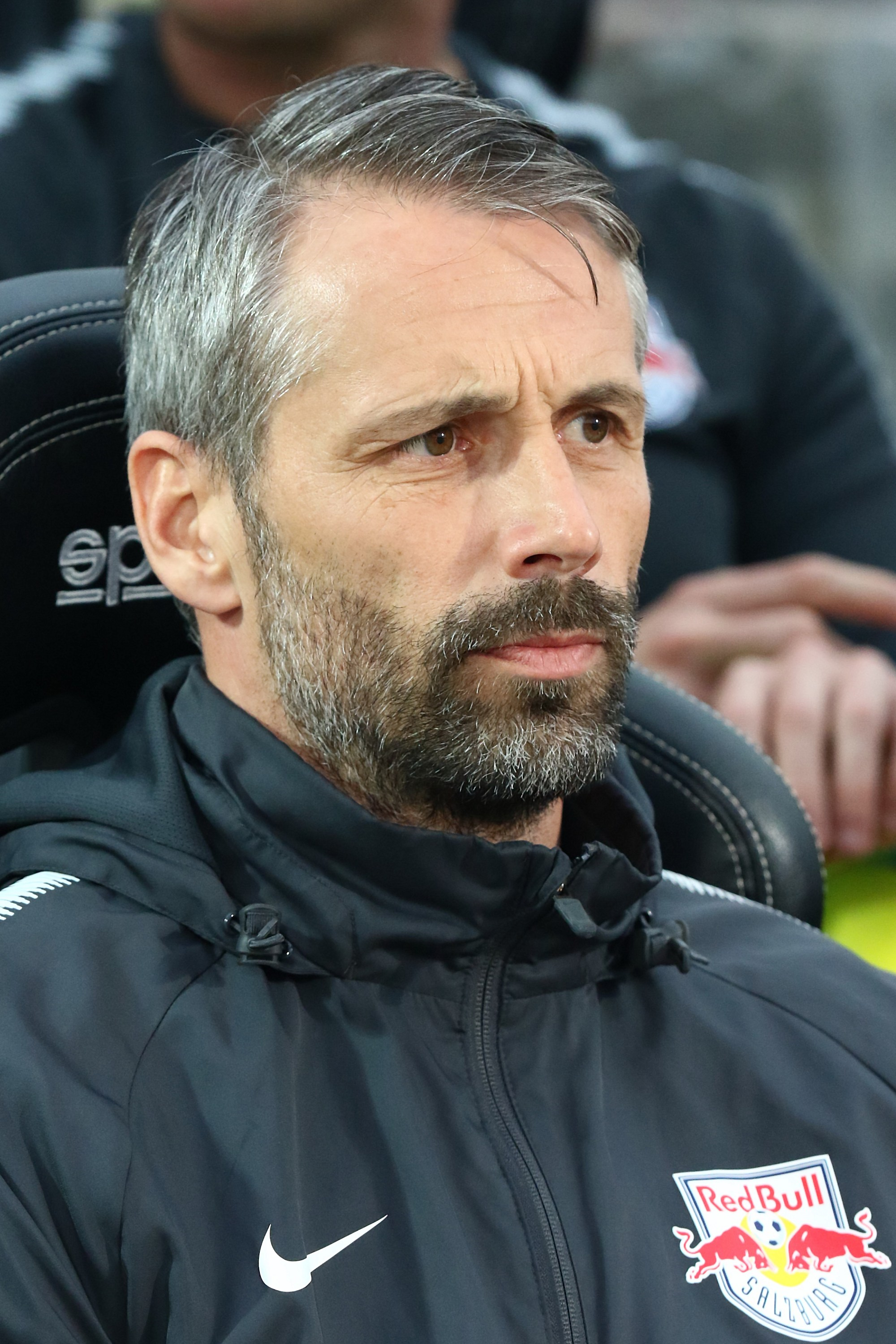
Marco Rose
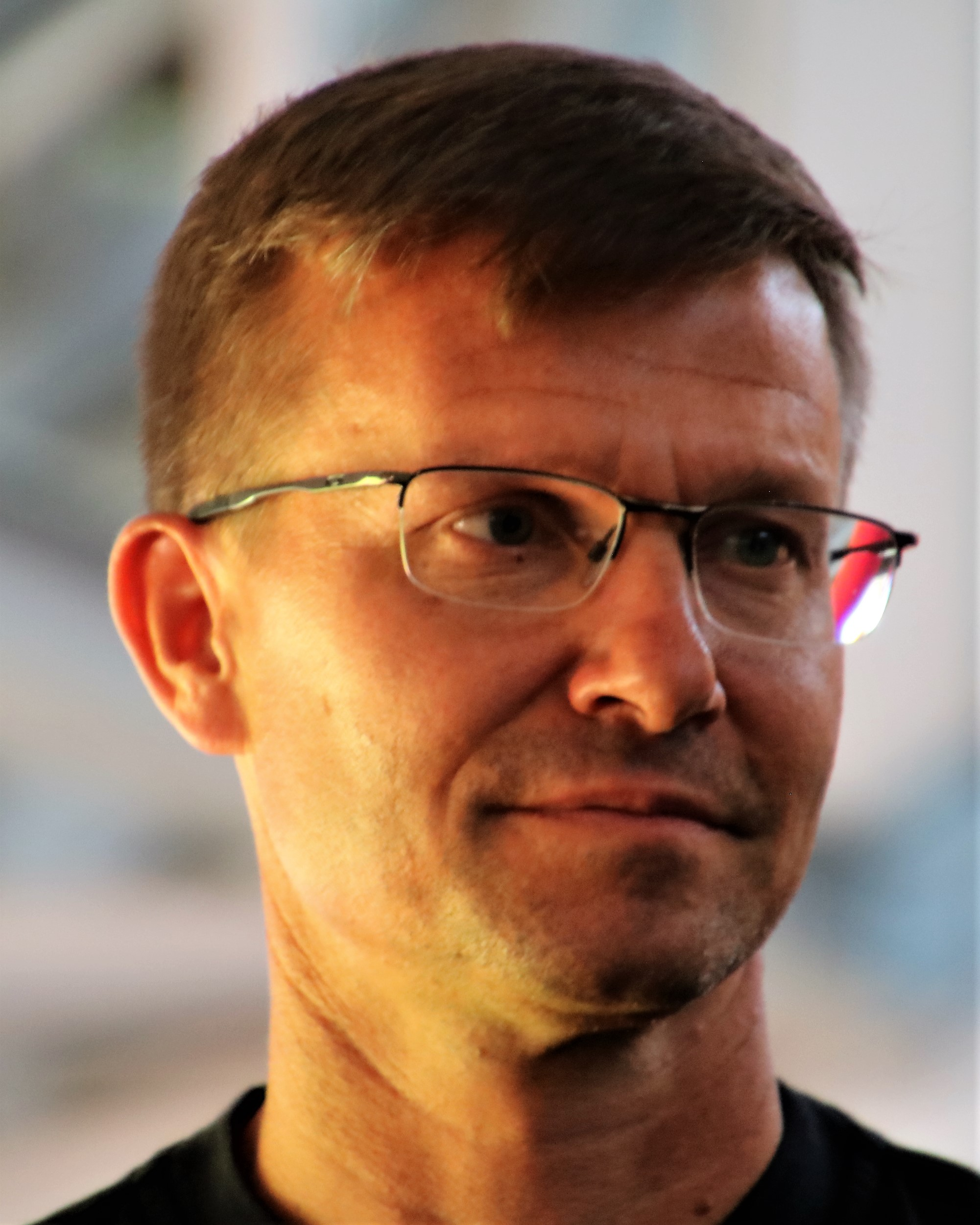
Jesse Marsch
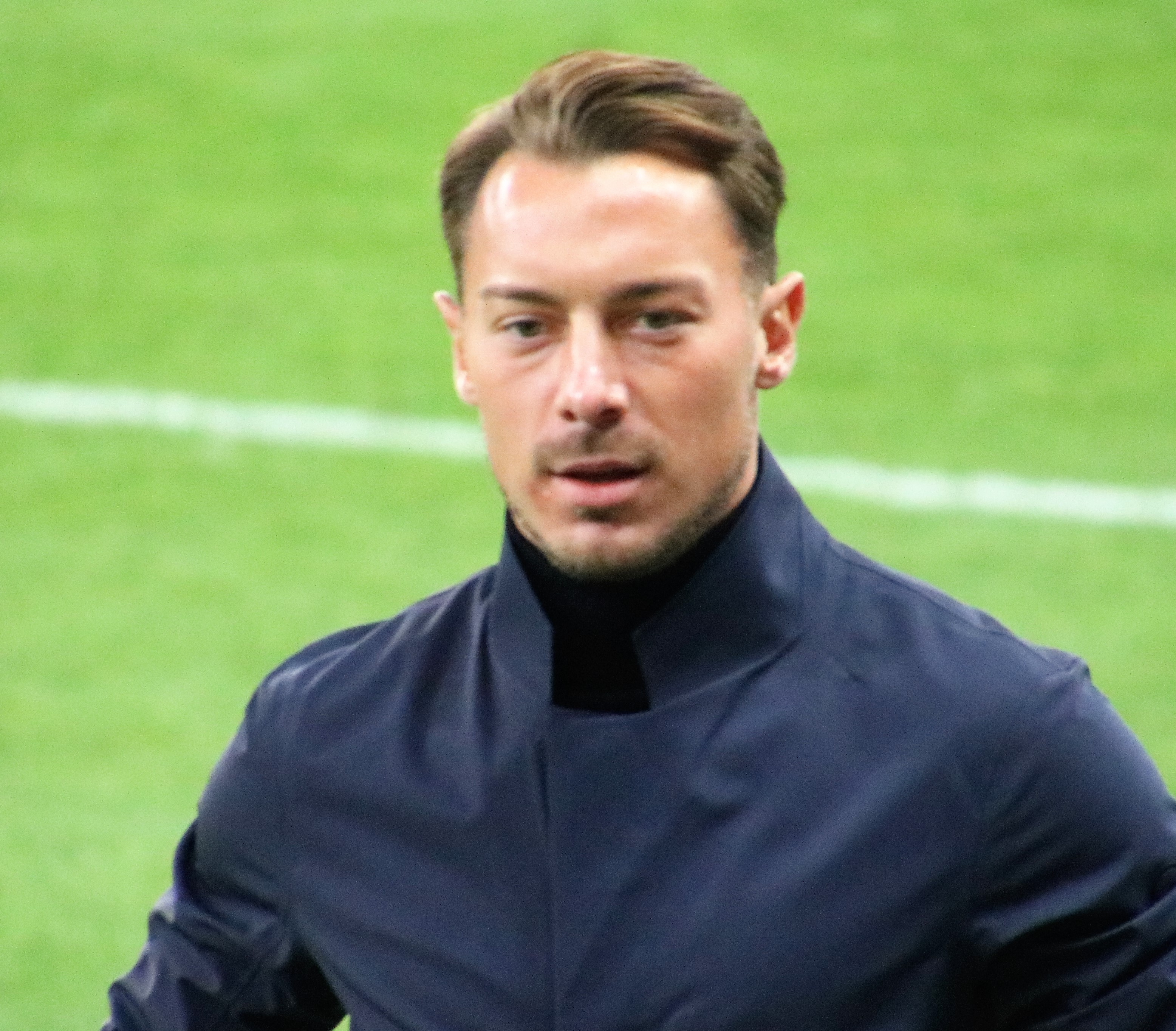
Matthias Jaissle
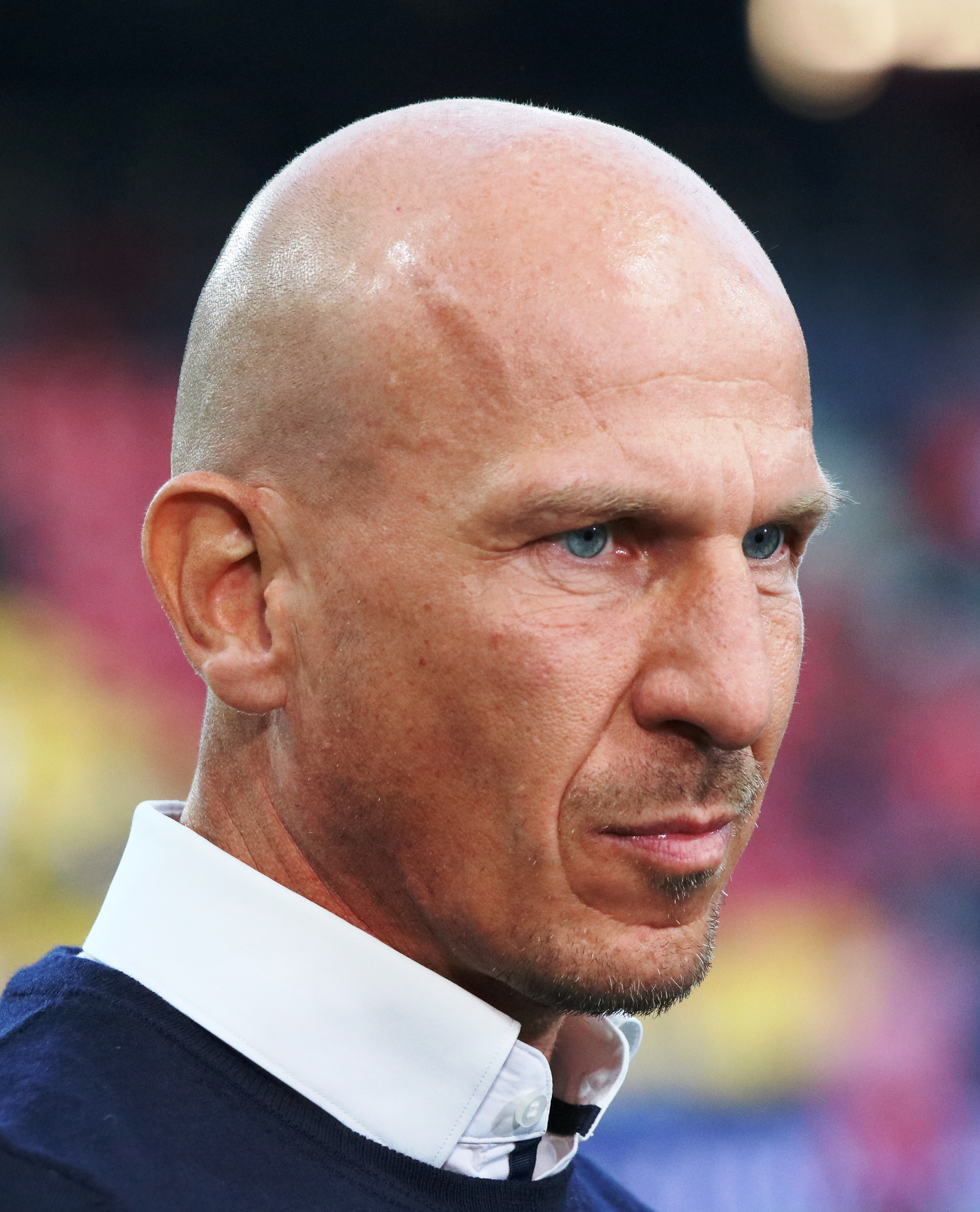
Gerhard Struber
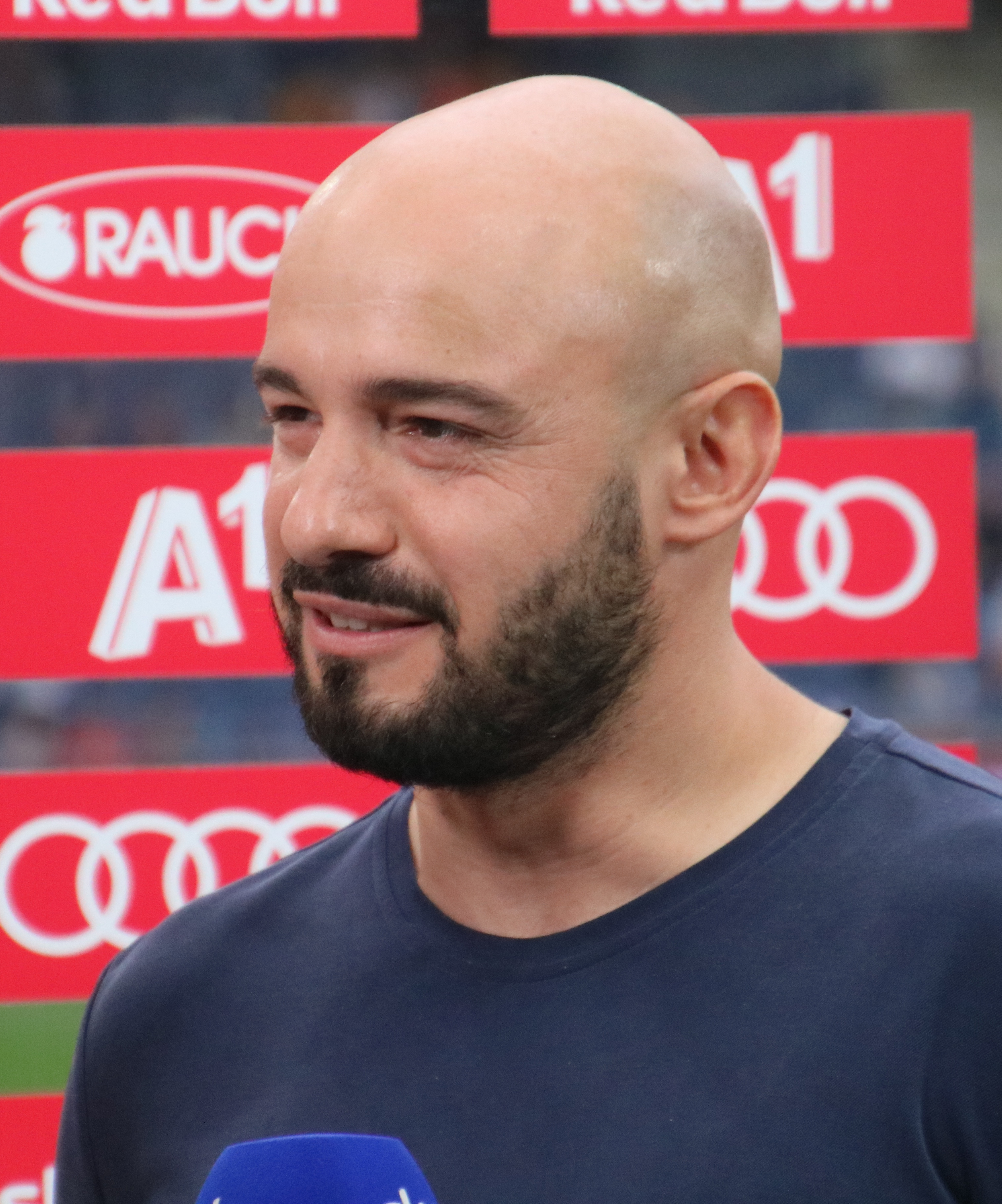
Onur Cinel
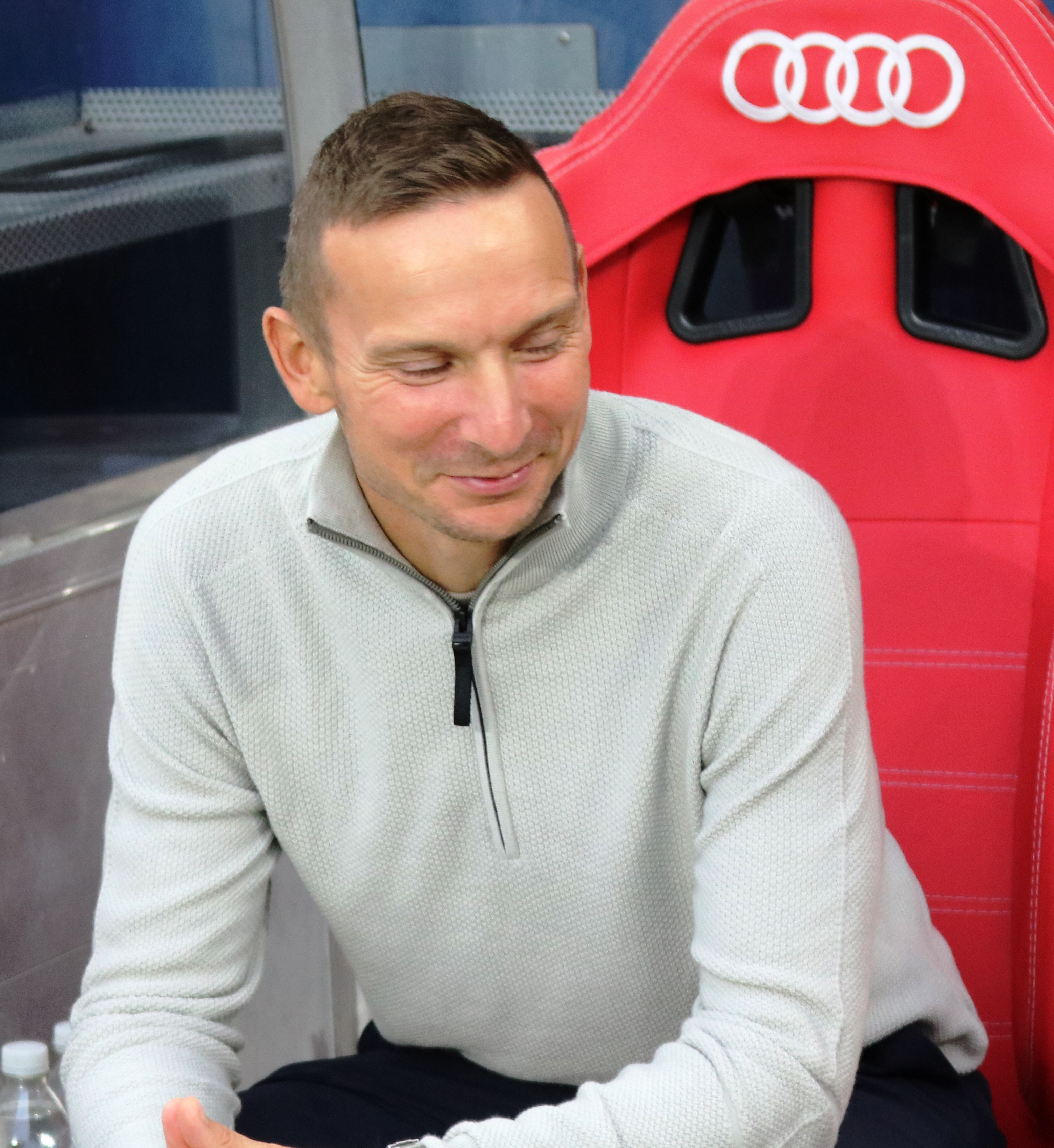
Pepijn Lijnders

## Ehemalige Spieler

### Österreicher
| - Franz Aigner - Martin Amerhauser - Adolf Antrich - Peter Artner - Heinz Arzberger - René Aufhauser - Franz Bacher - Hans-Peter Berger sen. - Adolf Blutsch - Gerhard Breitenberger - Thomas Eder - Harald Fesl - Wolfgang Feiersinger - Franz Feldinger - Gerhard Filzmoser - Christian Fürstaller - Kurt Garger - Ronald Gërçaliu - Edi Glieder - Pascal Grünwald - Gerald Haider - Ralph Hasenhüttl | - Thomas Hickersberger - Martin Hiden - Horst Hirnschrodt - Max Hofmeister - Walter Hörmann - Rudolf Horvath - Peter Hrstic - Adi Hütter - Andreas Ibertsberger - Robert Ibertsberger - Andreas Ivanschitz - Christoph Jank - Marc Janko - Jakob Jantscher - Wilhelm Kaipel - Christian Keglevits - Artur Kibler - Ewald Kibler - Wolfgang Kienast - Roland Kirchler - Richard Kitzbichler | - Tomislav Kocijan - Karl Kodat - Walter Kogler - Otto Konrad - Hans Krankl - Rudolf Krammer - Florian Klein - Leopold Lainer - Bernd Langgruber - Adi Macek - Alexander Manninger - Stephan Marasek - Christian Mayrleb - Ramazan Özcan - Gerhard Perlak - Heimo Pfeifenberger - Roman Pichler - Jürgen Pichorner - Gernot Plassnegger - Alexander Pöllhuber - Toni Polster | - Günter Praschak - Erich Probst - Christian Prosenik - Hannes Reinmayr - Karl Ritter - Herfried Sabitzer - Paul Scharner - Markus Scharrer - Franz Schiemer - Frenk Schinkels - Markus Schopp - Hermann Stadler - Cican Stankovic - Roman Wallner - Heribert Weber - Franz Weidinger - Gerald Willfurth - Hannes Winklbauer - Thomas Winklhofer - Maximilian Wöber - Herbert Zickbauer |

### Ausländer
| - Alex - Alan - Rabiu Afolabi - Thomas Augustinussen - Bernardo - Oliver Bierhoff - László Bodnár - Anis Boussaïdi - Ezequiel Carboni - Simon Cziommer - Milan Dudić - Peter Grosser - Péter Gulácsi - Eddie Gustafsson - Jimmy Hartwig - Erling Haaland - Thomas Häßler - Saša Ilić | - Tibor Jančula - Vladimír Janočko - Patrik Ježek - Nikola Jurčević - Kevin Kampl - László Klausz - Aleksander Knavs - Niko Kovač - Slavko Kovačić - Srećko Kurbaša - Heiko Laeßig - Heinz Libuda - Thomas Linke - Vratislav Lokvenc - Sadio Mané - Marquinho - Rémo Meyer - Takumi Minamino | - Mladen Mladenović - Tsuneyasu Miyamoto - Louis Ngwat-Mahop - Viorel Năstase - Robin Nelisse - Timo Ochs - Barry Opdam - Péter Orosz - Manuel Pamić - Petri Pasanen - Karel Piták - Nikola Pokrivač - Dean Računica - Đorđe Rakić - André Ramalho - Richarlyson - Franz Roth - Diadie Samassékou | - Leonardo Santiago - Douglas da Silva - Ibrahim Sekagya - Juliano Spadacio - Markus Steinhöfer - Maynor Suazo - Dušan Švento - Roman Szewczyk - Dominik Szoboszlai - Somen Tchoyi - Christian Tiffert - Gerhard Tremmel - Dayot Upamecano - Jorge Francisco Vargas - Admir Vladavić - Johan Vonlanthen - Gonzalo Zárate - Alexander Zickler |

## Zweite Mannschaft
Die zweite Mannschaft, gemeinhin als Red Bull Juniors bezeichnet, spielte zwischen 2007 und 2010 für insgesamt drei Spielzeiten in der Ersten Liga, der zweithöchsten Spielklasse in Österreich. Wegen einer Ligareform musste die Mannschaft aber im Sommer 2010 in die Regionalliga West absteigen. Die Juniors wurden 2012 durch den FC Liefering ersetzt.

## Kritik und Fanszene ab 2005

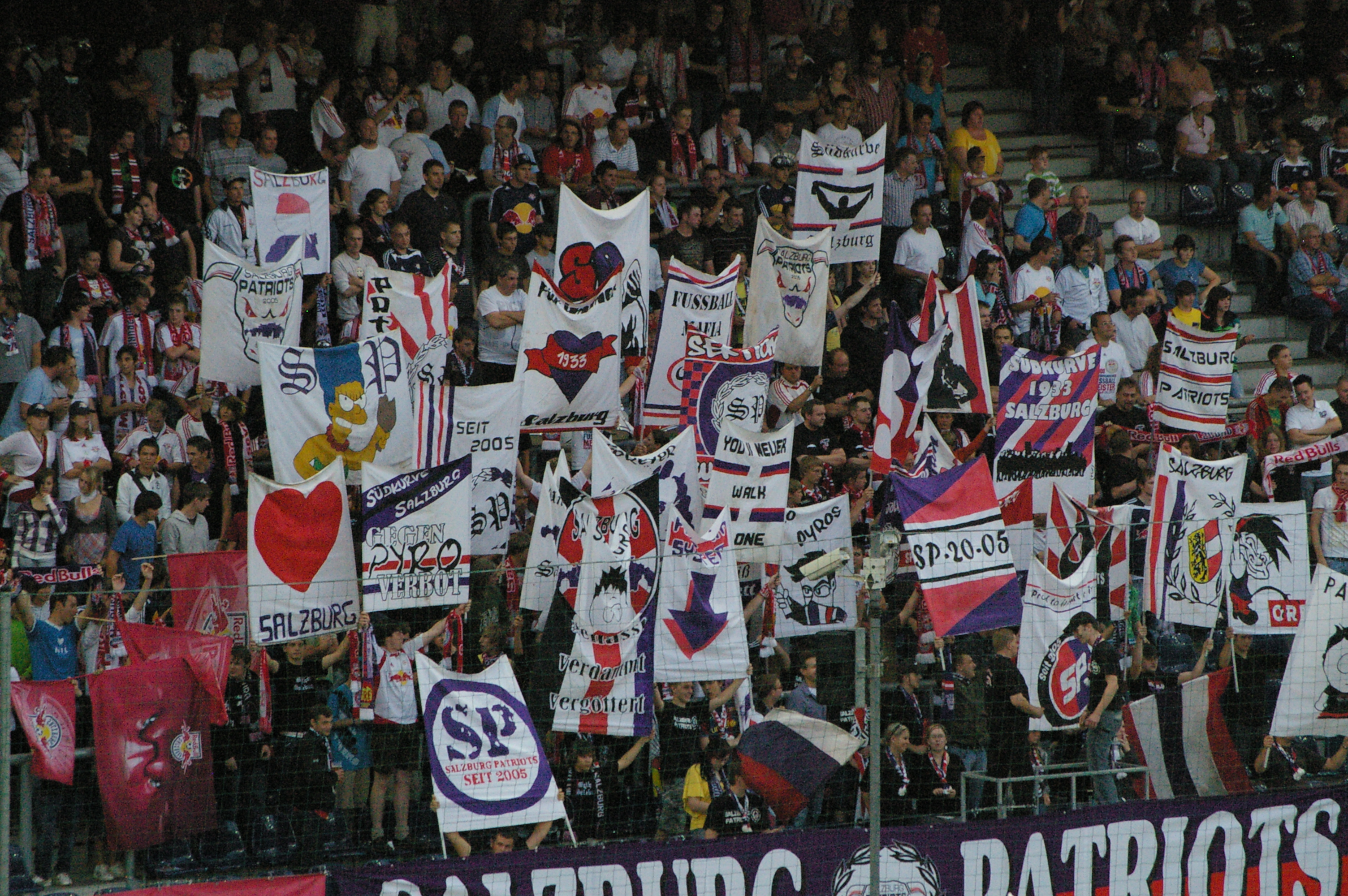
Fans des FC Salzburg auf der Südtribüne der Red Bull Arena

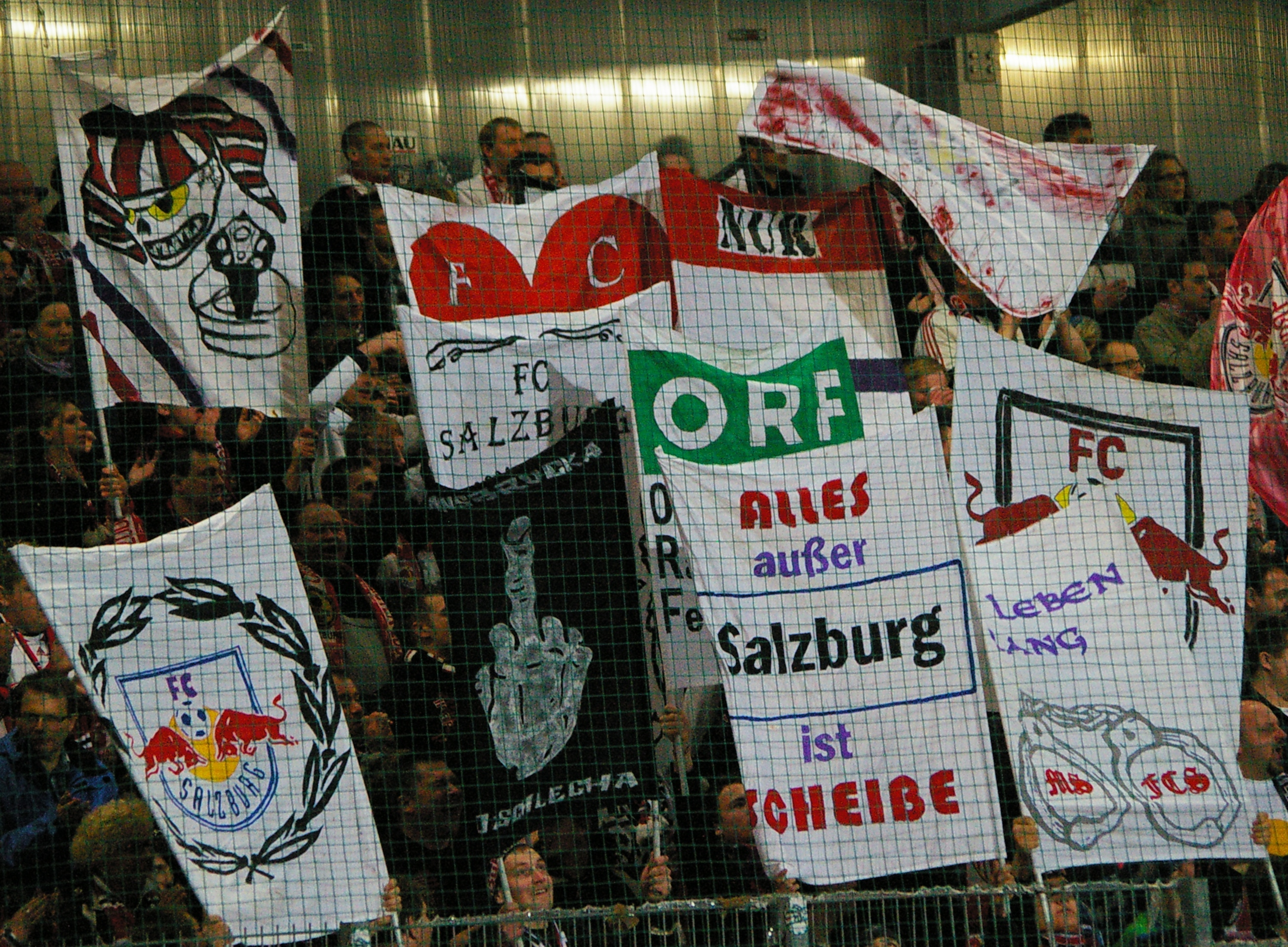
Fans des FC Salzburg bei einem Auswärtsspiel gegen SV Ried

Nach der Übernahme der Salzburg Sport AG durch Red Bull protestierten die Salzburg-Fans unter der „Initiative Violett-Weiß“ gegen Red Bull und den damit verbundenen Konsequenzen, wie der Änderung der Trikotfarben, des Wappens, des Vereinsnamens und der Distanzierung von der Vereinsgeschichte (das traditionelle Violett/Weiß tragende Fans bekamen z. B. Stadionverbot). Einige Male kam es zu Verhandlungen zwischen den Fangruppierungen und den Vereinsverantwortlichen, in denen man sich in den wesentlichen Punkten aber nie einigen konnte. Schließlich brach die gesamte Fanszene des Vereins zusammen, da praktisch alle Fanclubs mit der neuen Vereinsführung brachen und einen eigenen Klub gründeten. Trotz des Verlustes der Fanszene boomte der Kartenverkauf in der ersten Saison 2005/06. Durchschnittlich besuchten 16.512 Zuschauer die Spiele, was ein Plus von fast 10.000 Zuschauern pro Spiel zur Vorsaison bedeutete.
Die Fanszene selbst erholt sich aber nur langsam, da nicht viele der neu hinzugekommenen Zuseher die Fankurve besuchen. Einer der ersten neuen Fanclubs waren die Salzburg Patriots, die zwar weiter an der alten Vereinskultur festhielten, sich aber anfangs mit der neuen Führung arrangierten, bis sie im Dezember 2010 den Status als offizieller Fanklub verloren und sich der Verein von ihnen distanzierte. Als Grund dafür wurden von Seiten des Vereins Sachbeschädigung sowie Attacken auf andere Fanklubs, Ordner und eigene Spieler angegeben. Der Fanclub zerfiel und löste sich schließlich im Herbst 2012 auf. Nachdem sich weitere Fangruppierungen neu bildeten, gab es bis Mai 2013 55 offizielle Fanclubs von Red Bull Salzburg. Die derzeit größten Gruppierungen sind Collectivo, Fire Bulls Voggenberg, Raging Bulls, Alarmstufe Rot Weiss Salzburg, Red Fighters und Soizburg Rabauken. Seit Sommer 2014 existiert auch ein Fanbeirat, der aus insgesamt sieben Vertretern aus Süd-, Ost- und Westtribüne zusammengesetzt ist. Der Fanbeirat wurde jedoch im Rahmen einer Obmännerversammlung im Spätsommer 2016 in Frage gestellt. Daraufhin wurde dieser von den Anwesenden mehrheitlich aufgelöst.

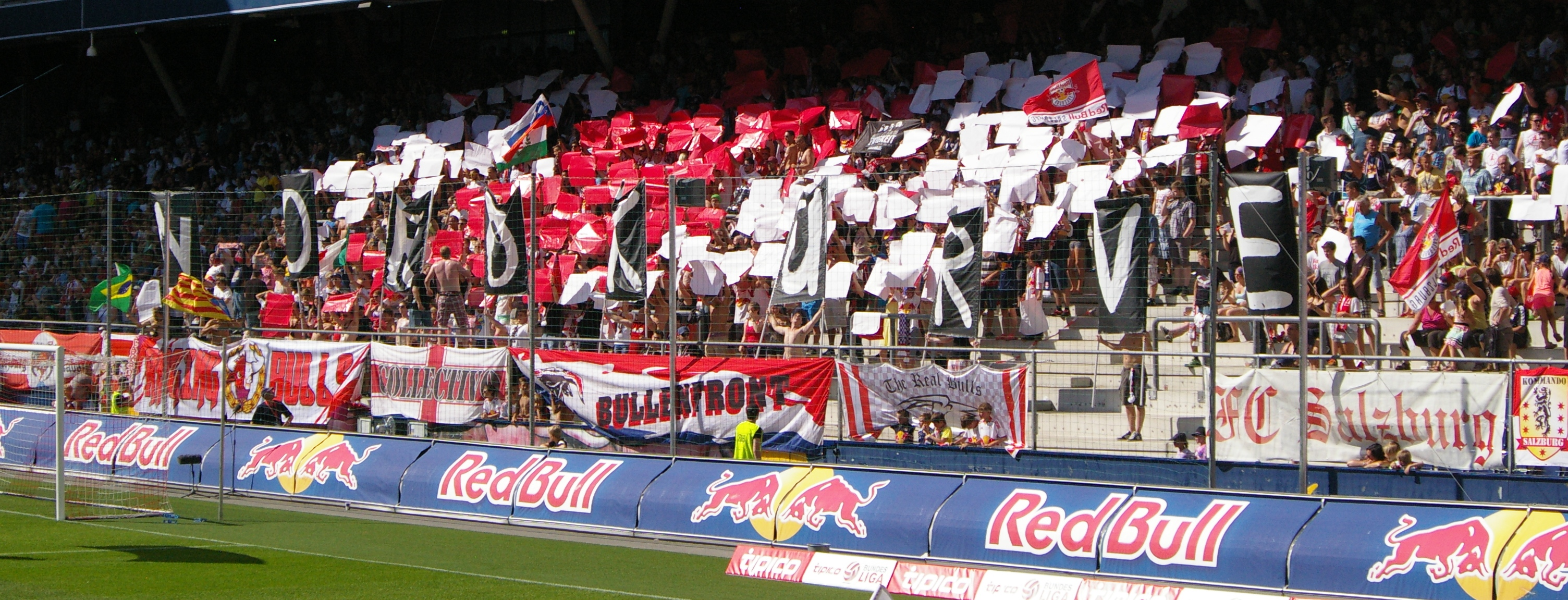
Die neue Nordkurve Salzburg

Mit Beginn der Saison 2014/15 wurde die Südkurve aufgelöst und der Nordsektor als Fankurve festgelegt. Im Rahmen der Spiele gegen Amsterdam und Basel wurden Sicherheitsmängel sichtbar, die die Verlegung notwendig machten. Mit dem Erreichen des zehnten Meistertitels in der Saison 2015/16 hoffte die Fanszene, dass der Verein dies mit dem Meisterstern honorieren würde. Der Verein verweigerte den Stern jedoch, und es kam zu Unstimmigkeiten. Im Spiel gegen Grödig und dem WAC wurde ein Stimmungsboykott ausgerufen. Der Stern wurde nach der Saison 2018/19, in welchem der Verein seinen zehnten Titel unter dem aktuellen Namen gewann, dennoch ins Logo aufgenommen.